# Biserica de lemn din Pianu de Sus

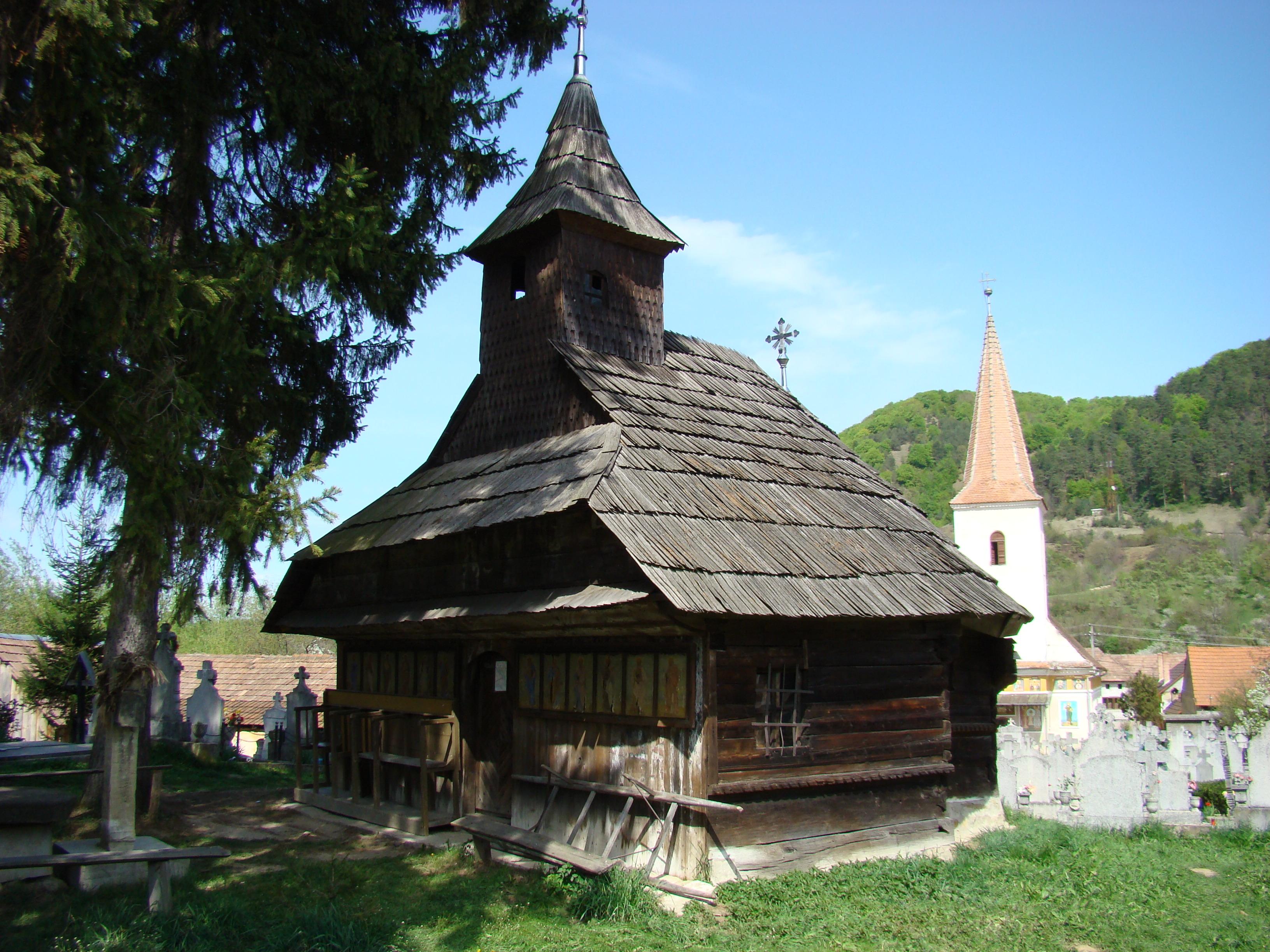
Biserica de lemn din Pianu de Sus, județul Alba, 2009

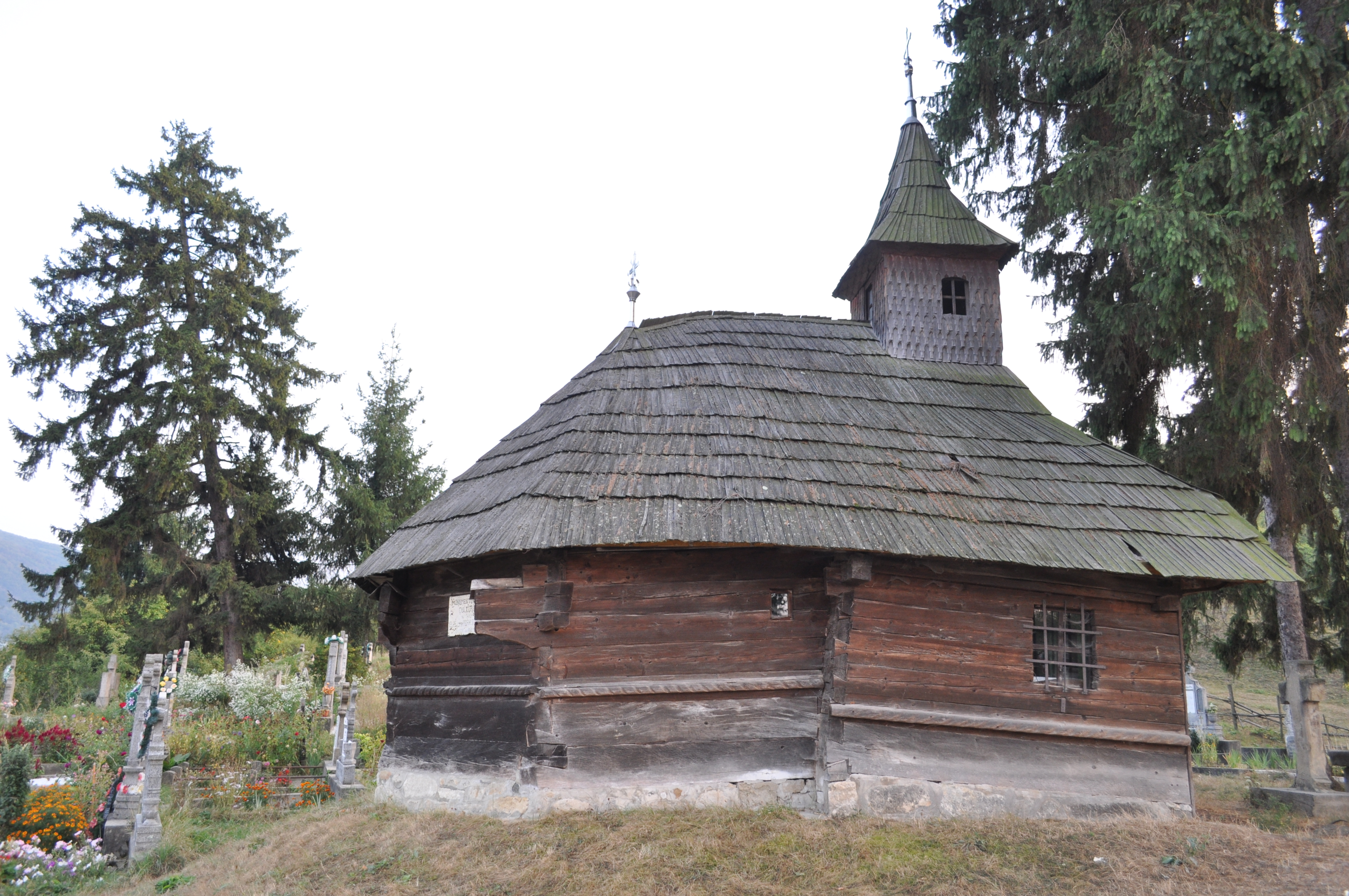
Biserica de lemn „Cuvioasa Paraschiva” din Pianu de Sus, județul Alba, foto: septembrie 2011.

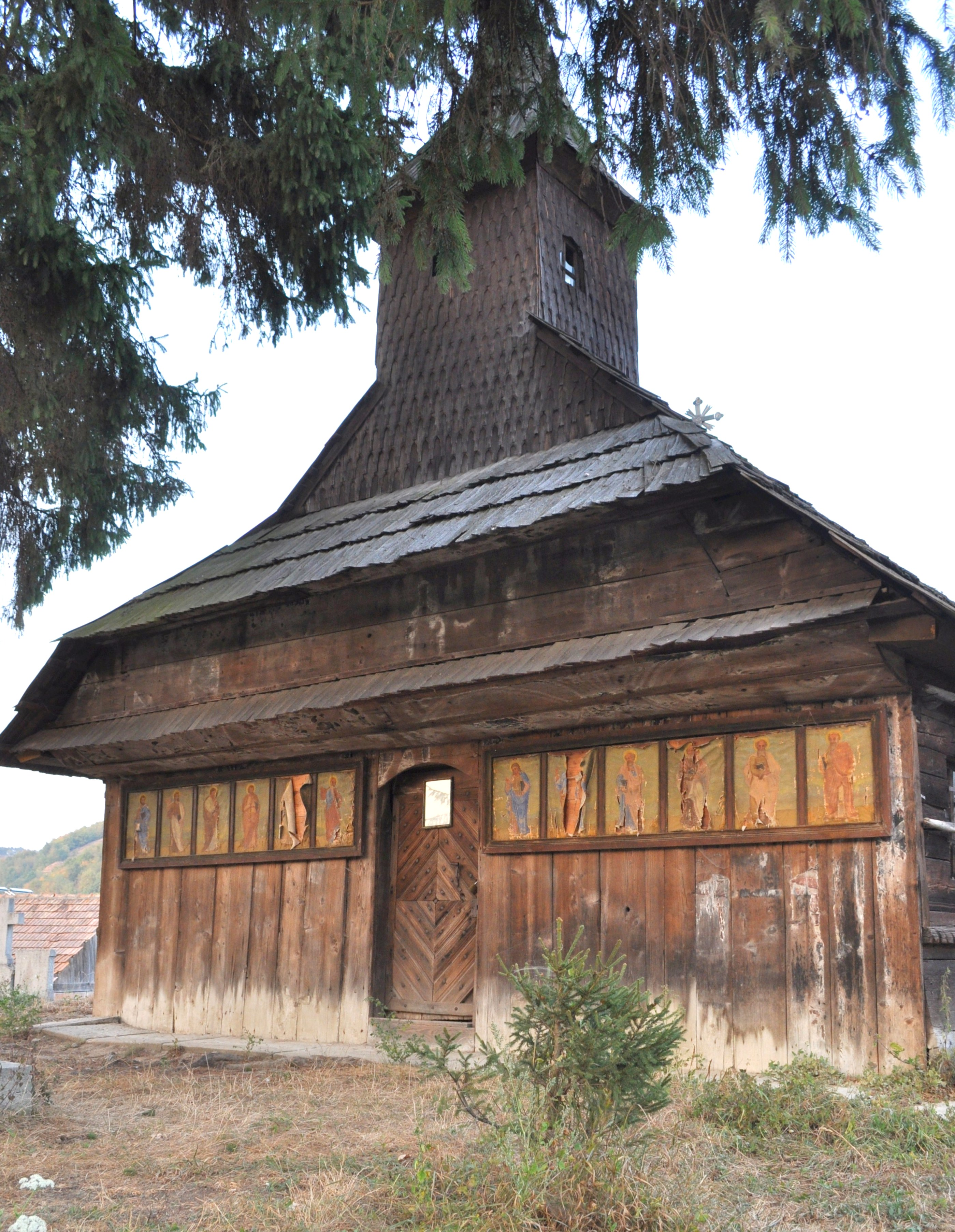
Biserica (sud-vest)

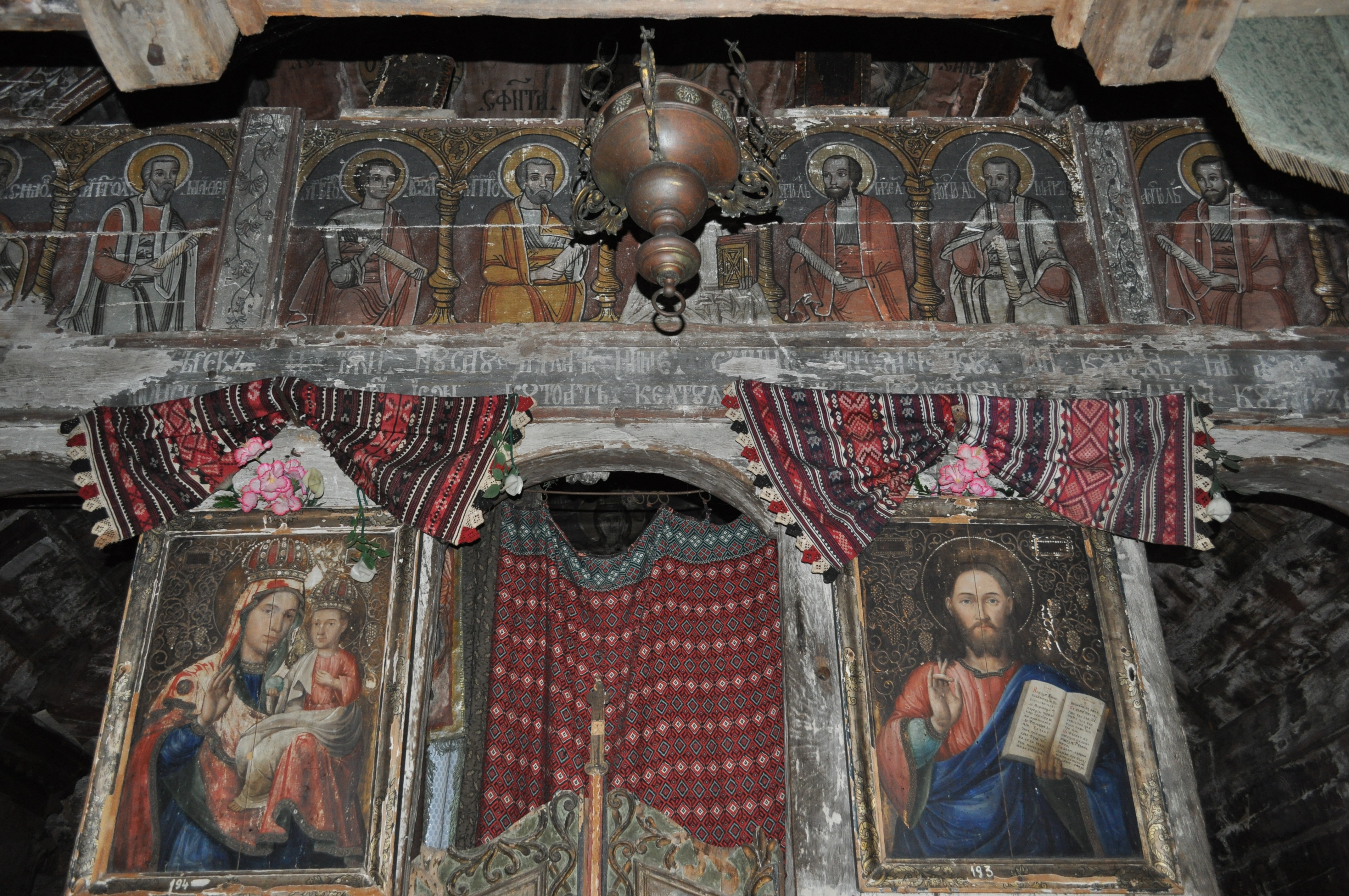
Iconostasul

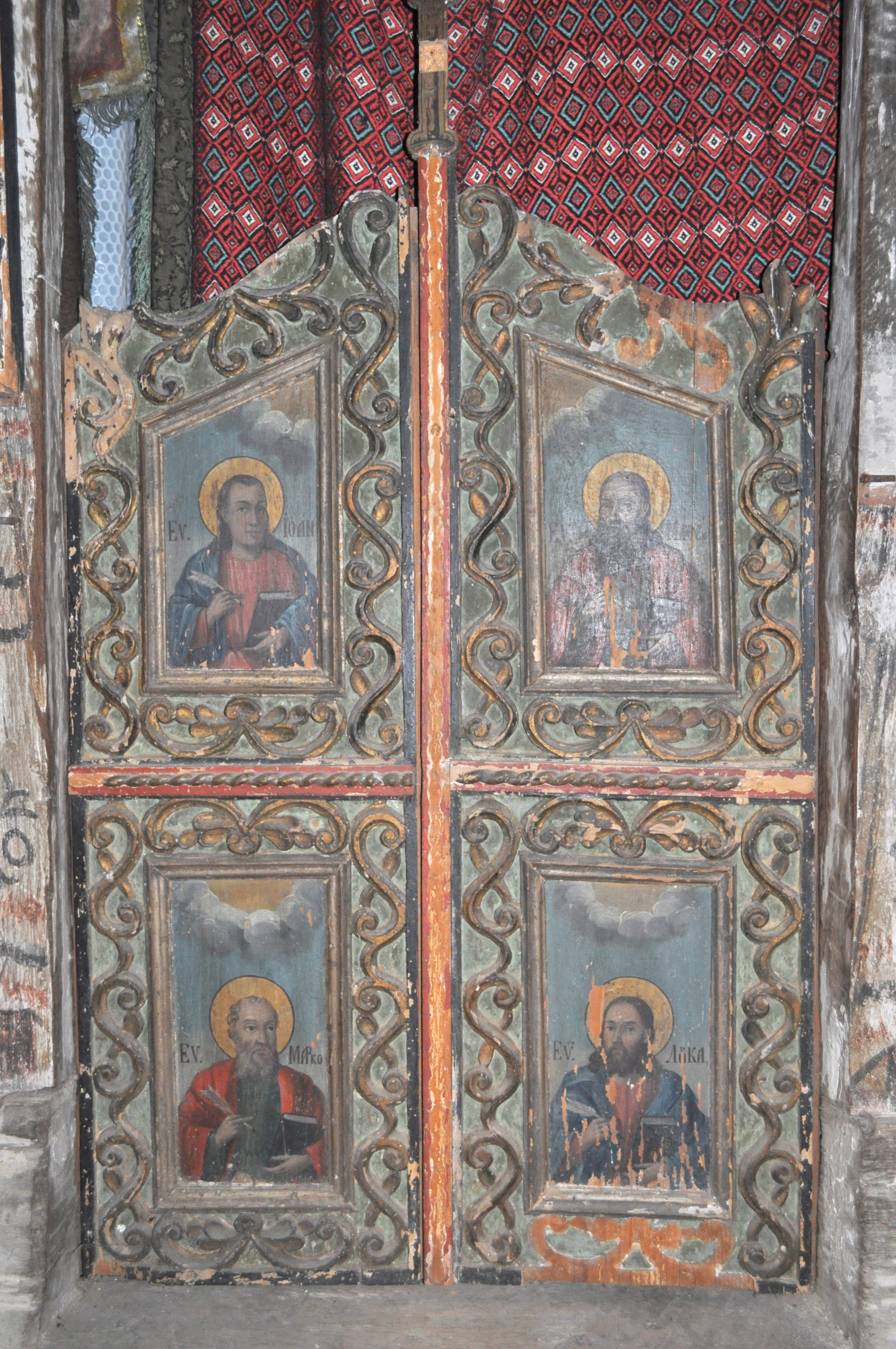
Ușile împărătești

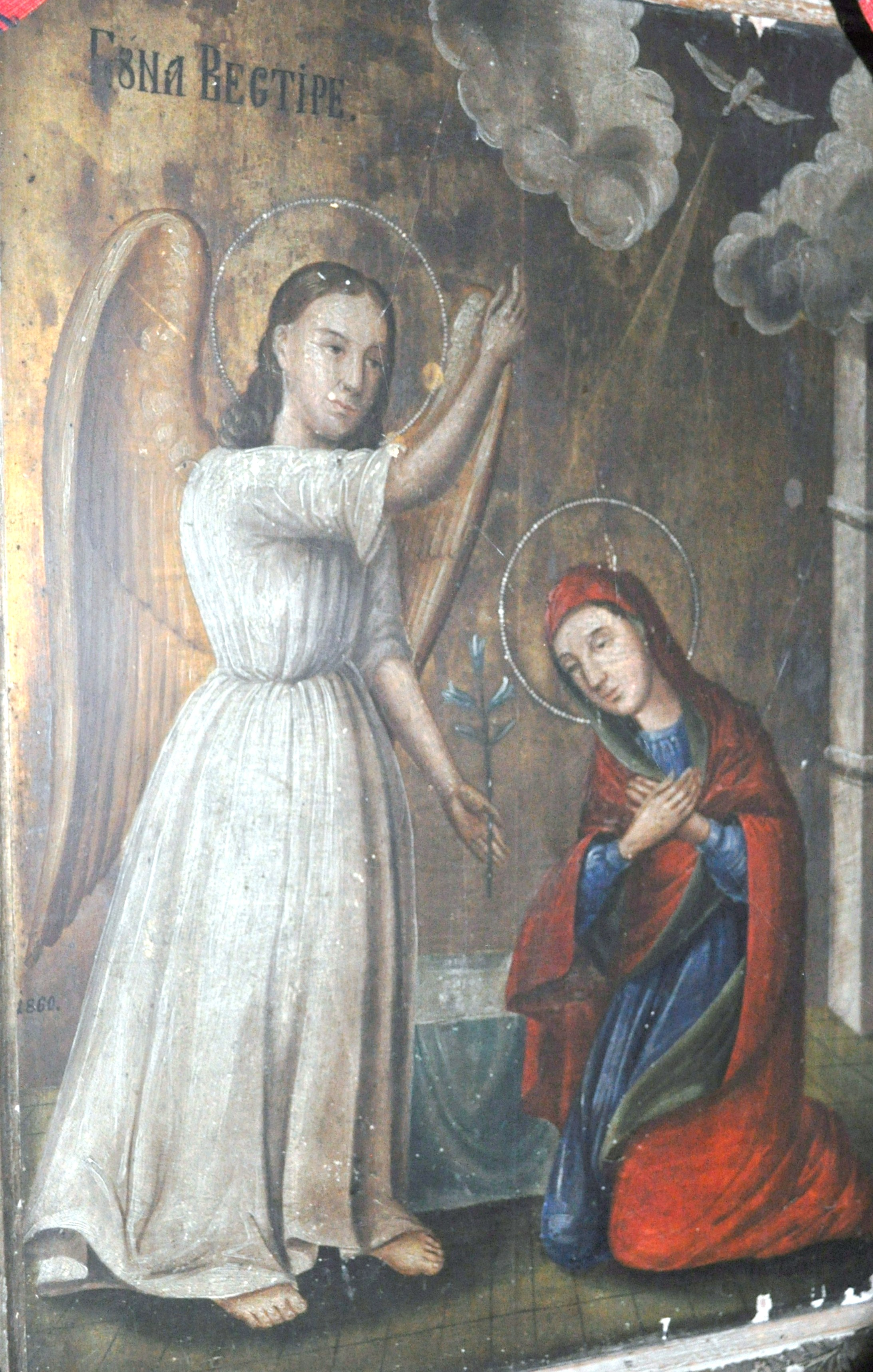
Buna Vestire

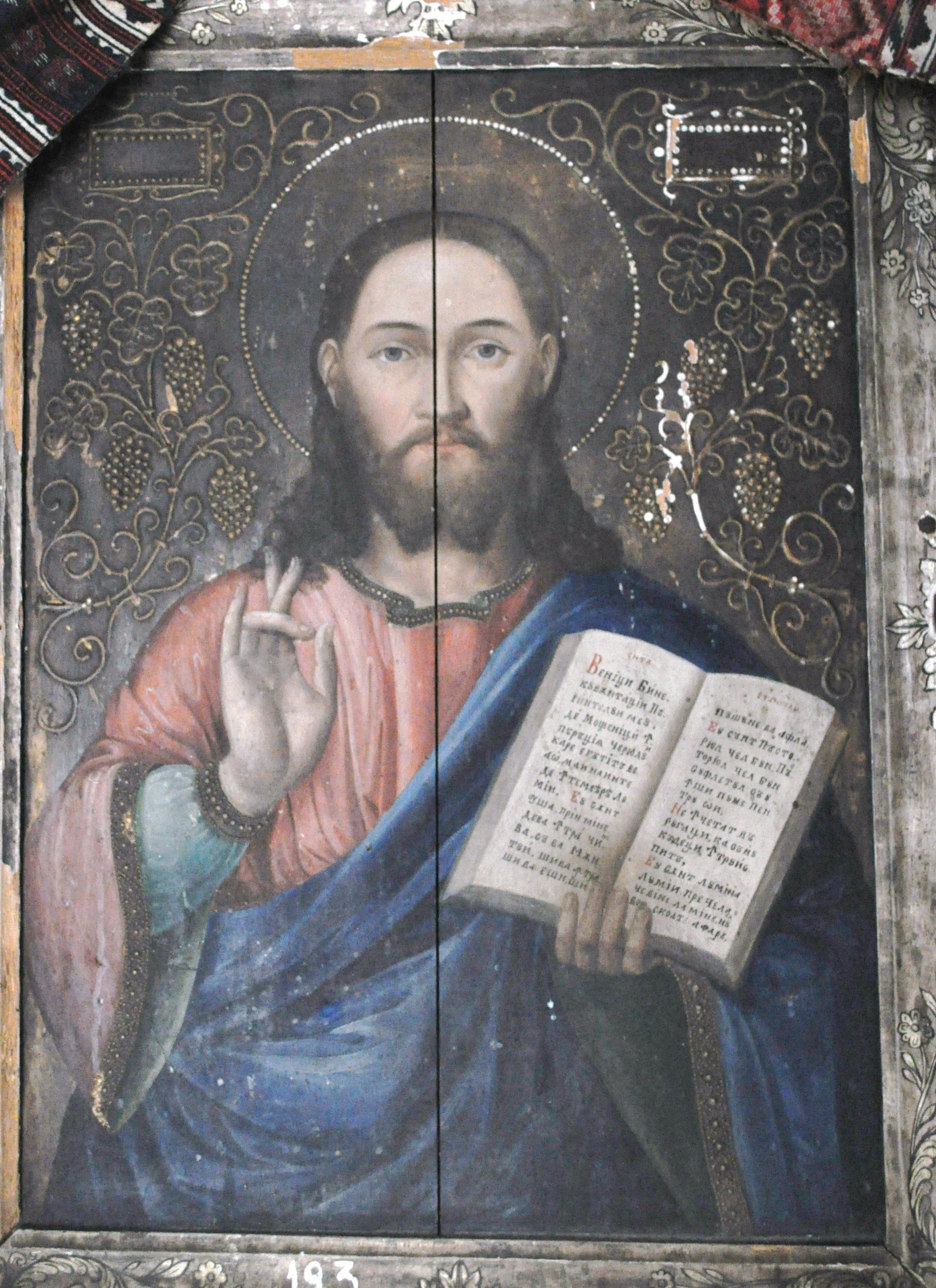
Deisis

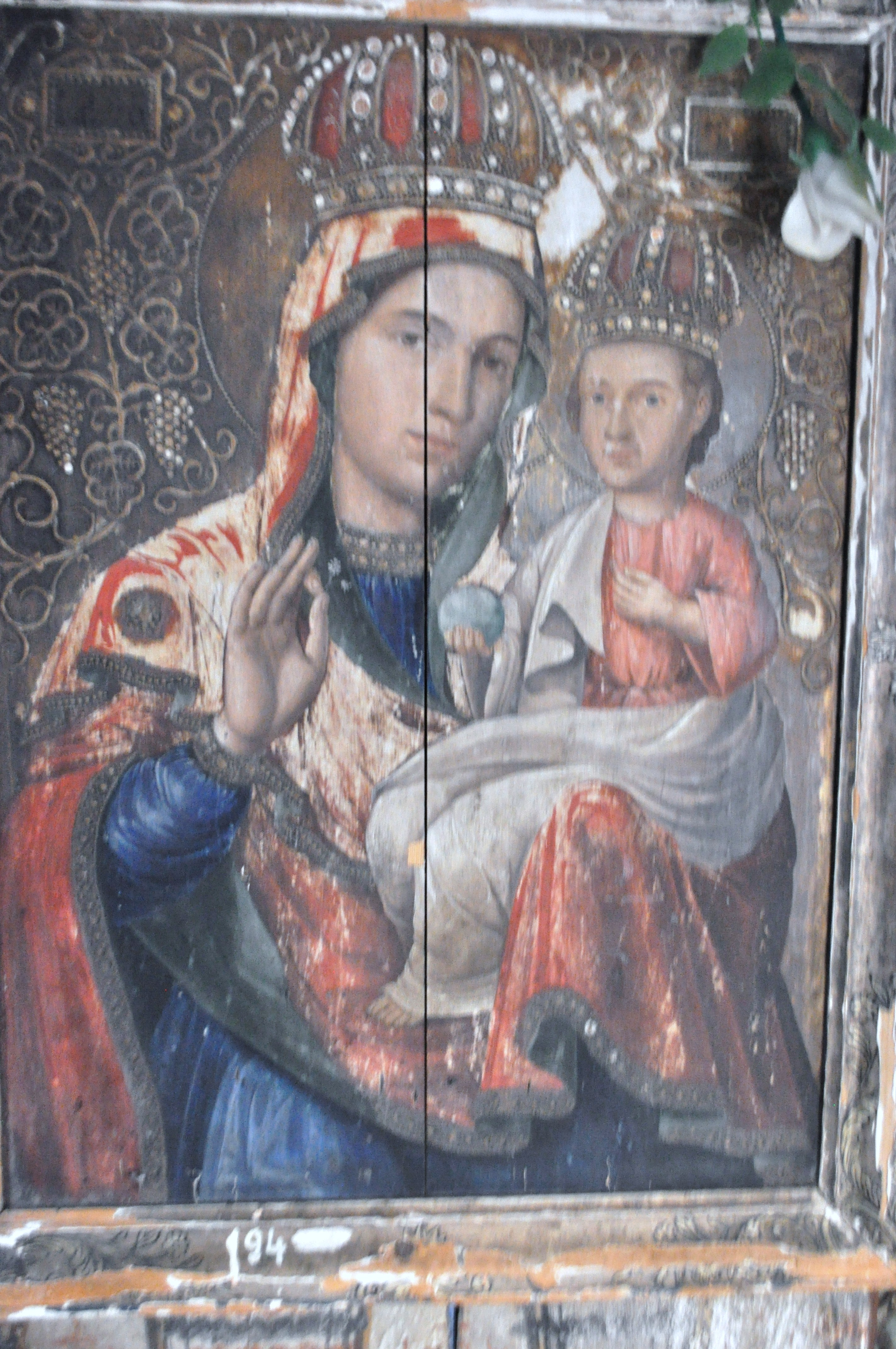
Maria cu pruncul

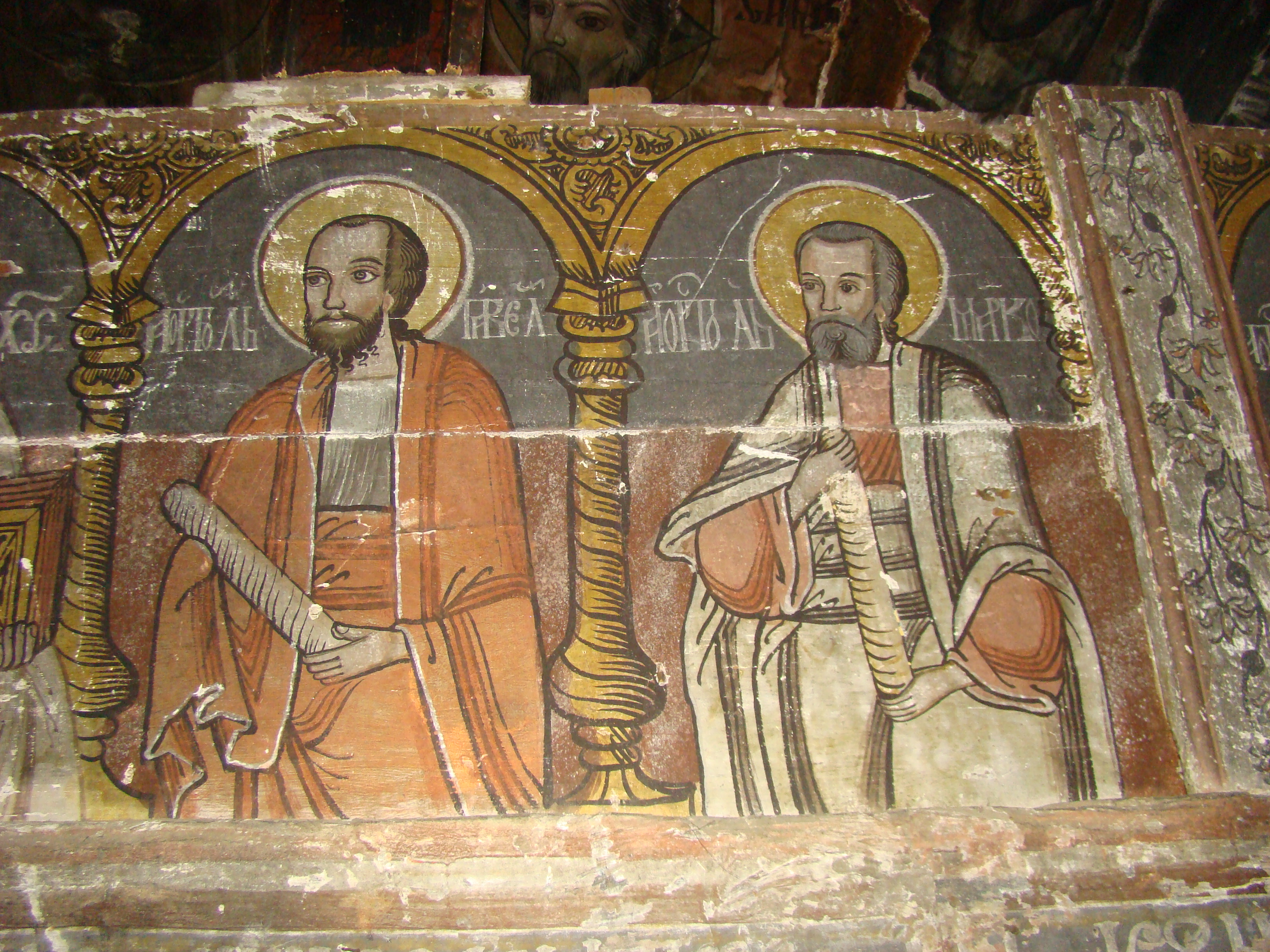
Fragment din friza Apostolilor

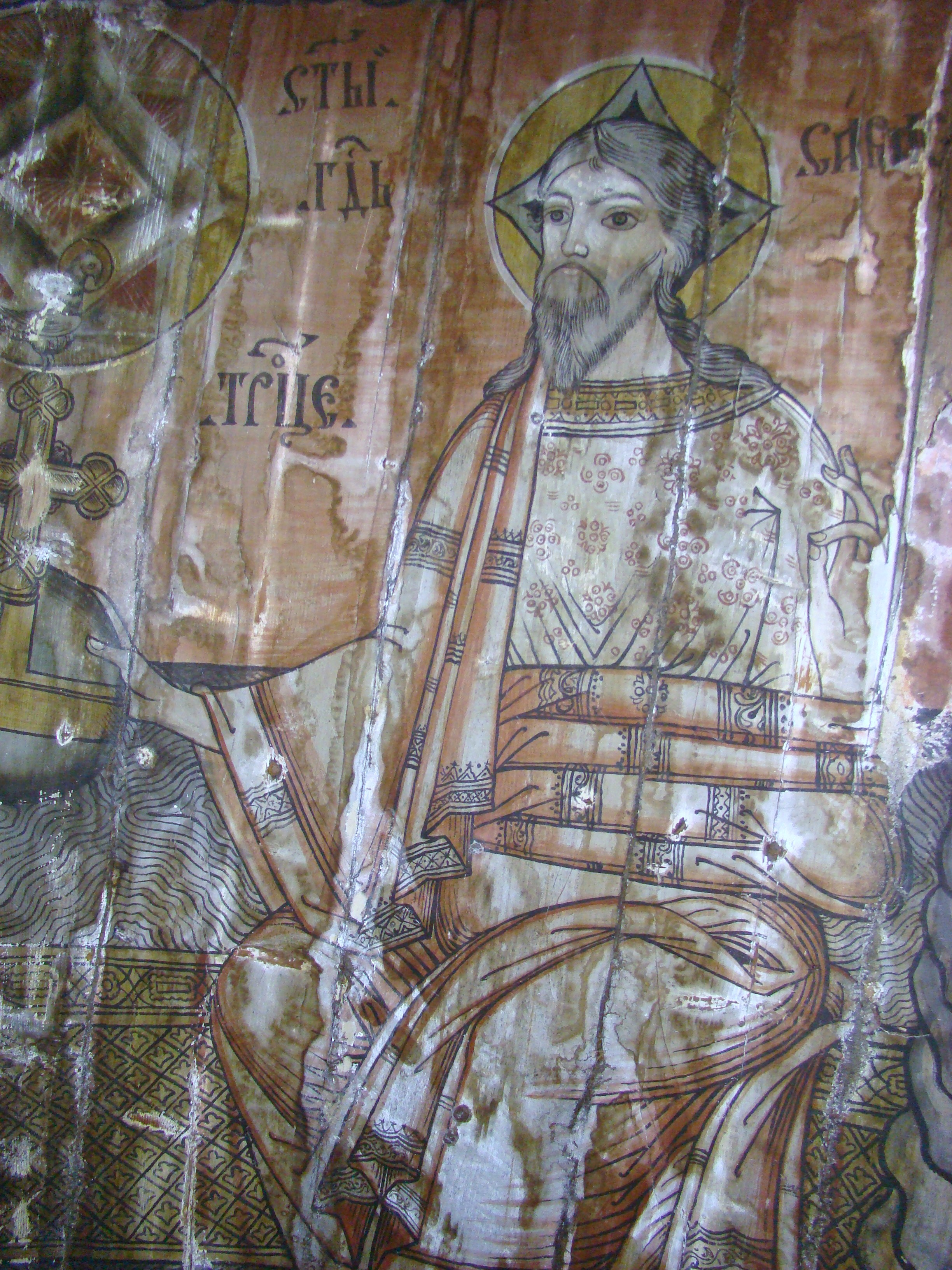
Detaliu din reprezentarea Sfintei Treimi

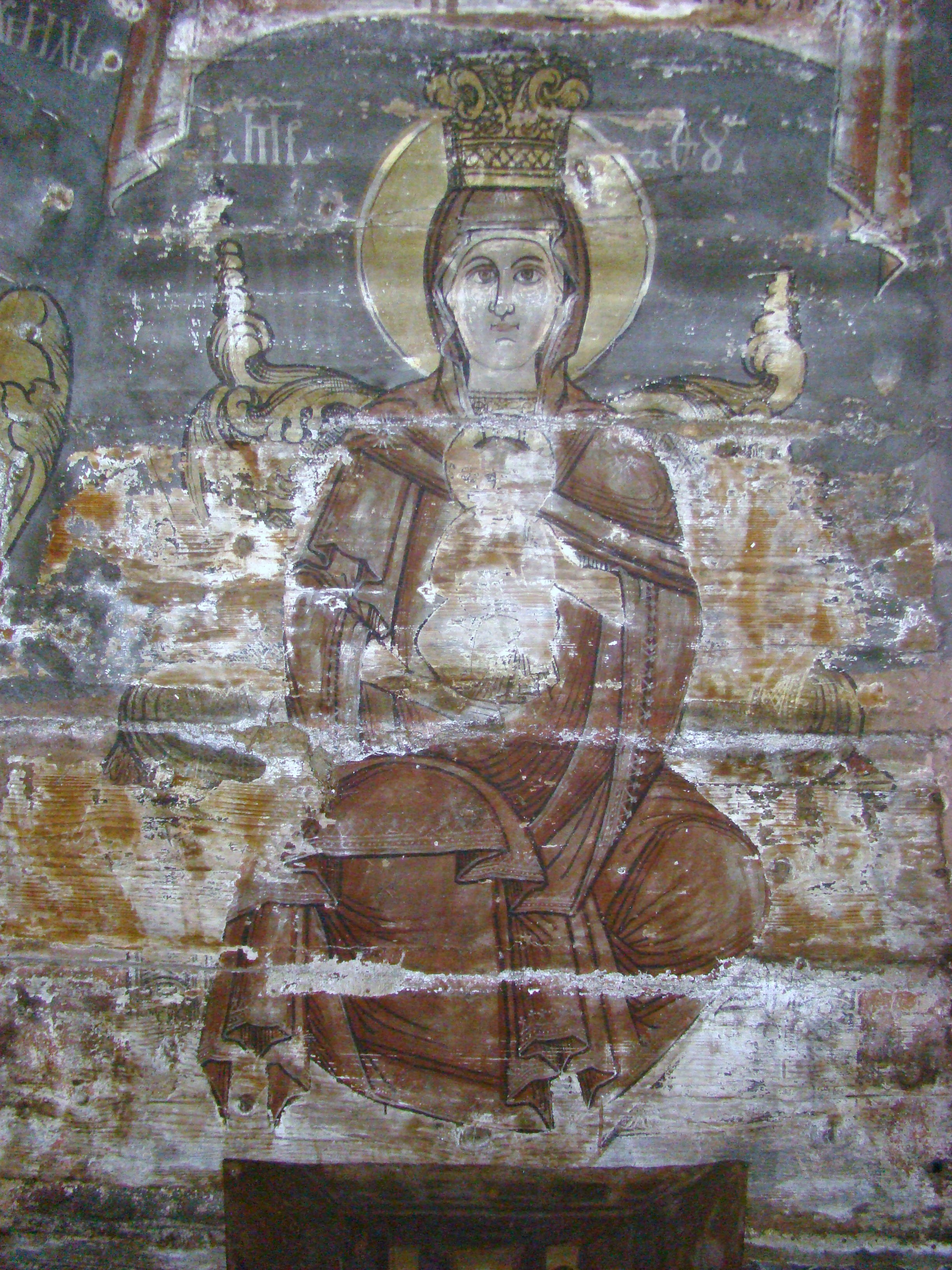
Maria Platitera

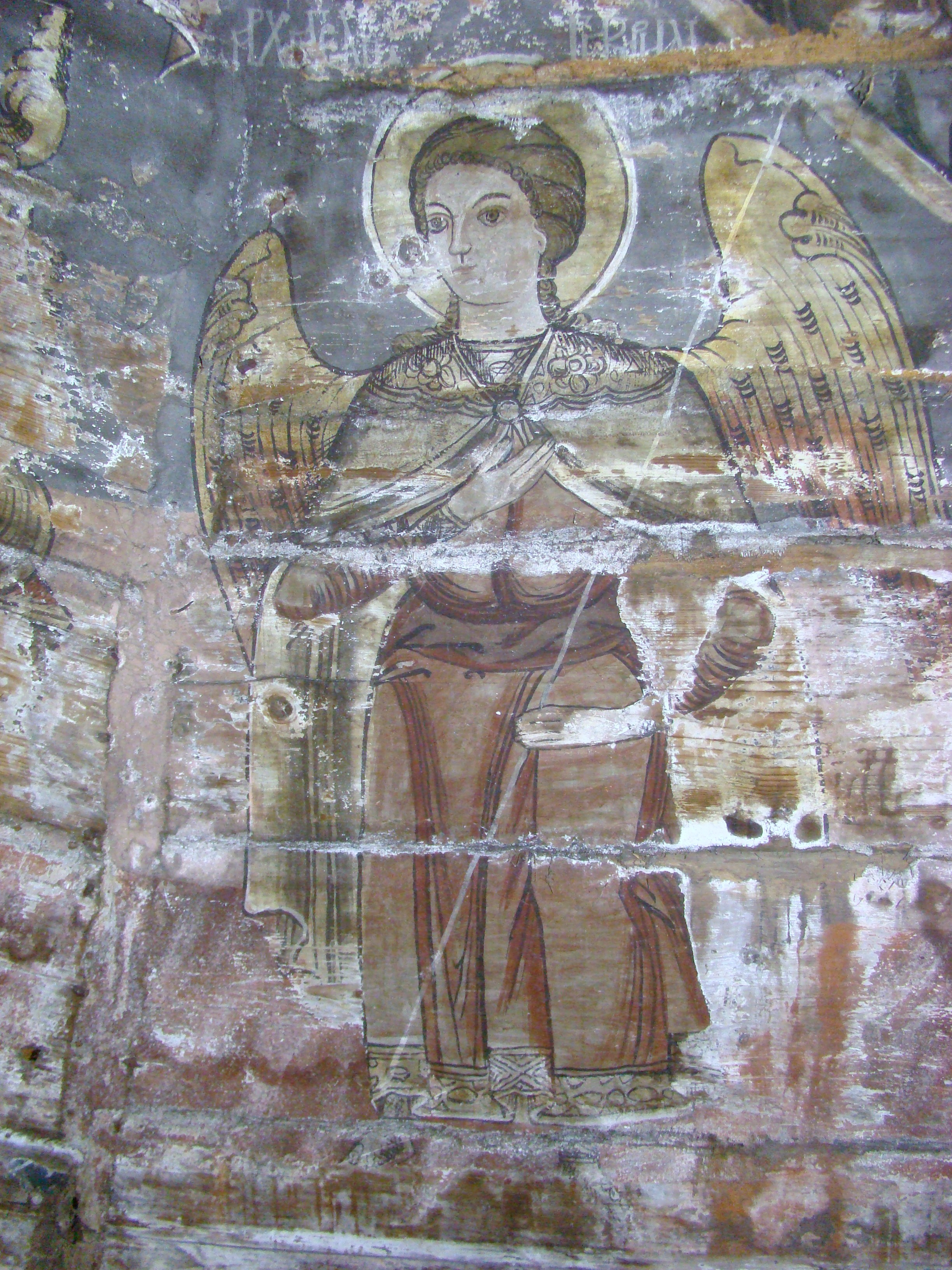
Arhanghelul Mihail

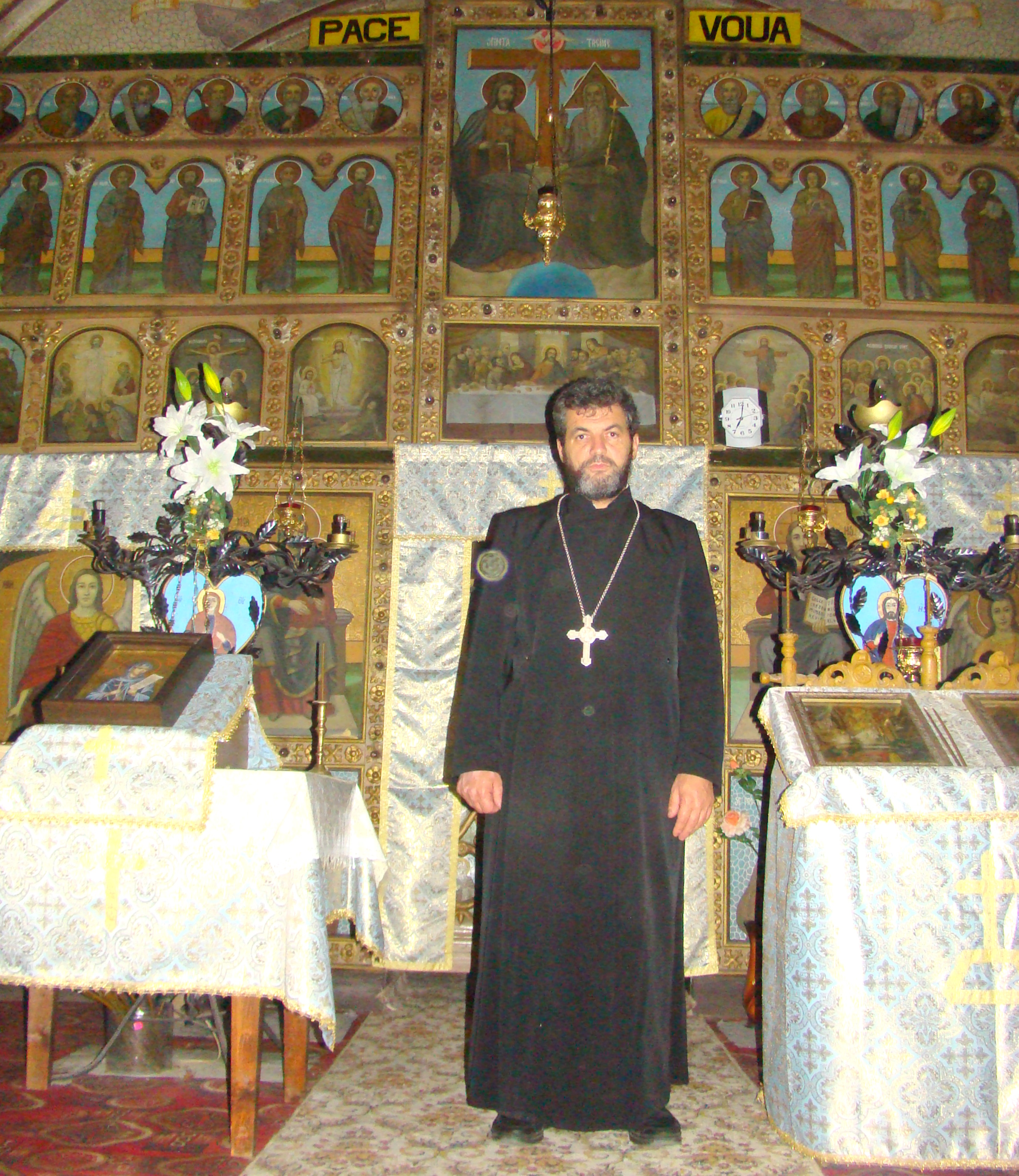
Preotul paroh Gheorghe Deac

Biserica de lemn din Pianu de Sus, cu hramul „Cuvioasa Paraschiva” din parohia Pianu de Sus, comuna Pianu, județul Alba, datează din anul 1761, menționat în inscripția cu litere chirilice pe grinda care desparte altarul de naos. Biserica figurează pe lista monumentelor istorice, cod LMI AB-II-m-A-00262 .

## Istoric
Se presupune, după informațiile oamenilor bătrâni, că prima biserică a Pianului a fost pe același loc și făcută din „grădele” (nuiele împletite în jurul unor țăruși înfipți în pământ și apoi tencuite cu pământ).
În jurul acesteia, s-a edificat noua biserică din lemn în 1761, moment marcat de inscripția: „...această sfântă și dumnezeiască biserică dintâi nu s-a aflat nimeni să știe cine o au făcut și cănd, iar acum cu ajutorul lui Dumnezeu ridicatu-s-au din temelie cu osîrdia cinstiților preoți popa Moisi, popa Dumitru, popa Ion, cu toată cheltuiala satului, cu lemnul, cu șindrila, cu zugrăveala, anul 1761...”. Ea  reprezintă nu numai un valoros monument de arhitectură, evocator pentru lăcașurile de lemn dispărute de pe întreaga vale a Pianului, dar și un document istoric, ce completează conscripția lui Bucow, care nu înregistrează străvechile așezări ale Pianului, și nici edificiul de cult, existent cu certitudine.
După ce-a fost terminată biserica de lemn, biserica de grădele s-a stricat din interior. Din patrimoniul lăcașului anterior au răzbit veacurile, printre alte bunuri, două prețioase tipărituri de la sudul munților: Evanghelia bucureșteană, din 1682 și Apostolul, din anul următor, a căror semnificație istorică o dă însăși textul însemnărilor marginale: ,,aceste două cărți rumânești Evanghelia și Apostol, când au mers preasfințitul mitropolit Sava Veștemeanu la vlădicie, în Țara muntenească, prin mâna sfinției sale, trimisu-le-au prea luminatul și milostivul domn Ion Șerban Voievod, domnul Țării Românești, și le-au dat la biserica Pianului Românesc, să fie măriei sale pomeană neuitată în veci. Iar cine se va ispiti  a o vinde, sau a o străina de la acea biserică, au popă, au mirean, acela să fie proclet și afurisit și părtaș cu Iuda, Amin, 1684”. Se adaugă acestor tipărituri, din zestrea vechiului lăcaș și o icoană, cu reprezentarea Deisis, și suita apostolilor, dincolo de chenarul în frânghie, rămasă răzleață, prin autorii ei, edificatoare însă pentru mulțimea bunurilor dispărute ca și pentru ambianța artisitică, postbrâncovenească, în care a fost realizată. Autorii picturii au consemnat că: ,,această icoană au plătit Avram Cătana, împreună cu fratele său Ion moraru, ca să le fie pomană în veci și fiind preoți erei Samoilă, erei Lazăr, erei Ion, și fiind zugravi dascălul Ștefan și Dumitru, leat 7248 (1740) meseța septembrie . . . ”. Realizatori, desigur, ai întregului fruntariu, nu este exclus ca Ștefan și Dumitru, să fi împodobit atunci și pereții străvechiului lăcaș, rămași nepictați din vremile de răstriște, în Transilvania, pentru arta penelului.
Deși, în anul 1810, se edificase în apropiere, lăcașul din piatră, cel din lemn, din 1761, a continuat să fie folosit până în 1842. Neglijat după această dată, el se ruinează, în așa măsură, încât, în anul 1918, când nu întâmplător este salvat, ctitorii acestei etape de lucru sunt nevoiți să renunțe la încăperea pronaosului și parțial la naos, această însemnată parte de vest sacrificată (8 m) fiind pitoresc marcată prin incinta brazilor, plantați în 1925.
Pereții păstrați ai lăcașului, realizați din câte 7 bârne, petrecute în ,,coadă de rândunică”, și console cioplite, ce depășesc cu o jumătate de metru nivelul îmbinărilor, înscriu un plan dreptunghiular, cu absida decroșată, poligonală cu cinci laturi. Altarul, conservă la interior acoperirea originară, constituită dintr-o boltă în leagăn și trei fâșii curbe, pentru naos refăcându-se o îngustă boltă semicilindrică, racordată, printr-un timpan, cu restul tavanului drept. O clopotniță scundă, cu coif piramidal, a fost suprapusă actualei părți de vest, întreg edificiul fiind protejat printr-o învelitoare de șiță pe conturul pereților.
Brâul în frânghie, cioplit, pe una din bârnele de jos (pe cea de a treia, iar pe nord, pe cea de a doua), puternic profilat, atestă, prin dibăcia executării sale, existența altă dată a altor elemente sculptate (ancadramente), în care meșterii săpaseră, din strămoșescul repertoriu, rozete, triunghiuri, linii în zig-zag.
Din decorația pictată, plătită de săteni, în 1761, se păstrează și se admiră, aceea din altar, cu temele: Sf. Troiță și cetele îngerești Maria cu pruncul, flancată de arhanghelii Mihail și Gavril (pe boltă); părinții bisericii Răsăritene (pe laturile poligonului). Analiza picturii dezvăluie activitatea aici a unui zugrav, sau a unor zugravi, postbrâncovenești, cu un real talent, vădit în alegerea culorilor, în realizarea chipurilor, cu fețe rotunde, ochi mari și expresivi, în redarea veșmintelor, împodobite cu flori și broderie cu perle. Analogii stilistice, cu pictura și grafica catapetesmei de la Acmariu, ne determină a presupune prezența aici, cu un deceniu mai devreme, a fraților Stan și Filip din Rășinari.
Timpanul catapetesmei de la Pianu (tăiat ulterior) ca și ușile împărătești, a căror panouri pictate (evangheliștii), sunt încadrate de o sculptură în vrej-spiralat, au fost renovate, în secolul al XIX-lea, probabil de Damian zugravul, semnat pe spatele dverei.
Icoanele împărătești, ca și pictura recuperată din navă se datorează artiștilor, din școala de la Laz, lui Savu zugravul, care semnează icoana Deisis pe care consemnează: ,,1808 în rândul acestor icoane au umblat Pavel Opriș, și cu muerea lui Stana”, iar în 1810, pe aceea a Arhanghelului Mihail (aflate în Colecția Episcopiei Alba Iulia), ca și lui Simion zugravul, întruniți la pictarea sfeșnicelor, bogat sculptate, pe care le semnează, în ,,aprilie 1827, Sava zugrav, Simion zugrav, Laz”.
Lucrările de salvare, din 1918, executate de Cosor Ion, nu au fost lipsite de grija de a recupera, pe cât posibil, materialul vechi. Fragment din brâul în frânghie a fost folosit, în interiorul naosului, pentru consolidarea peretului sudic (dispus pe verticală), iar panouri de pictură (din secolul al XIX-lea), se regăsesc: pe intradosul timpanului pe peretele de vest, ca și la exterior, pe fronton, în înfundătura streșinii.
În urma ridicării în primul război mondial a clopotelor de la biserica nouă, clopotul din turnul bisericii vechi de lemn a fost dus la biserica nouă. El poartă inscripția: „Pianu Românesc, popa Moise, popa Ioan 1761”. În 1971-1972 prin străduința preotului Lazăr Voișan și cu donarea sumei de 25000 lei din partea Direcției Muzeelor Istorice și de Artă București, biserica a fost reparată total și acoperită din nou. Azi nu se mai slujește în ea decât cu ocazia reparațiilor la cea nouă sau vara la sfințirea apei la diferite praznice.
Stâlpii funerari din jurul lăcașului, încă în număr însemnat, îi sporesc farmecul ambiental. Brâie îndestulătoare de cioplituri, stele în colțuri, rozete cu spițe, urcă pe stâlpii înălțării de la Pianu, tăinuind și ei, aceeași datină ca cei din cimitirul vecin de la strungari, ca cei, admirați de Nicolae Iorga, de la Răhău, ca cei stăruitori încă în cimitirul de la Vingard, ca cei plini de înțeles, din incinta bisericii reformate de la Ceaușu de Câmpie, ca toți cei rămași încă în zona de străveche civilizație geto-dacică, a Orăștiei, a Mărginimii Sibiului, dar și în sudul munților, în cimitirele gorjene.
Frumusețea stâlpilor de la Pianu, a căror tradiție ,,se părăse”, fiind treptat înlocuiți prin crucile masive de piatră, merită un sistem de conservare în situ, căci altfel, memoria lor va fi păstrată numai prin exemplarele adăpostite în Muzeul din Orăștie.

## Imagini din exterior

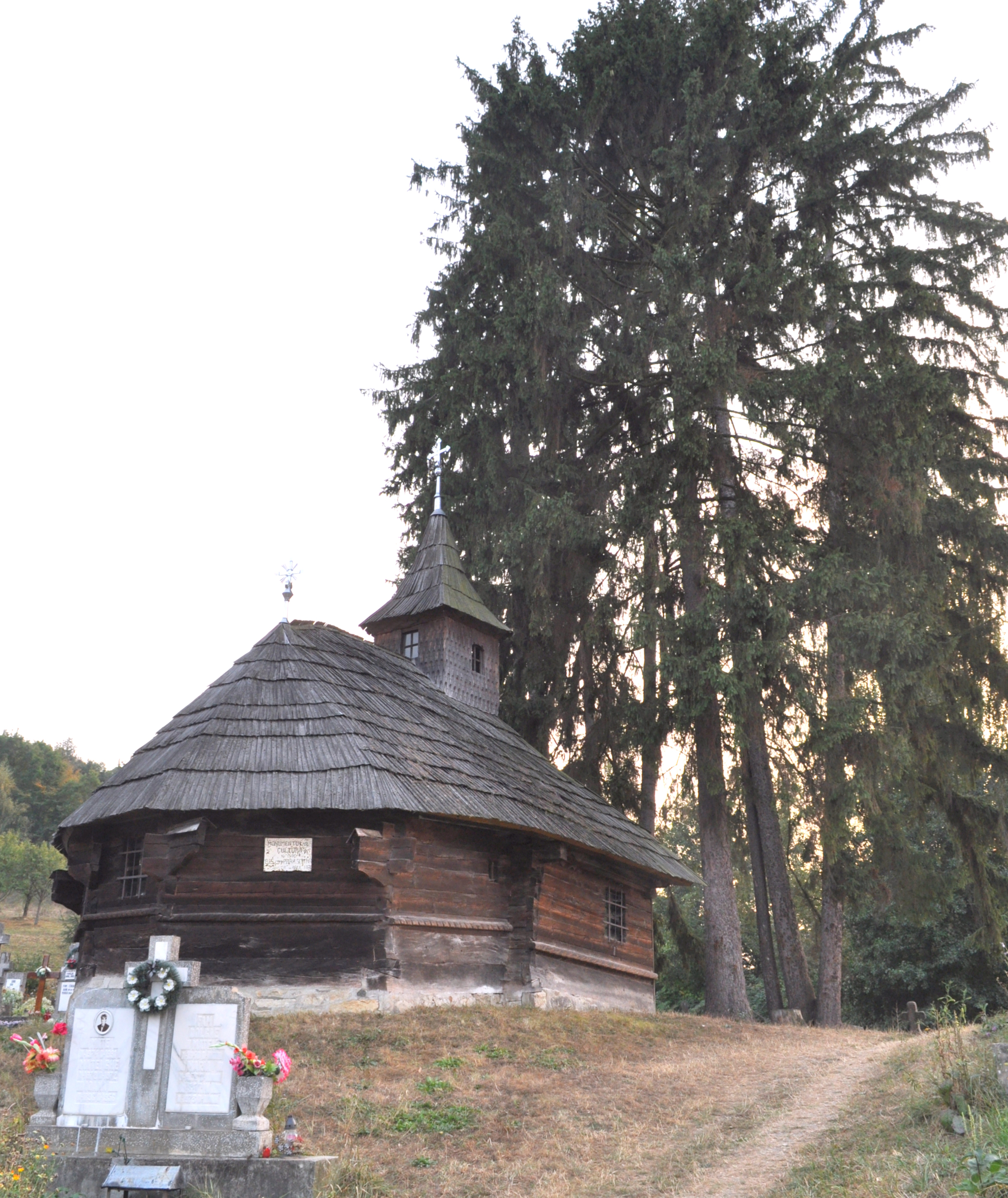
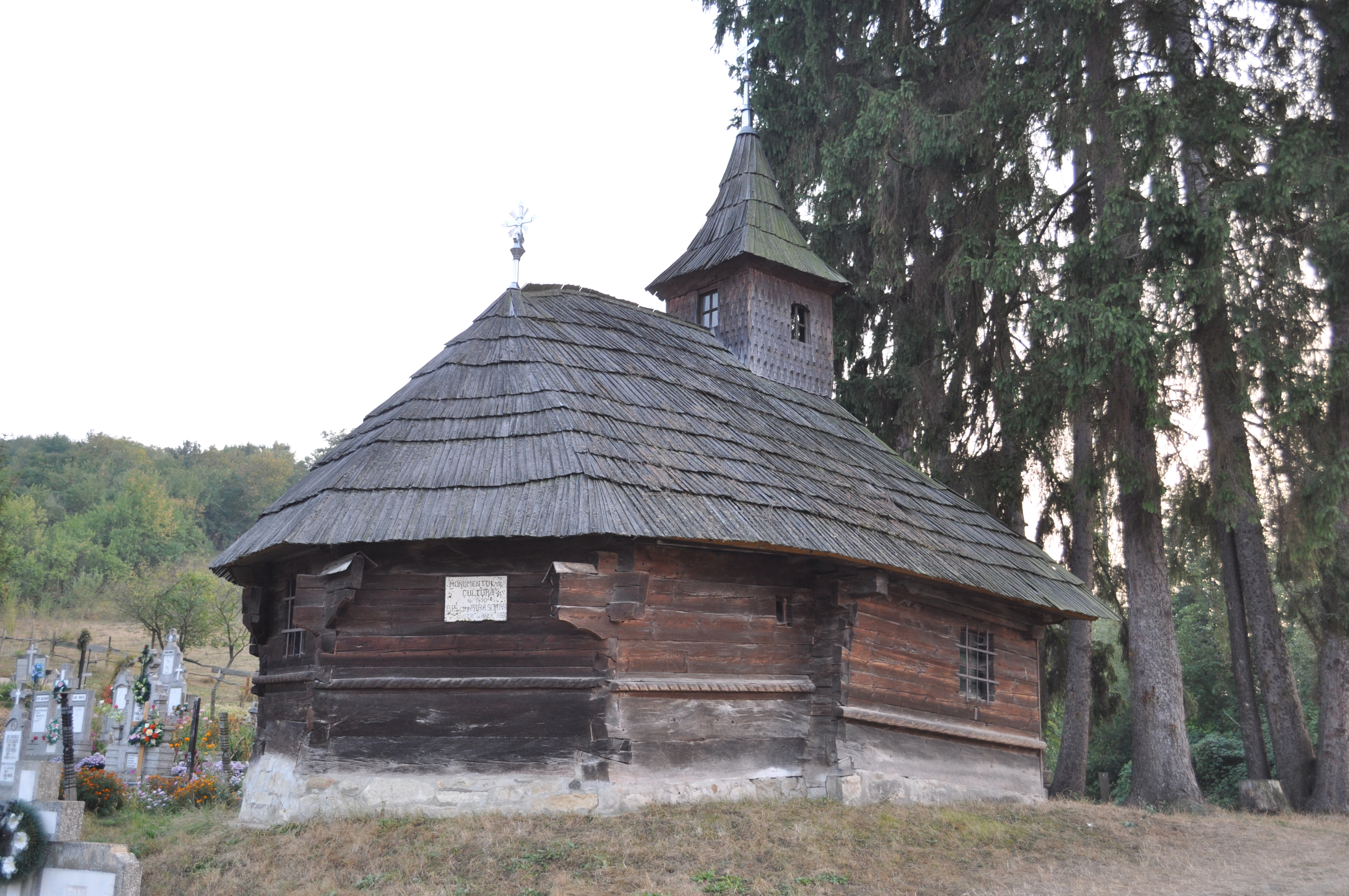
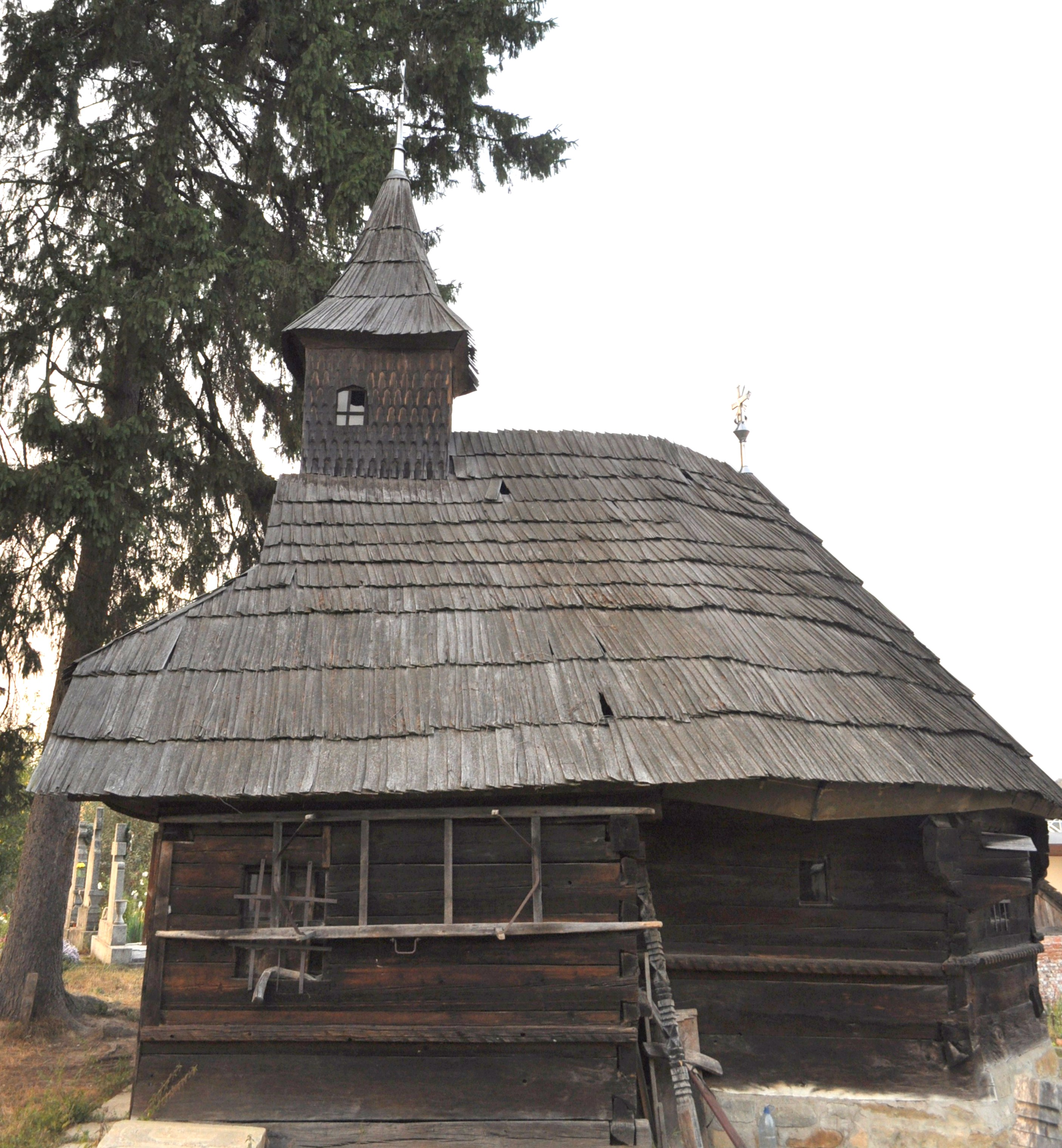
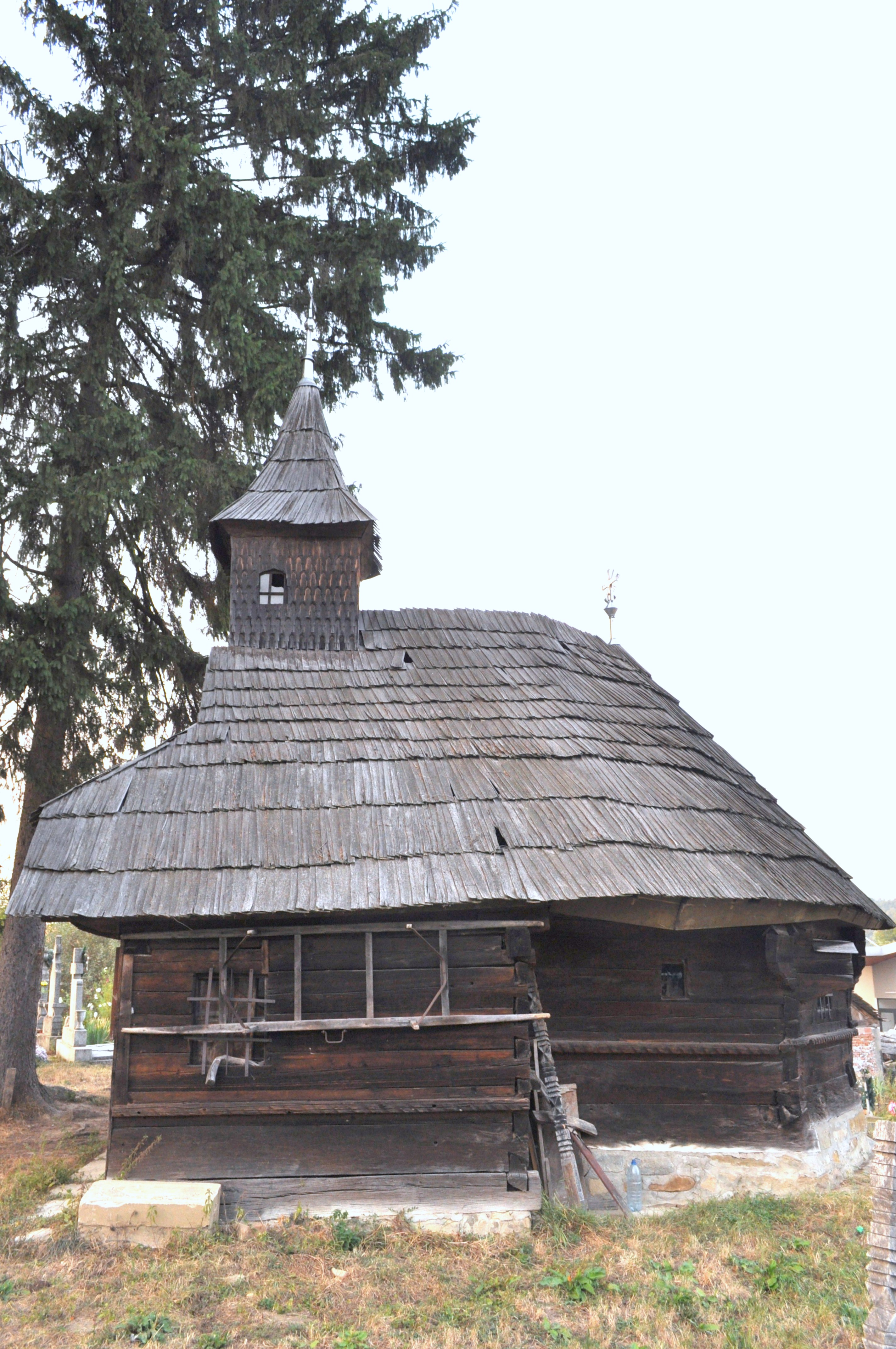
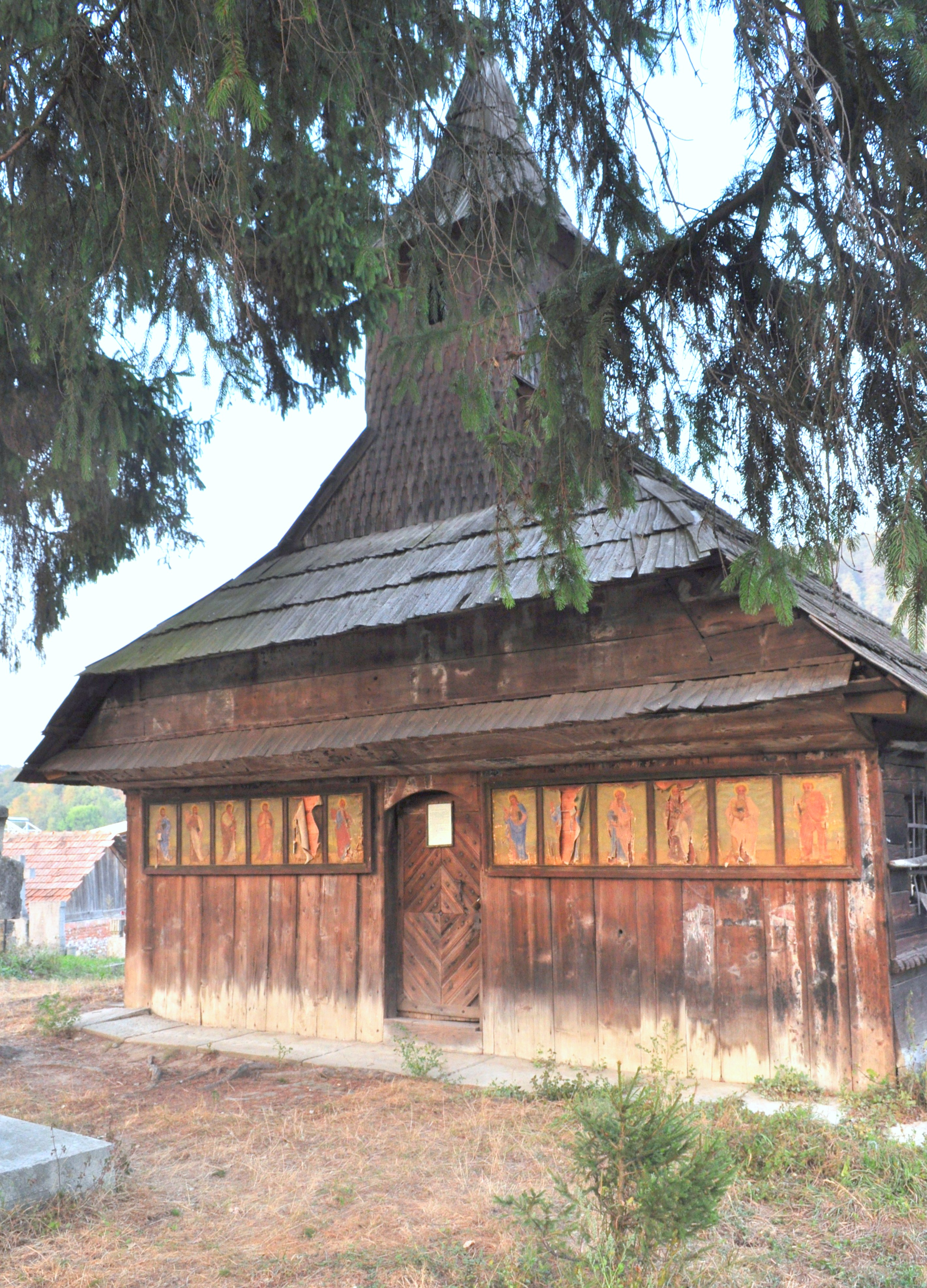
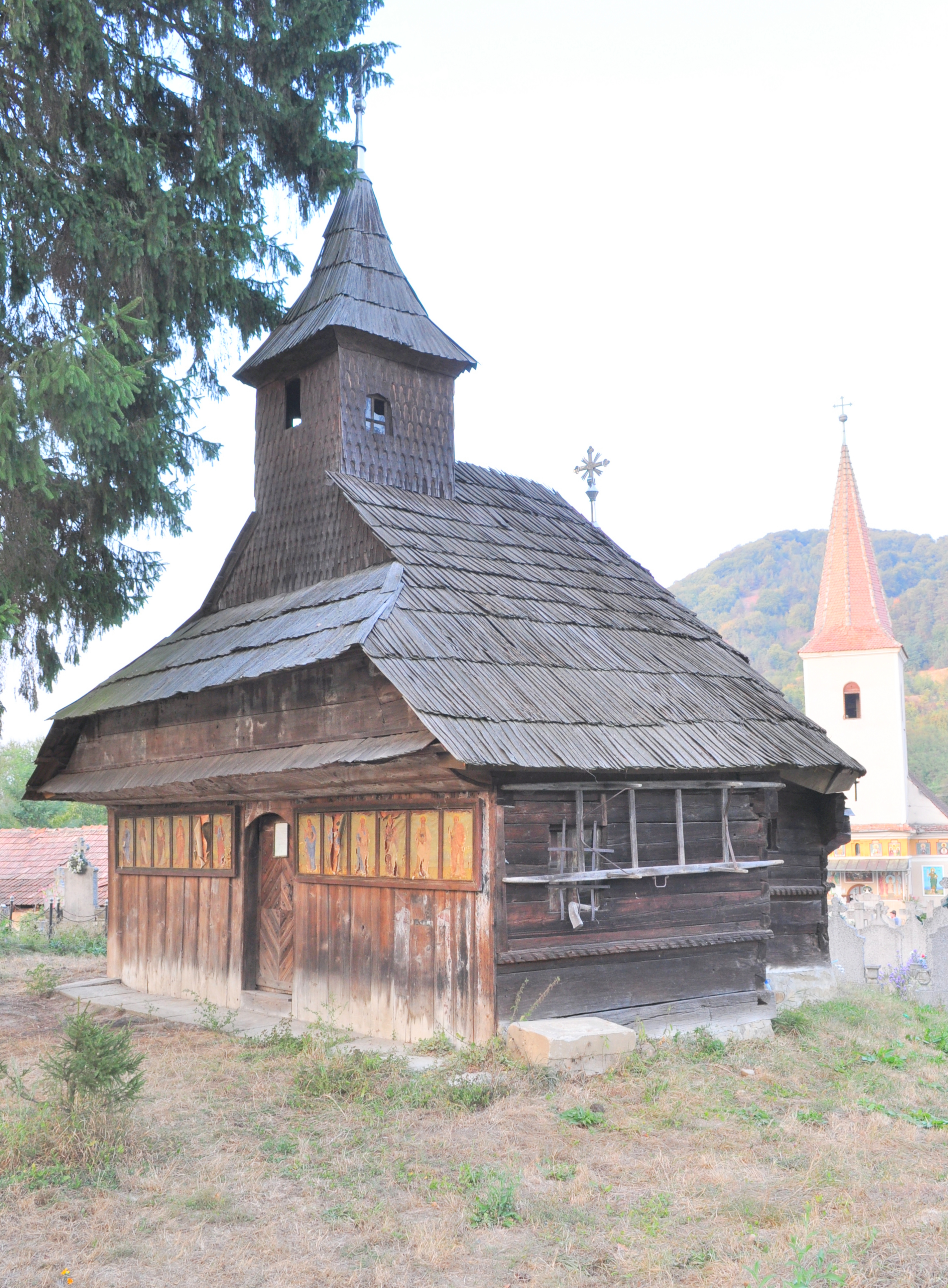
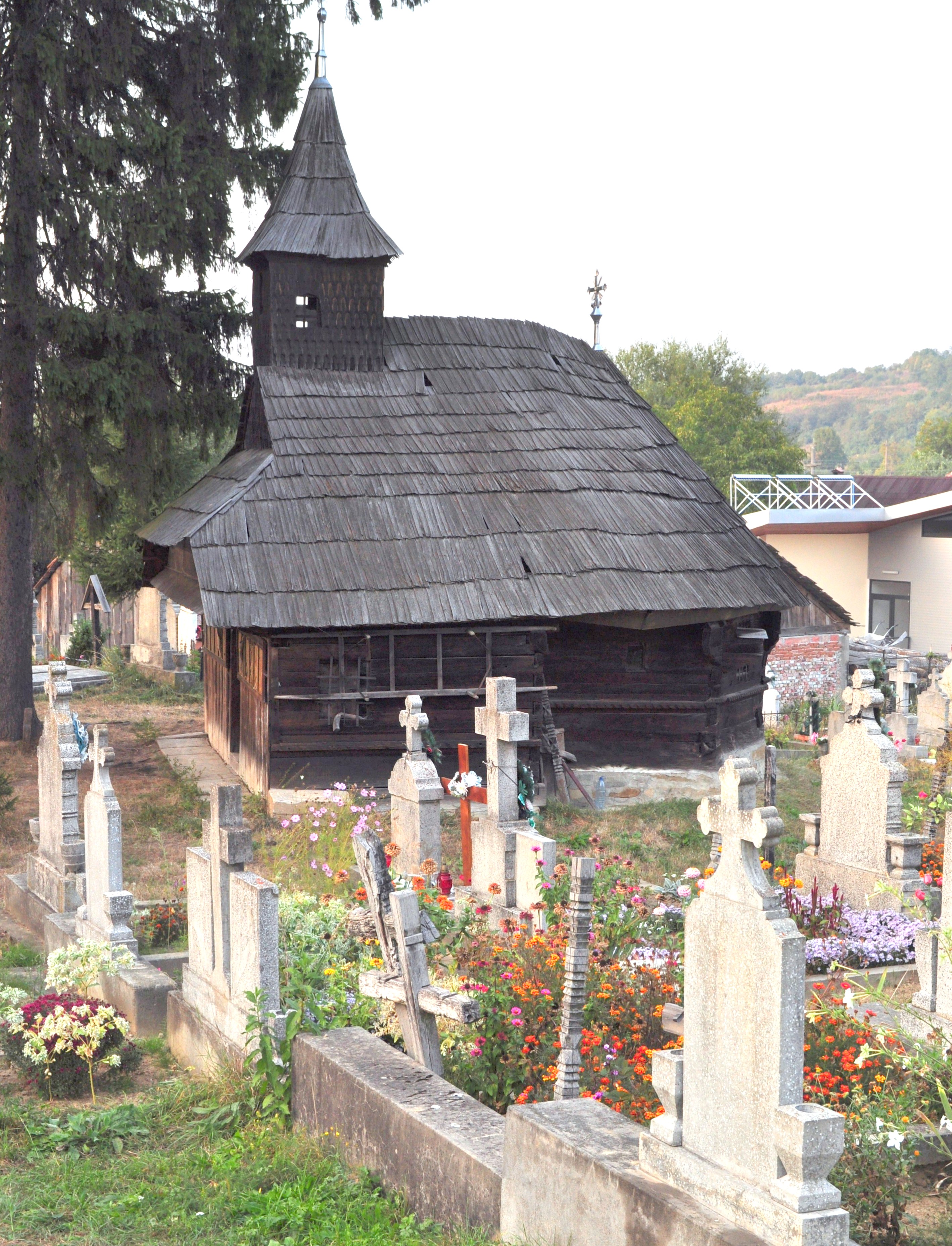
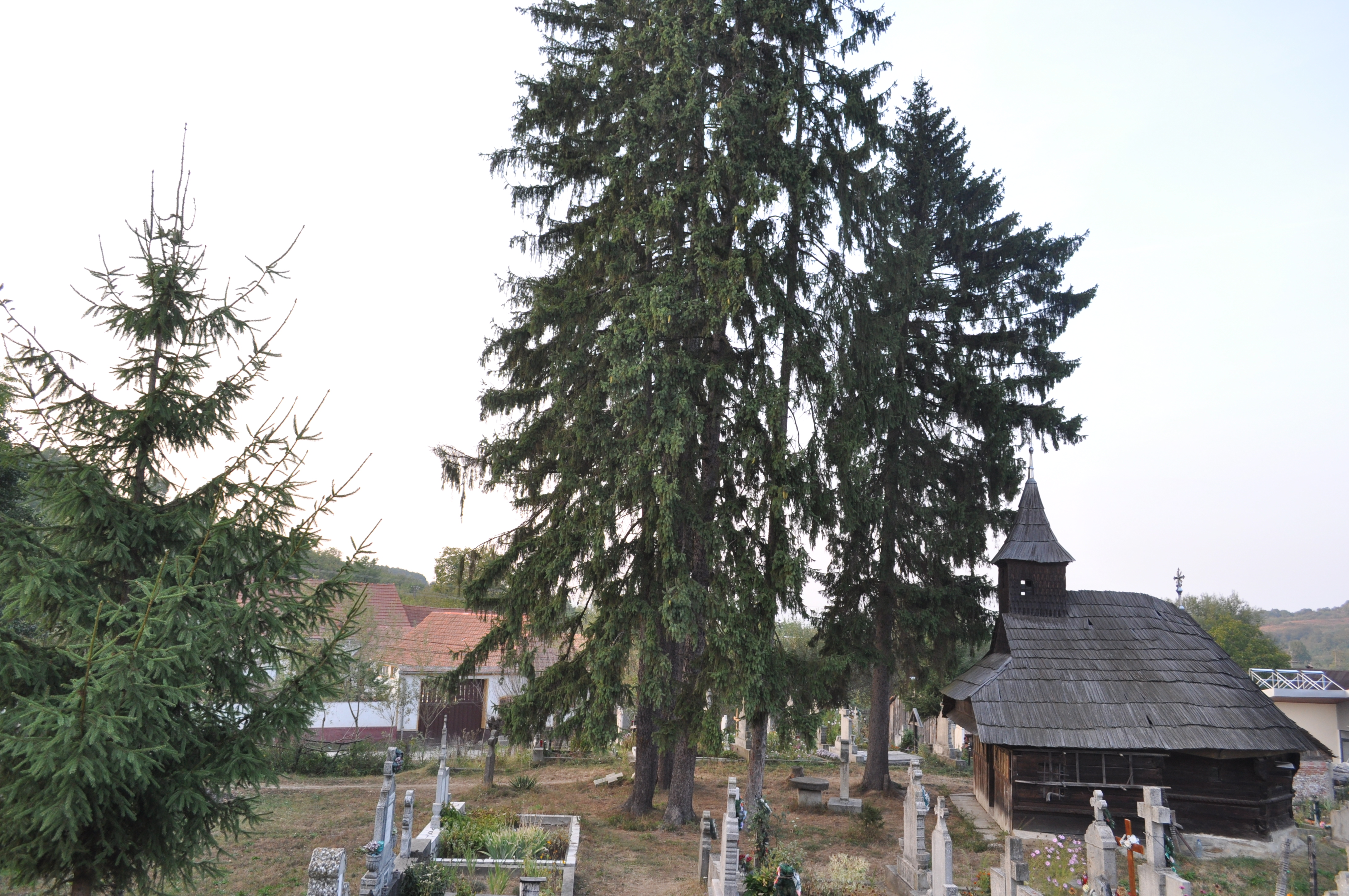
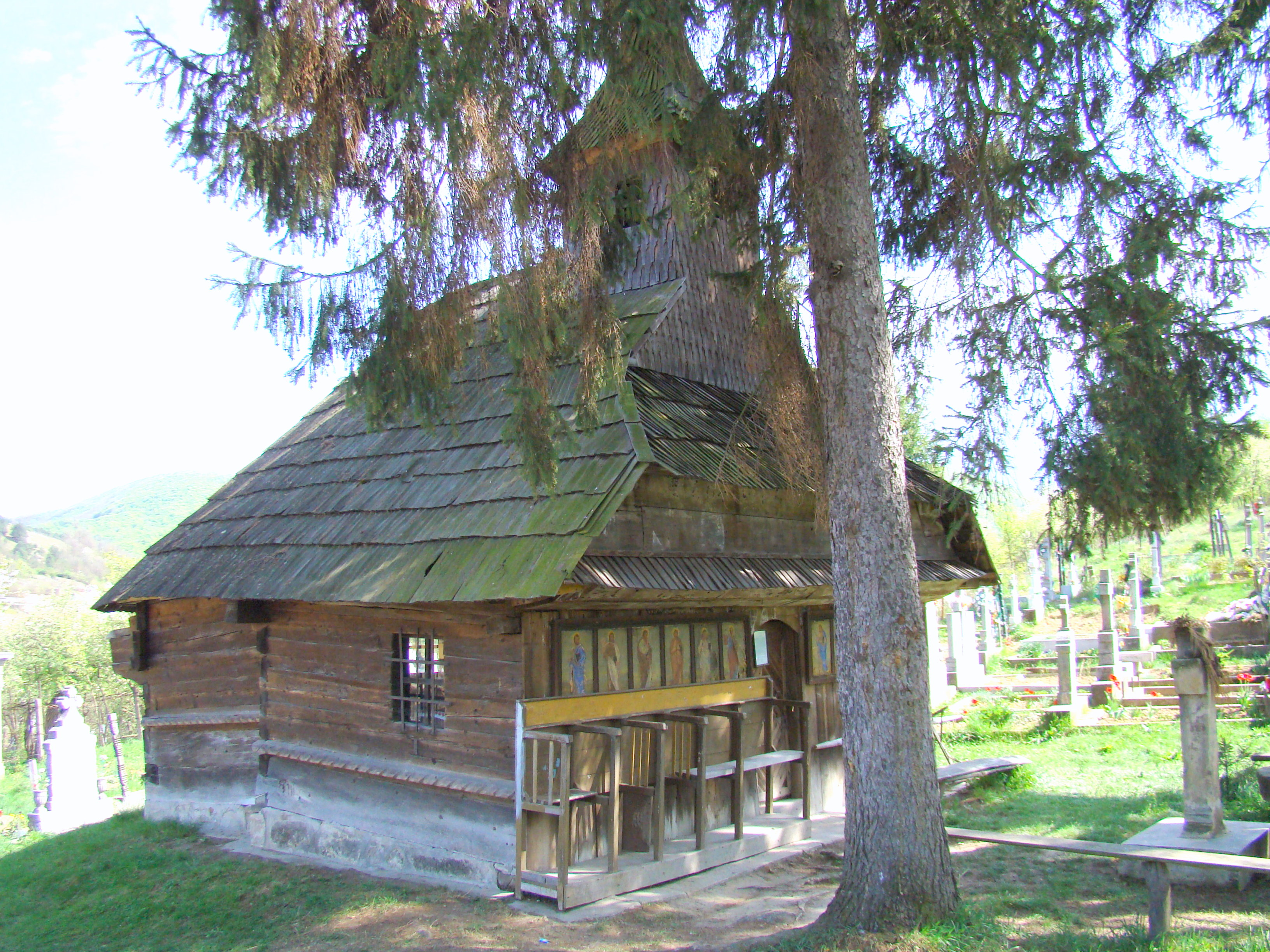
Vedere din nord-vest
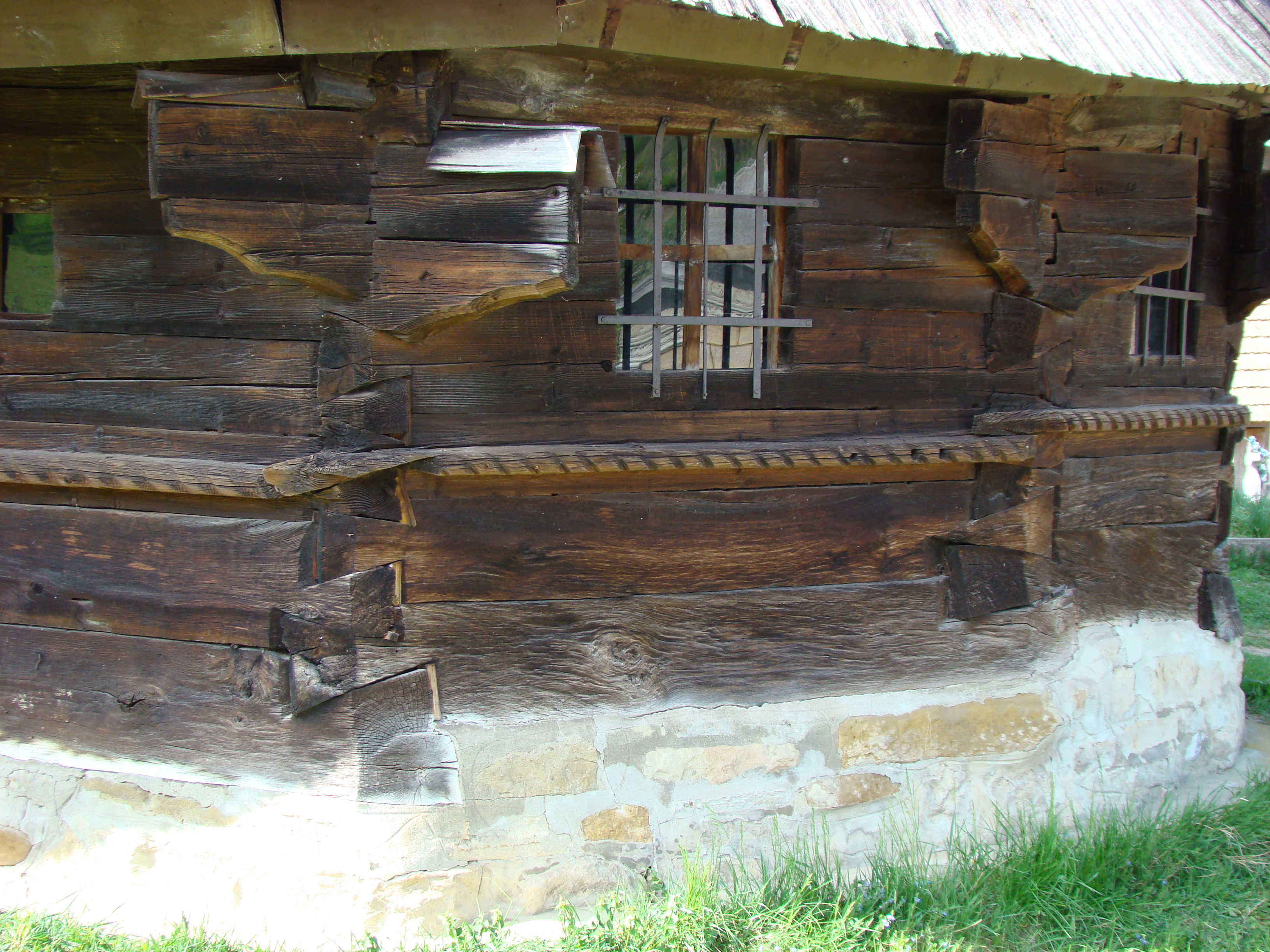
Îmbinări la absida altarului
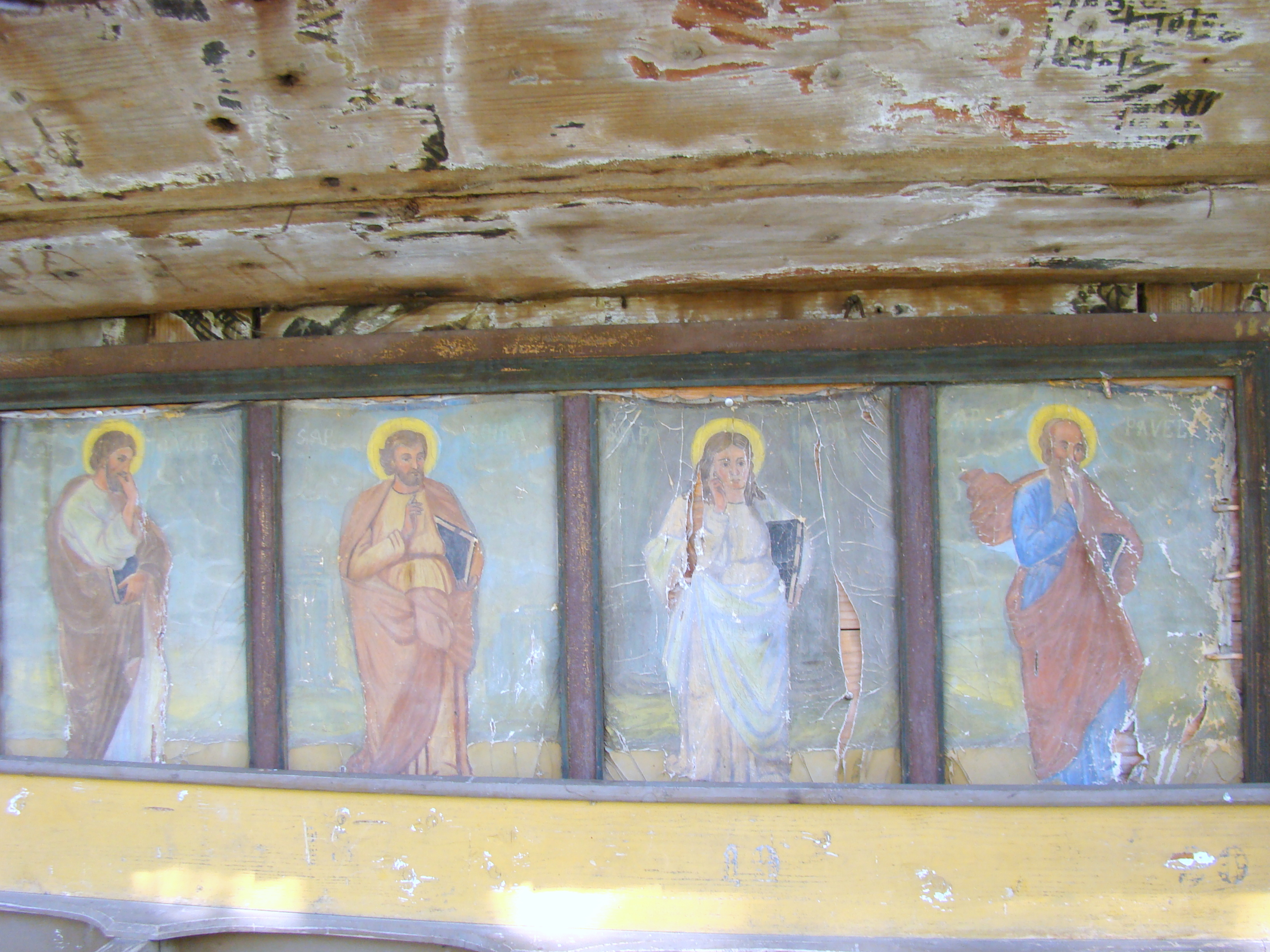
Icoane aflate pe peretele de vest a bisericii
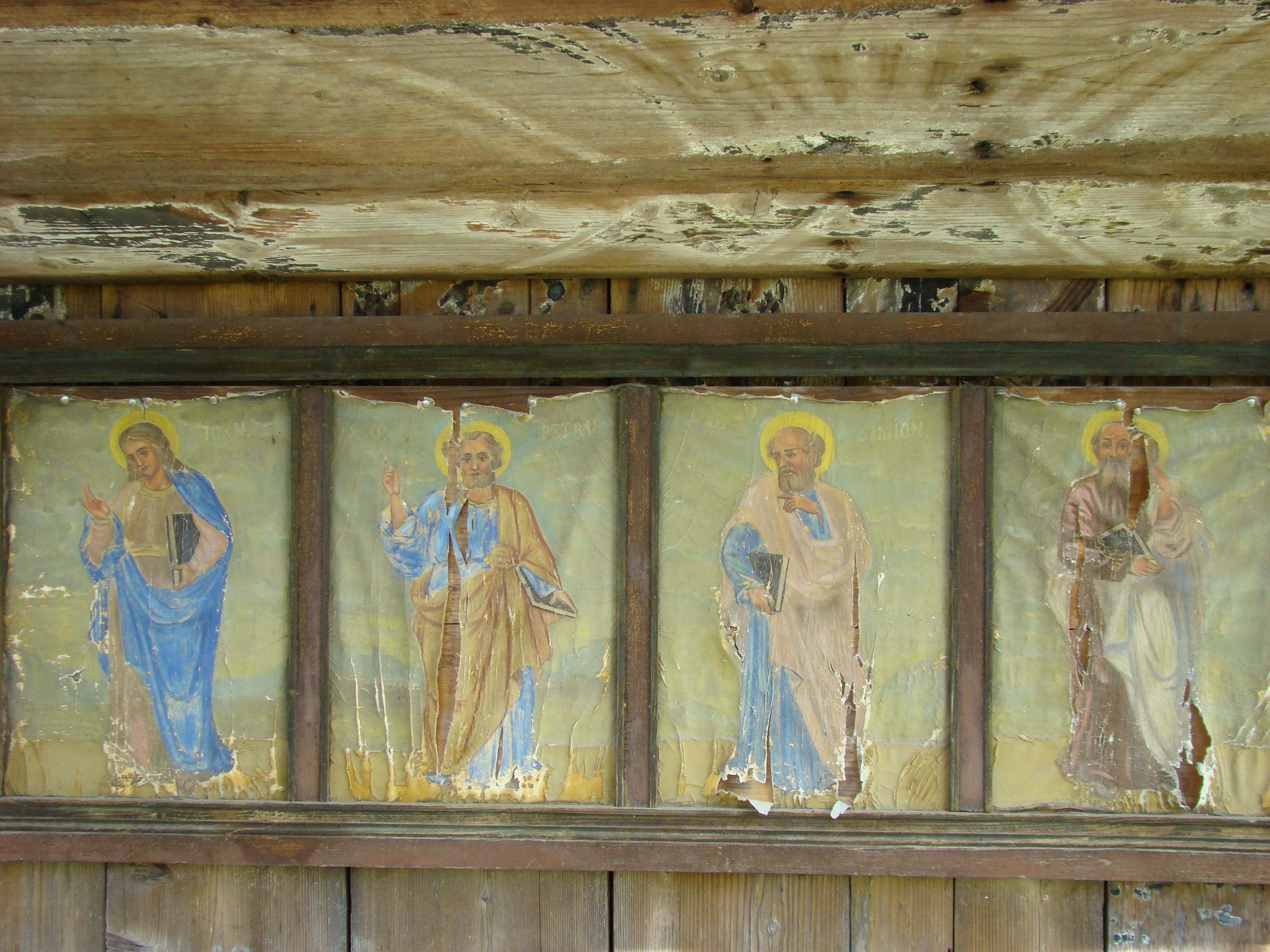
Icoane aflate pe peretele de vest a bisericii
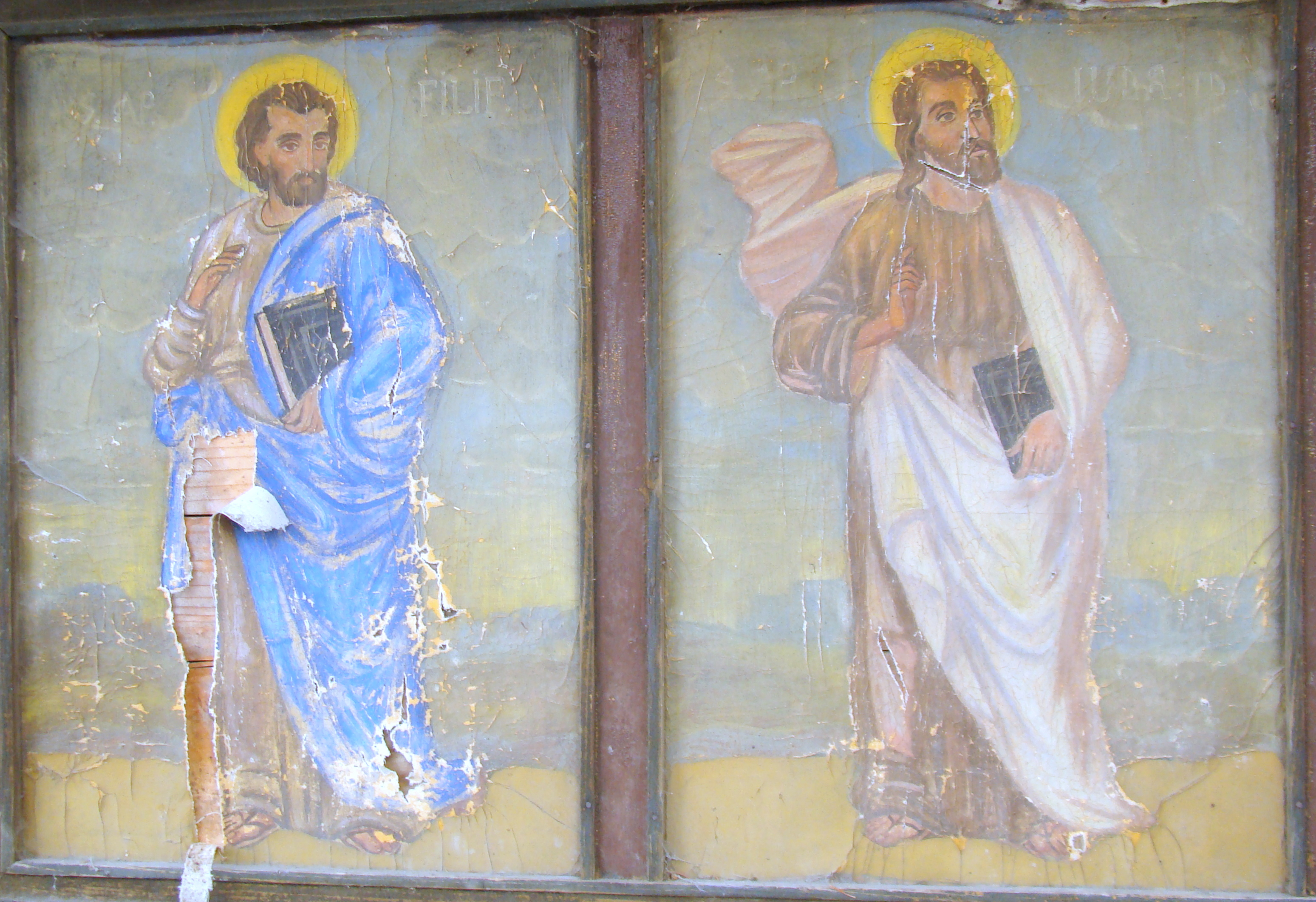
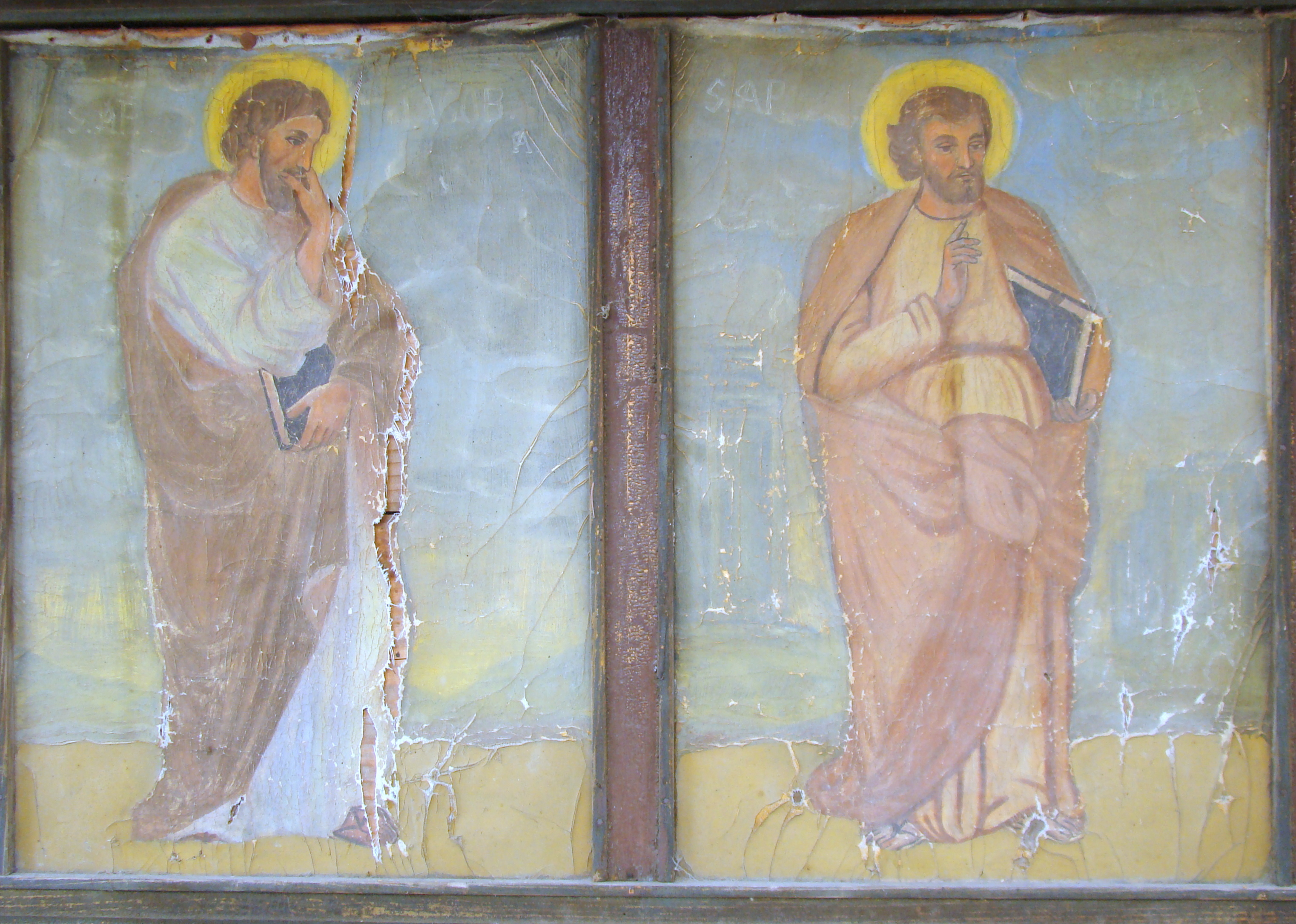
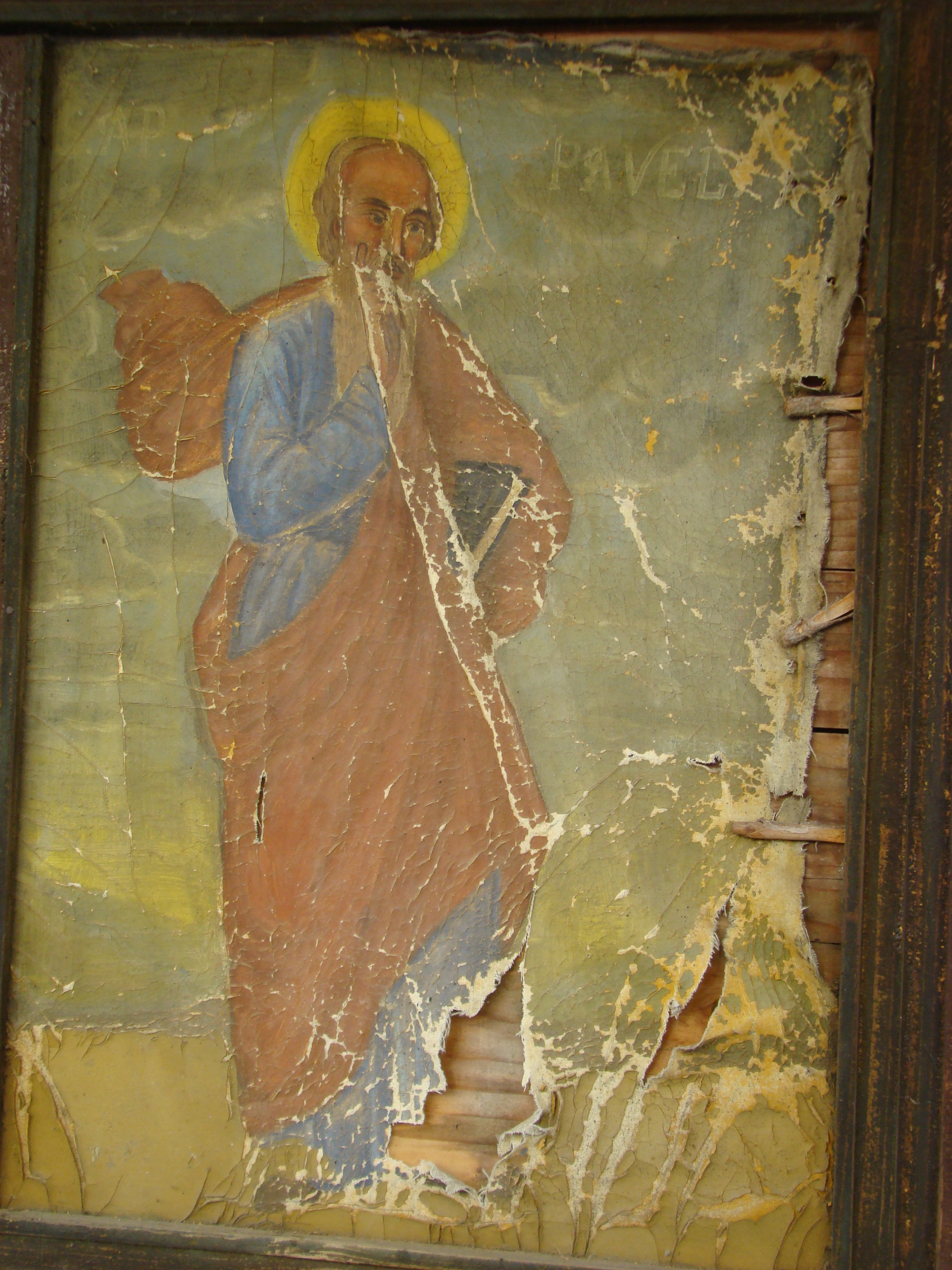
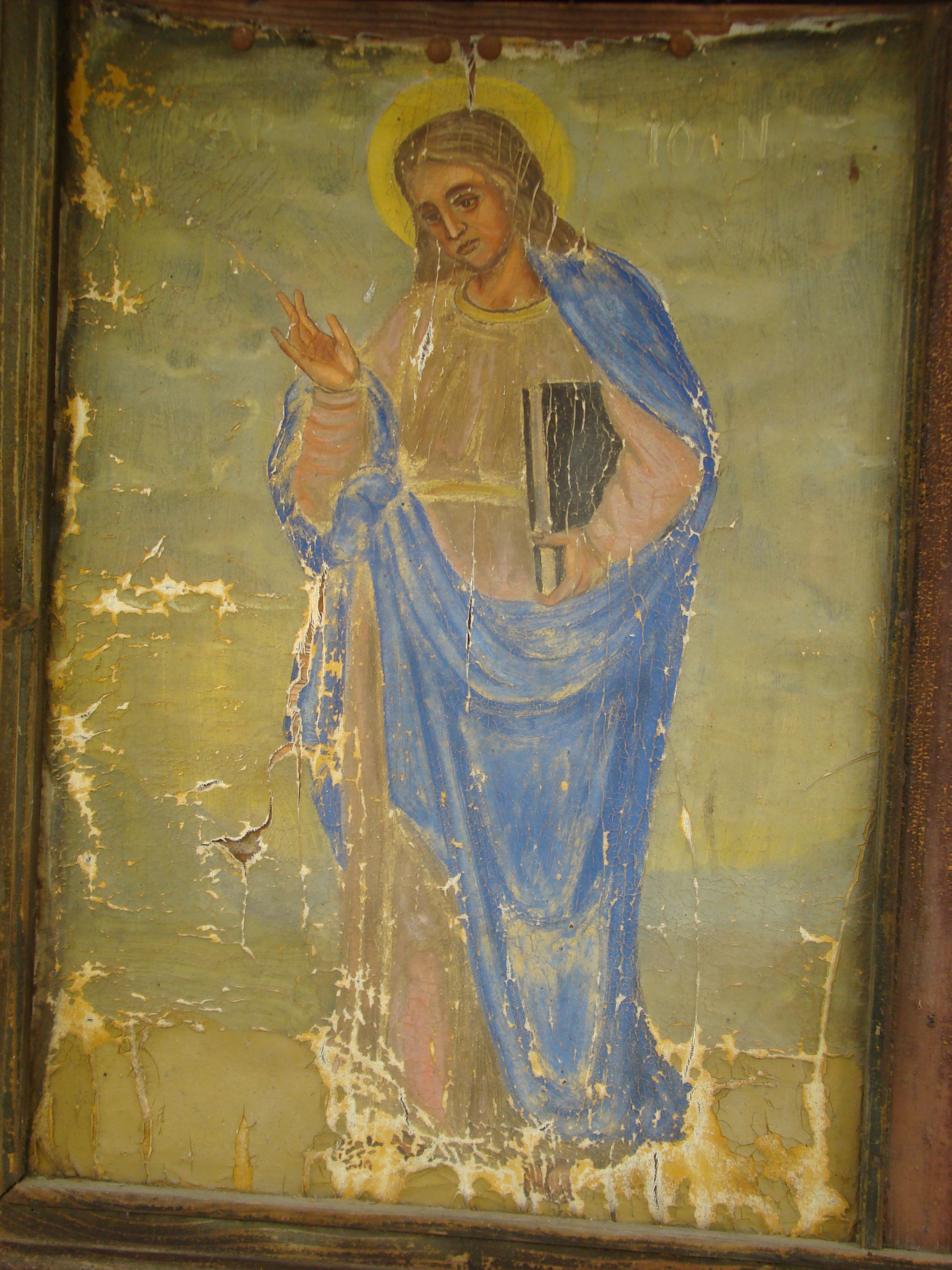
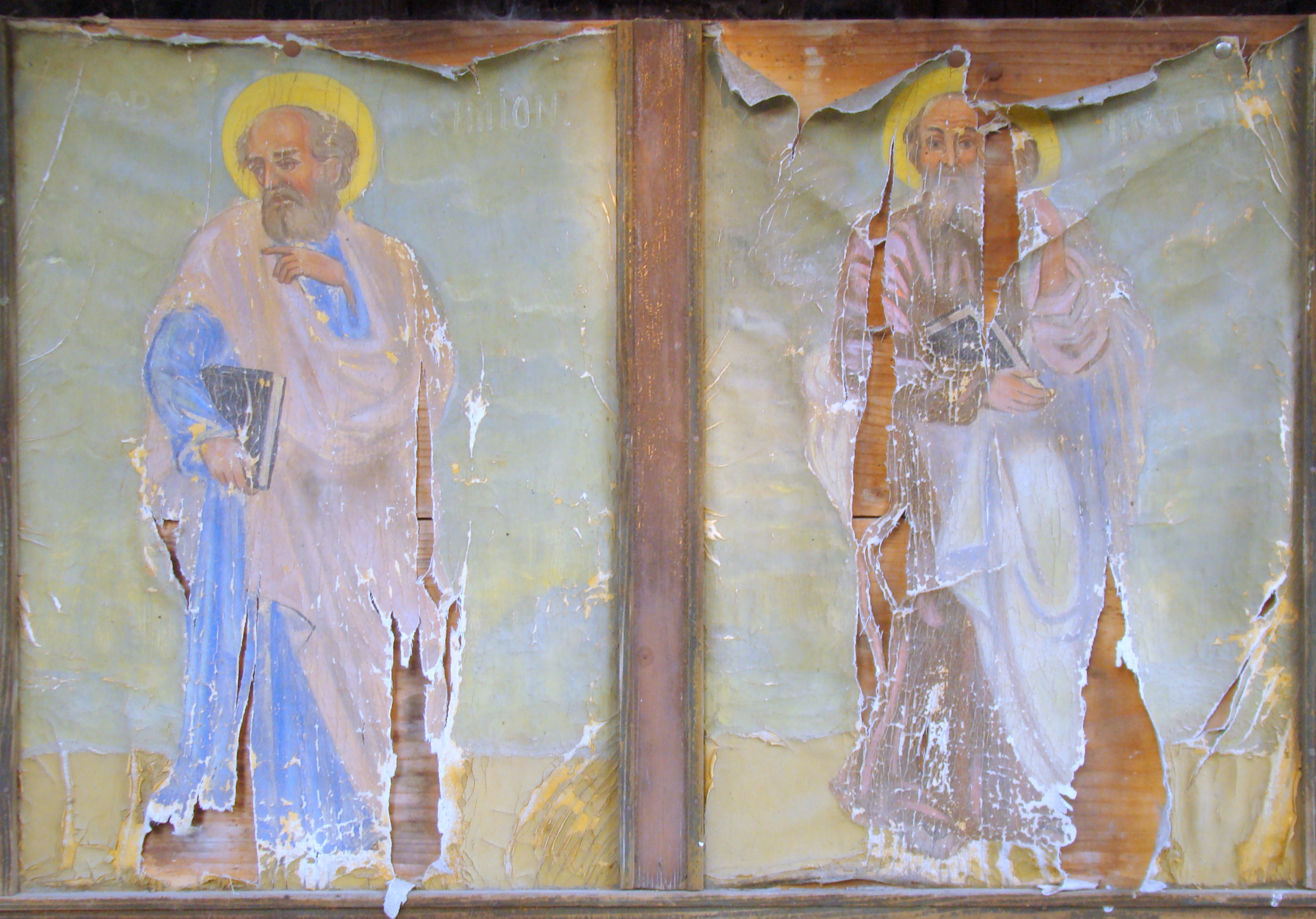
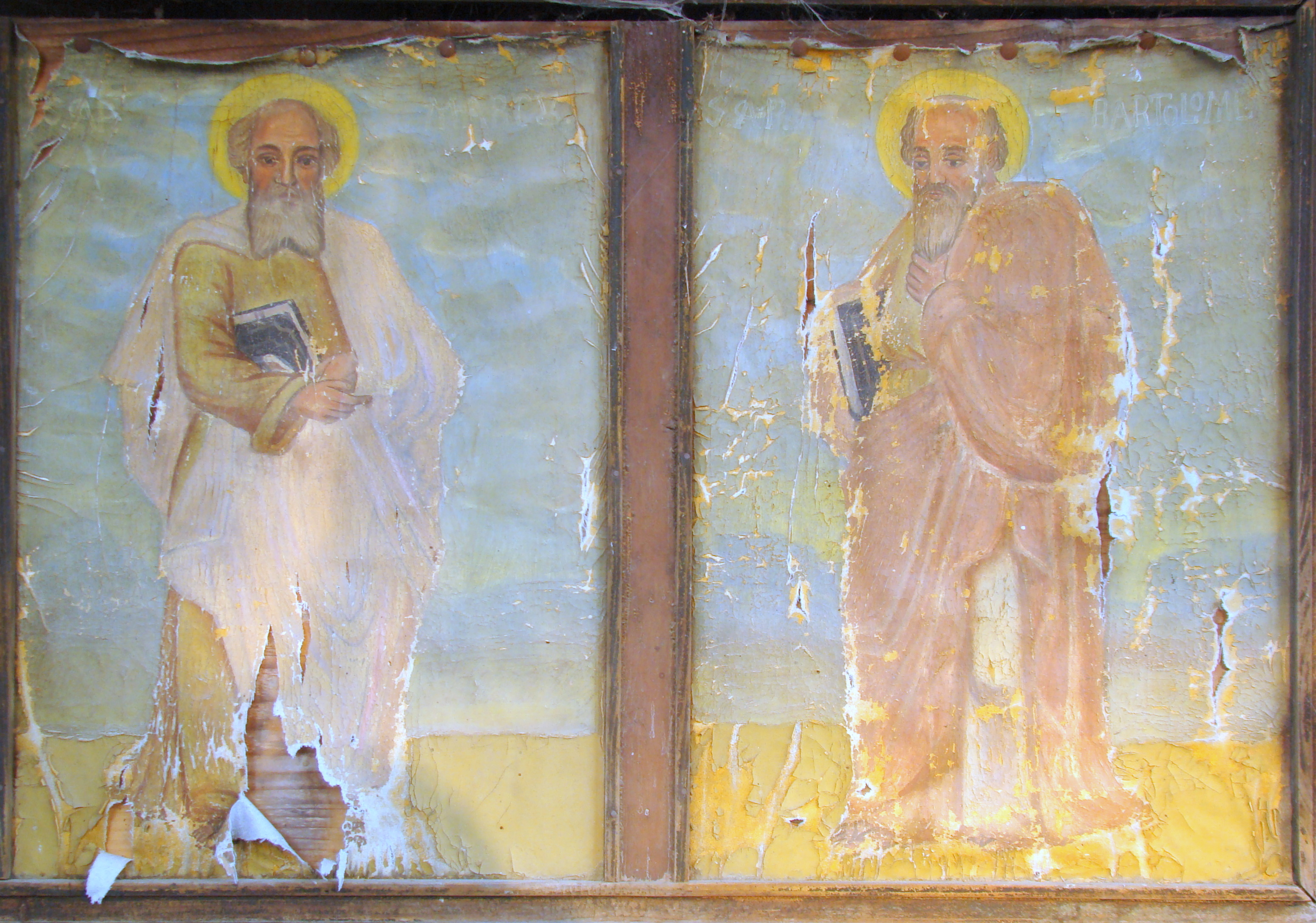
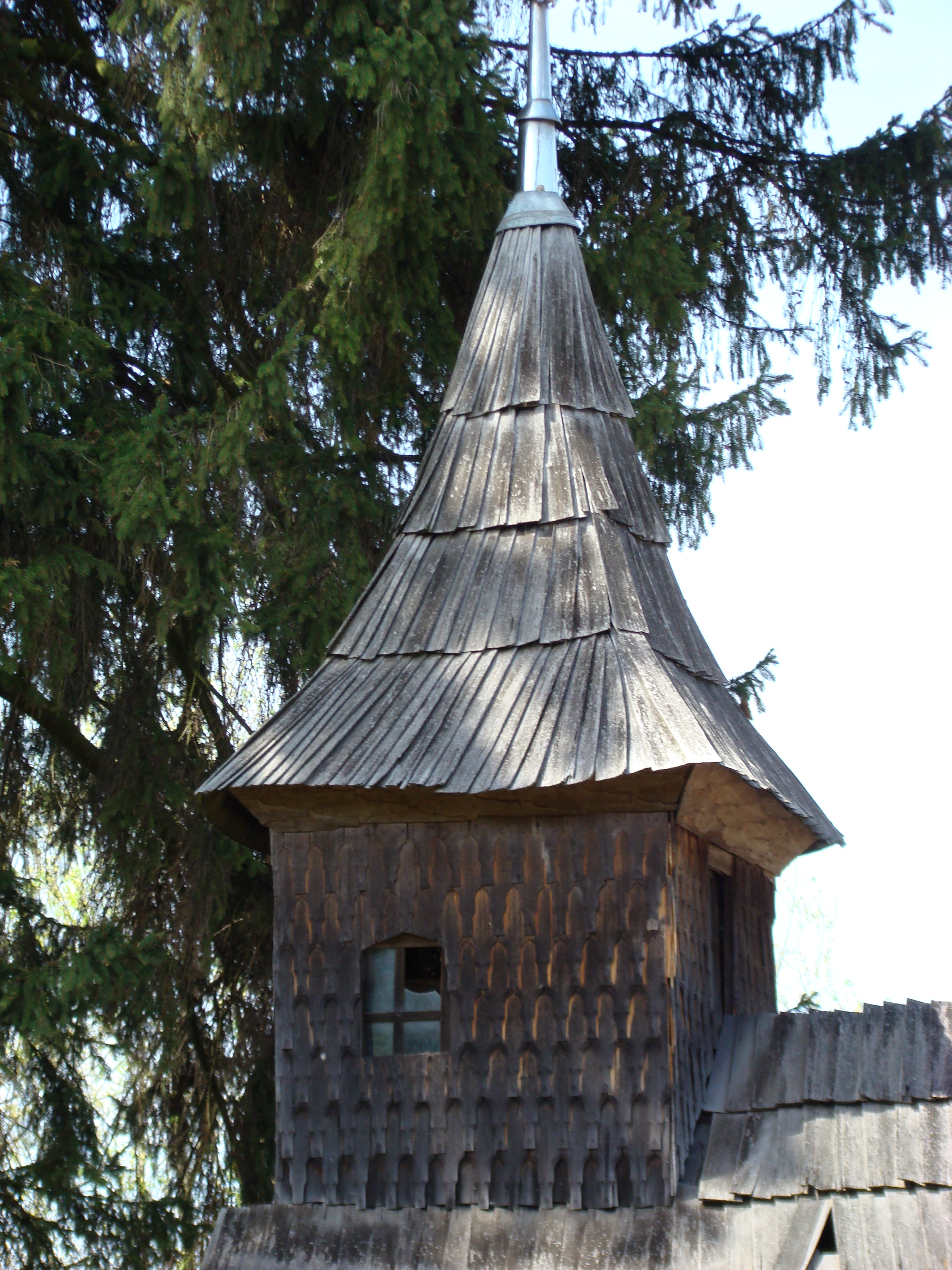
Turnul bisericii
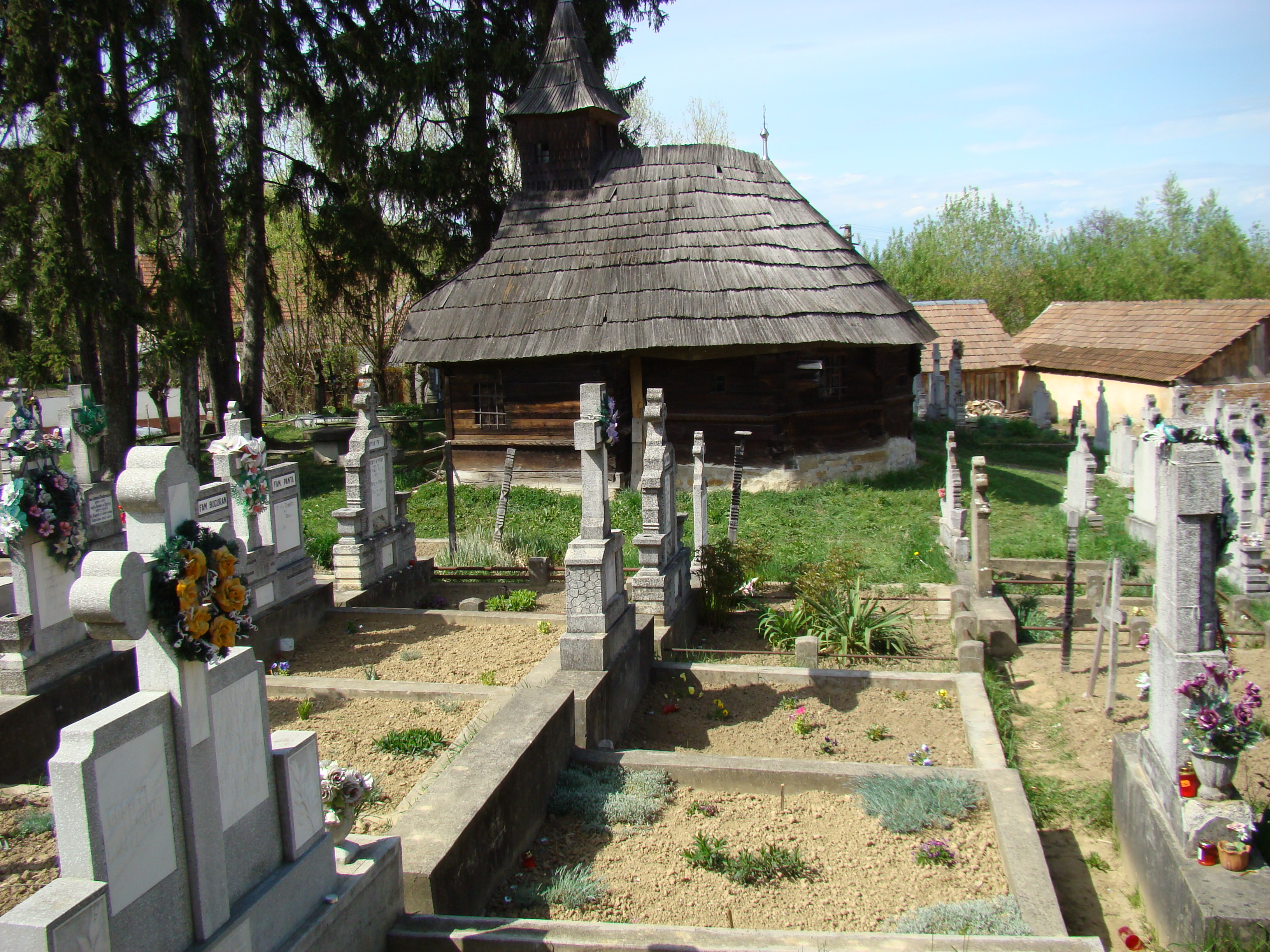
Cimitirul şi biserica
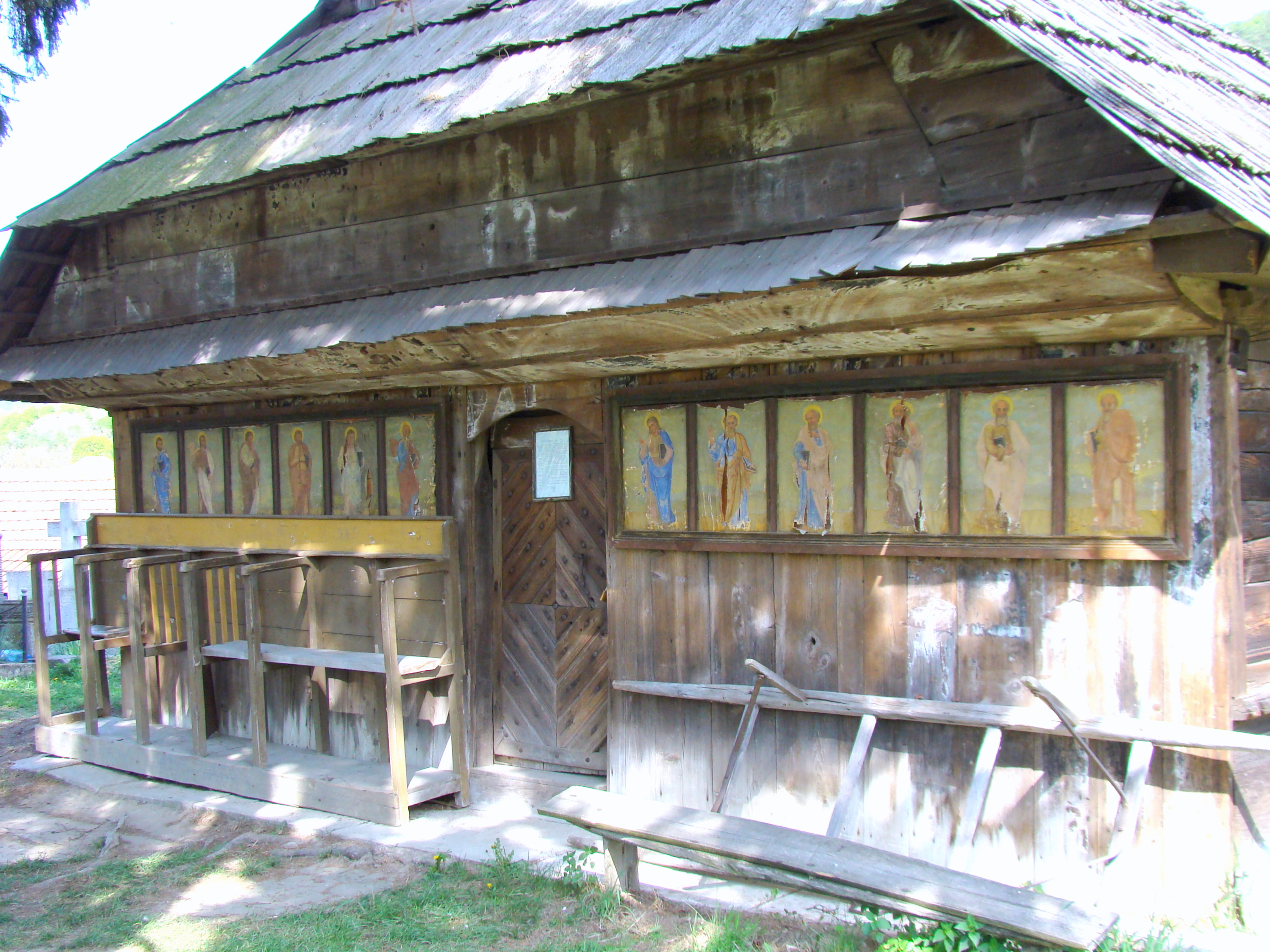
Intrarea în biserică
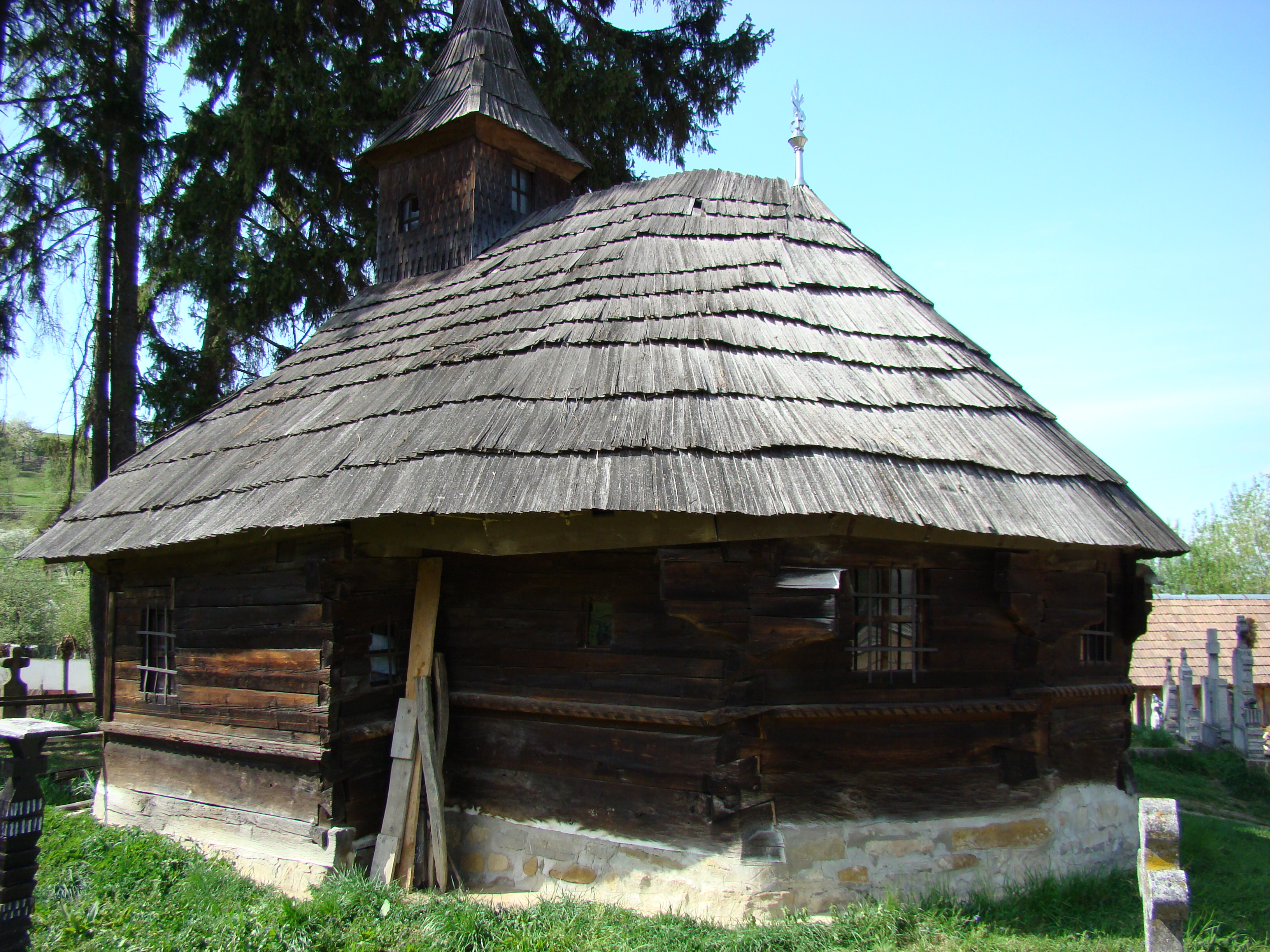
Vedere din sud-est
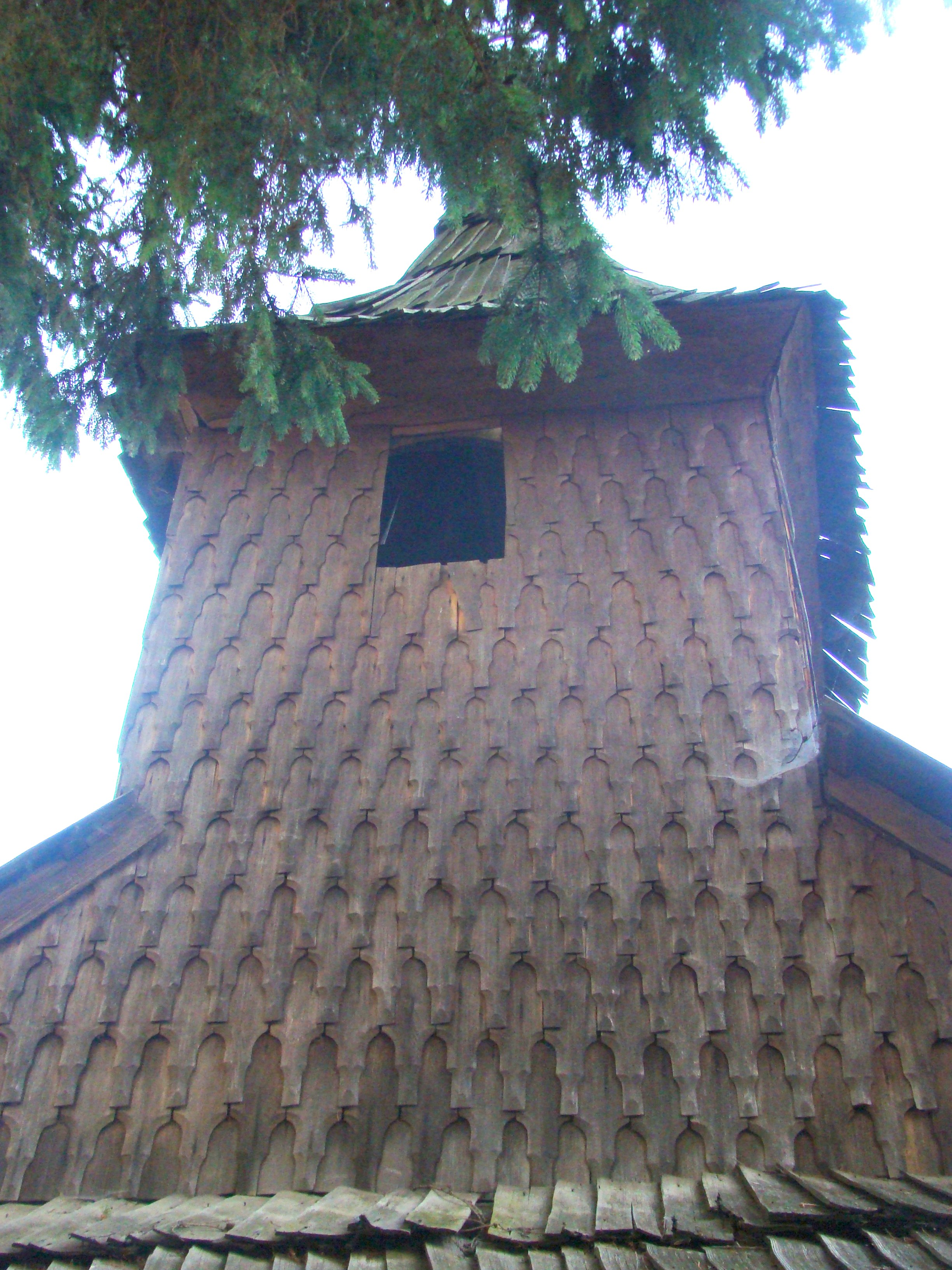
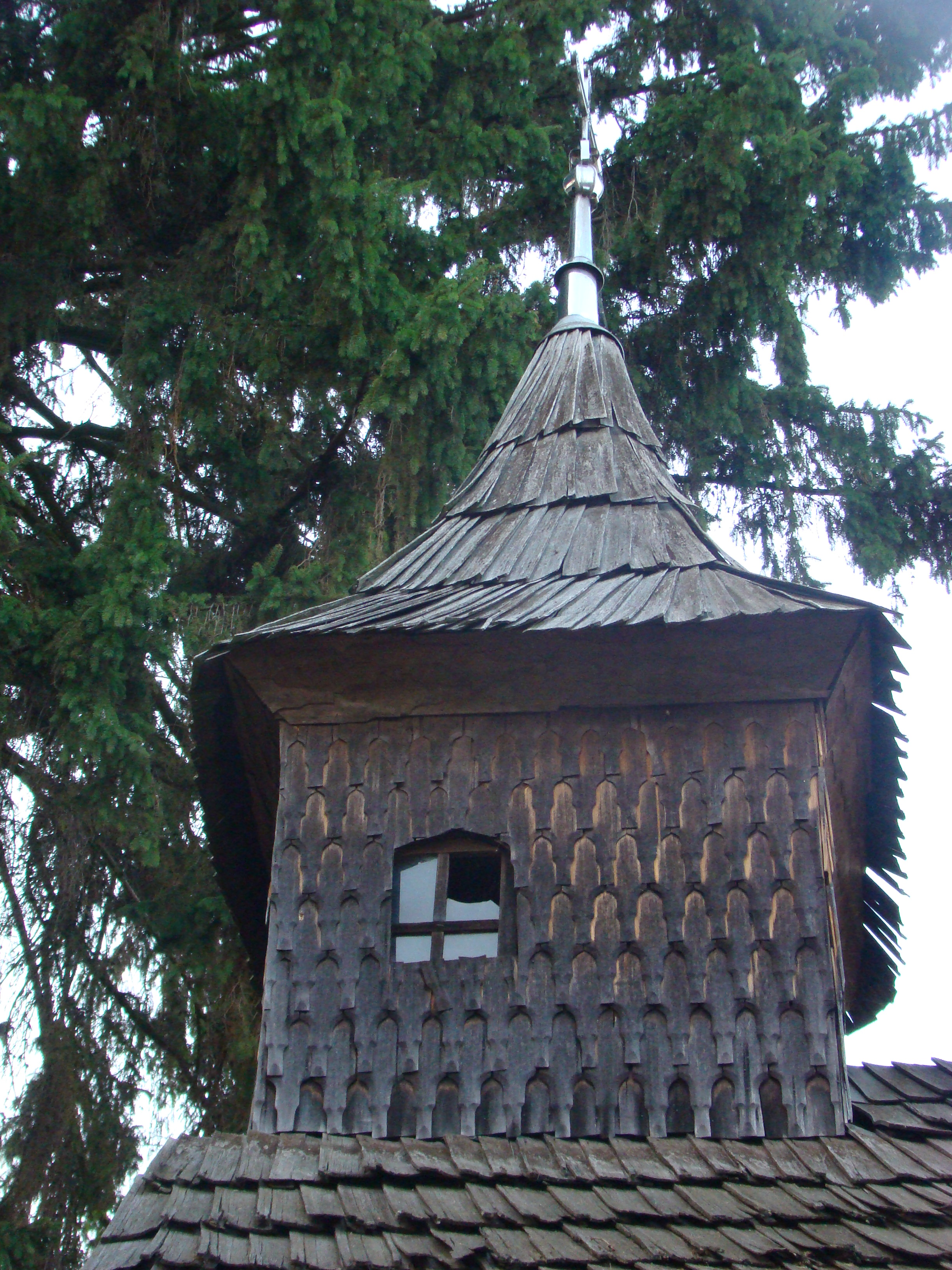
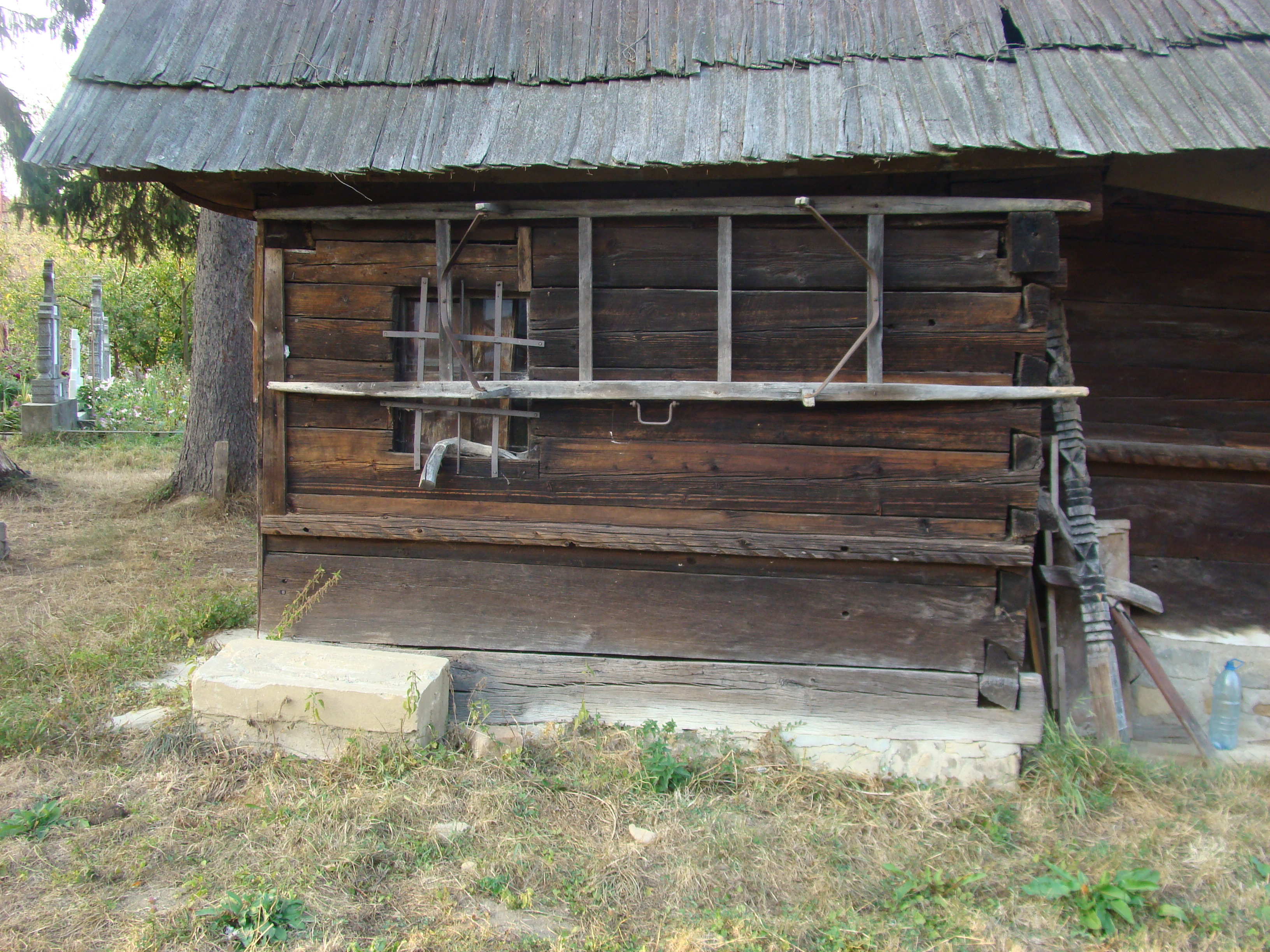
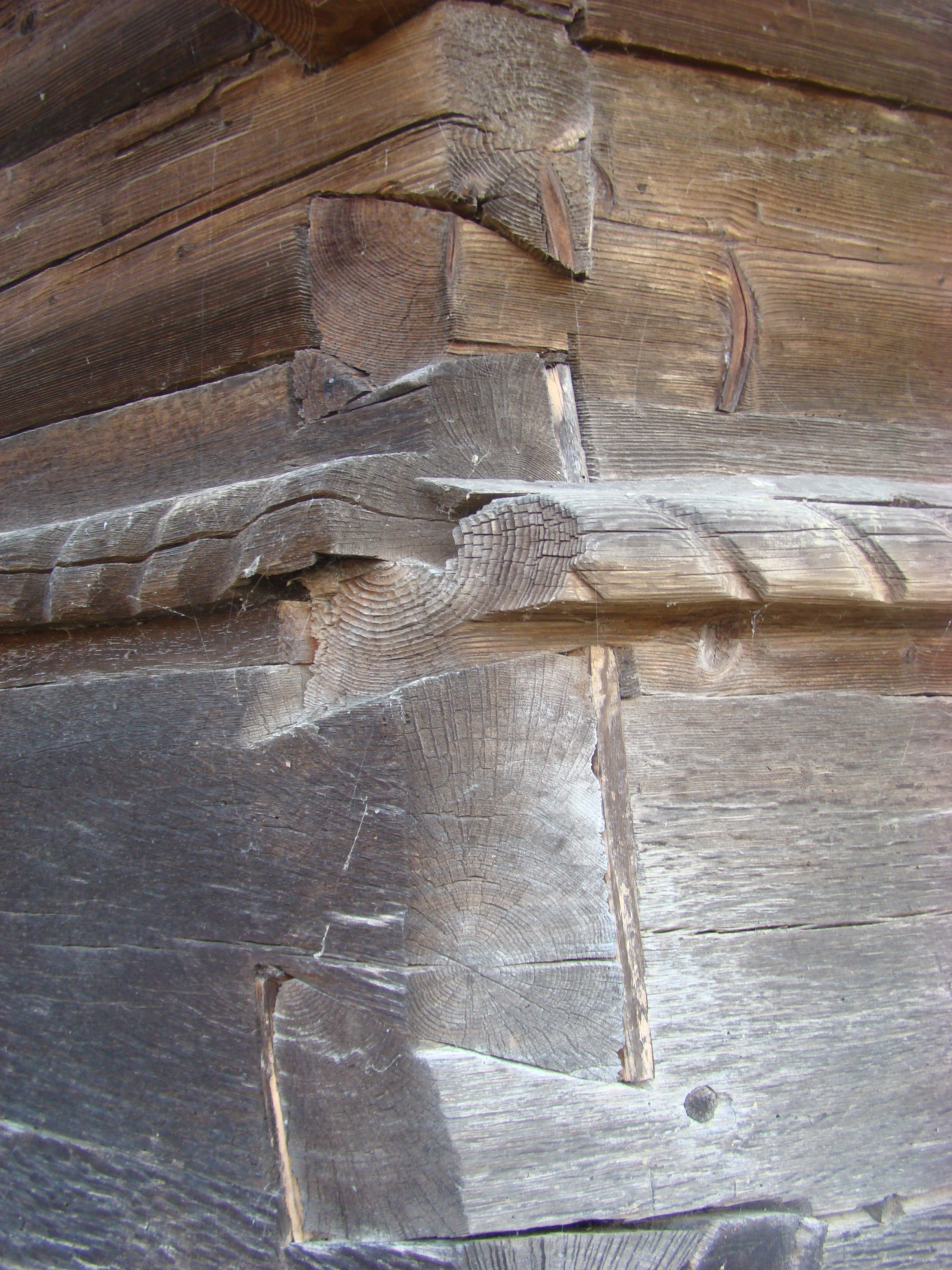
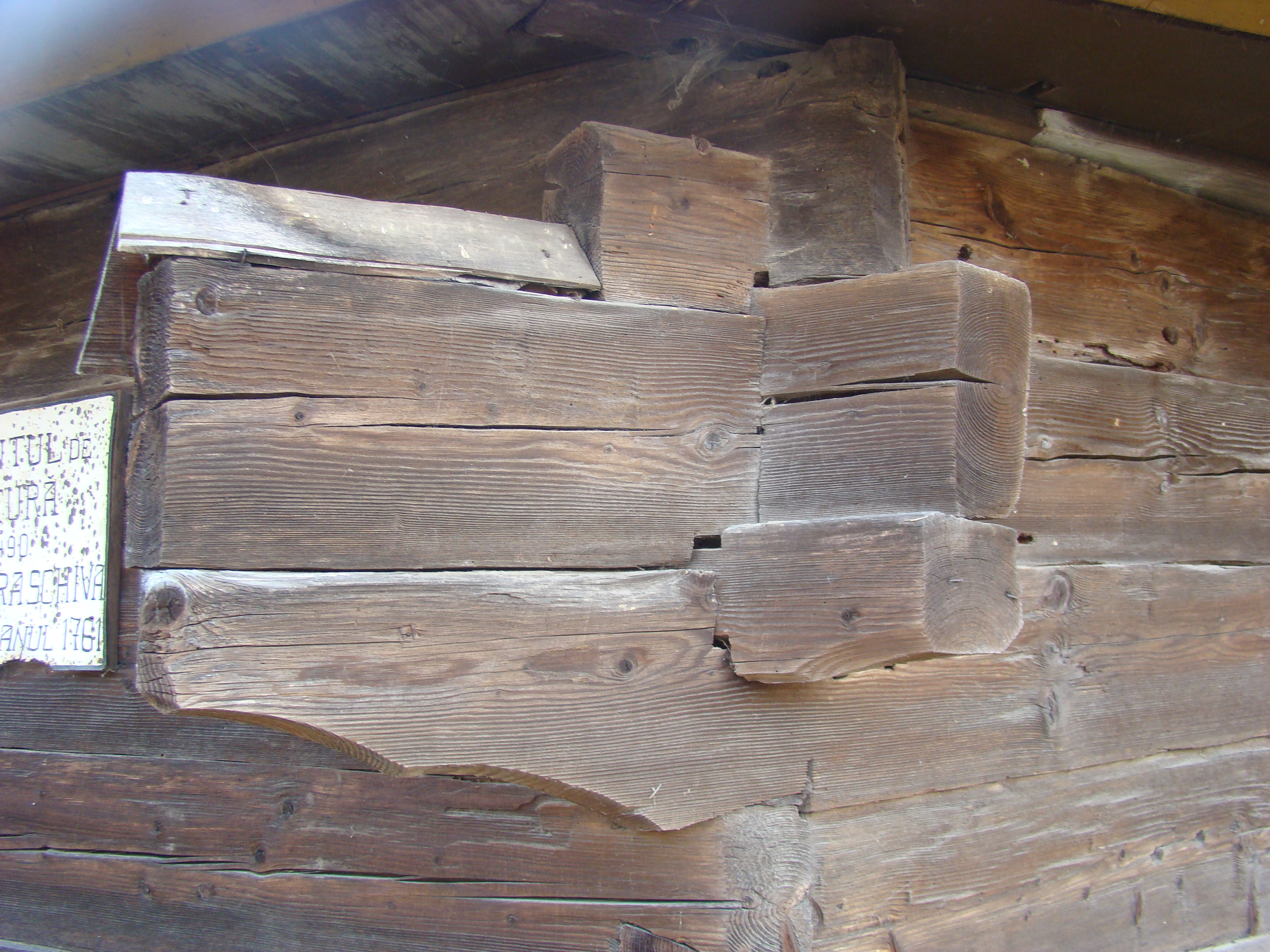
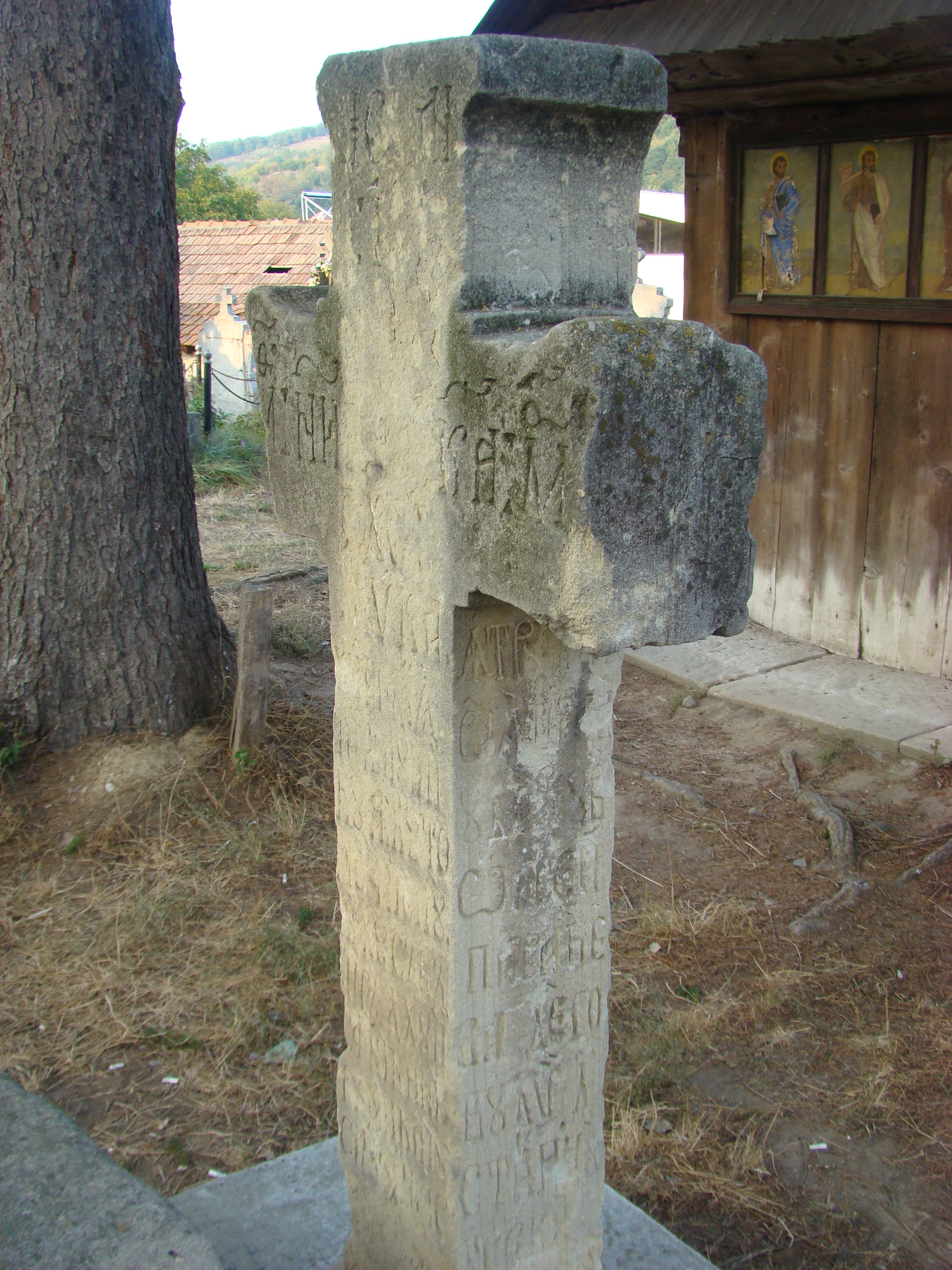
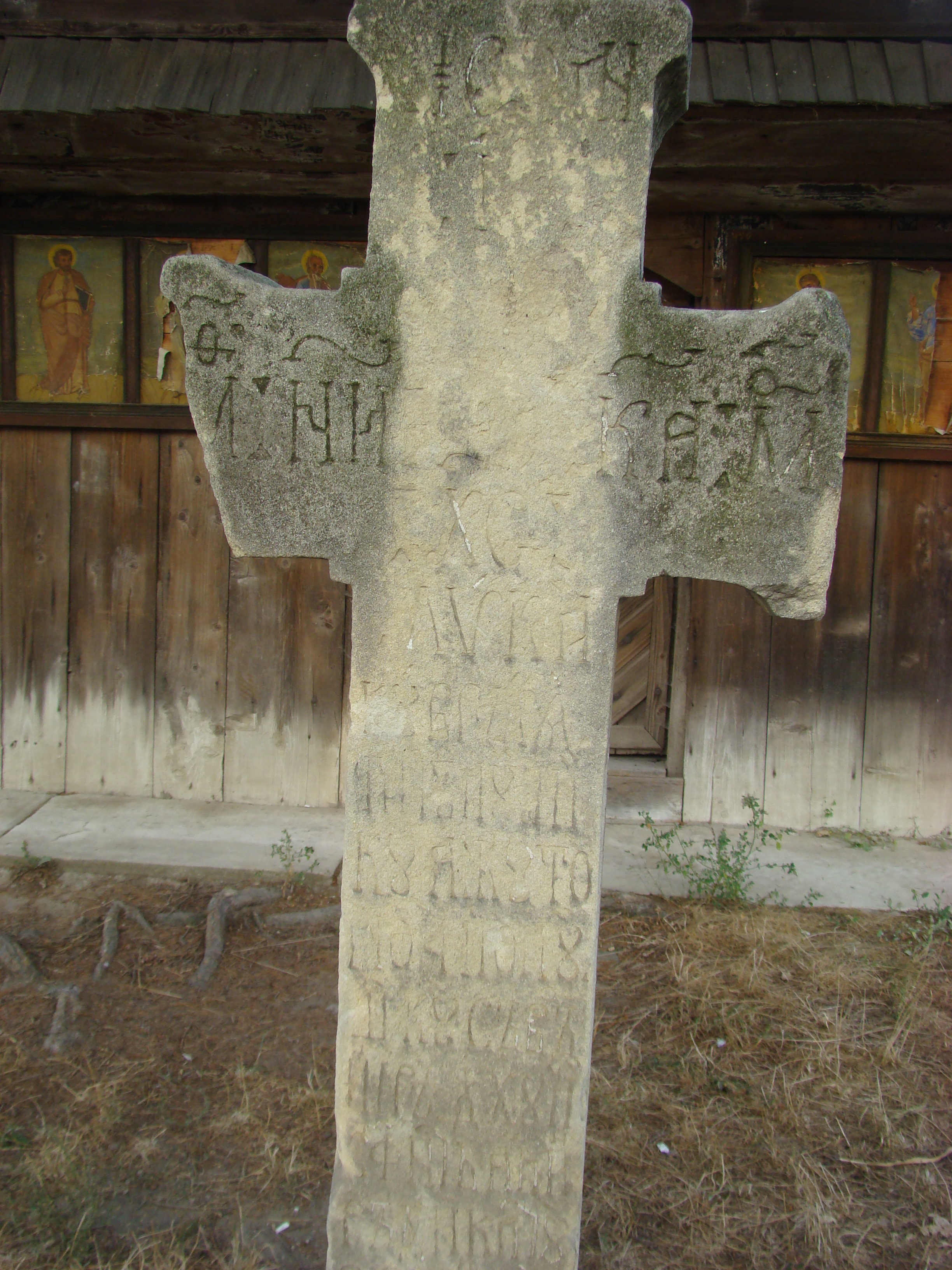
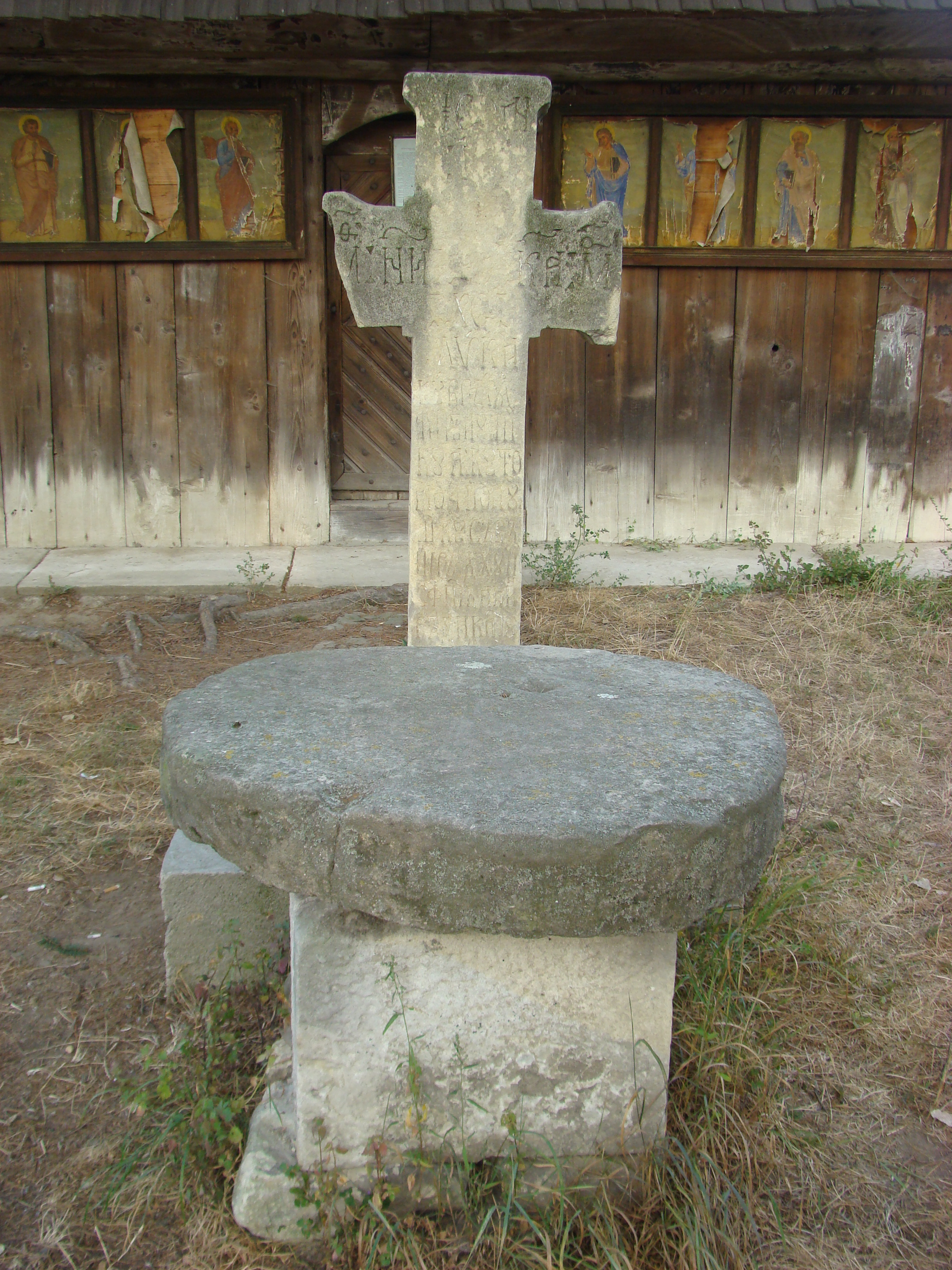

## Imagini din interior

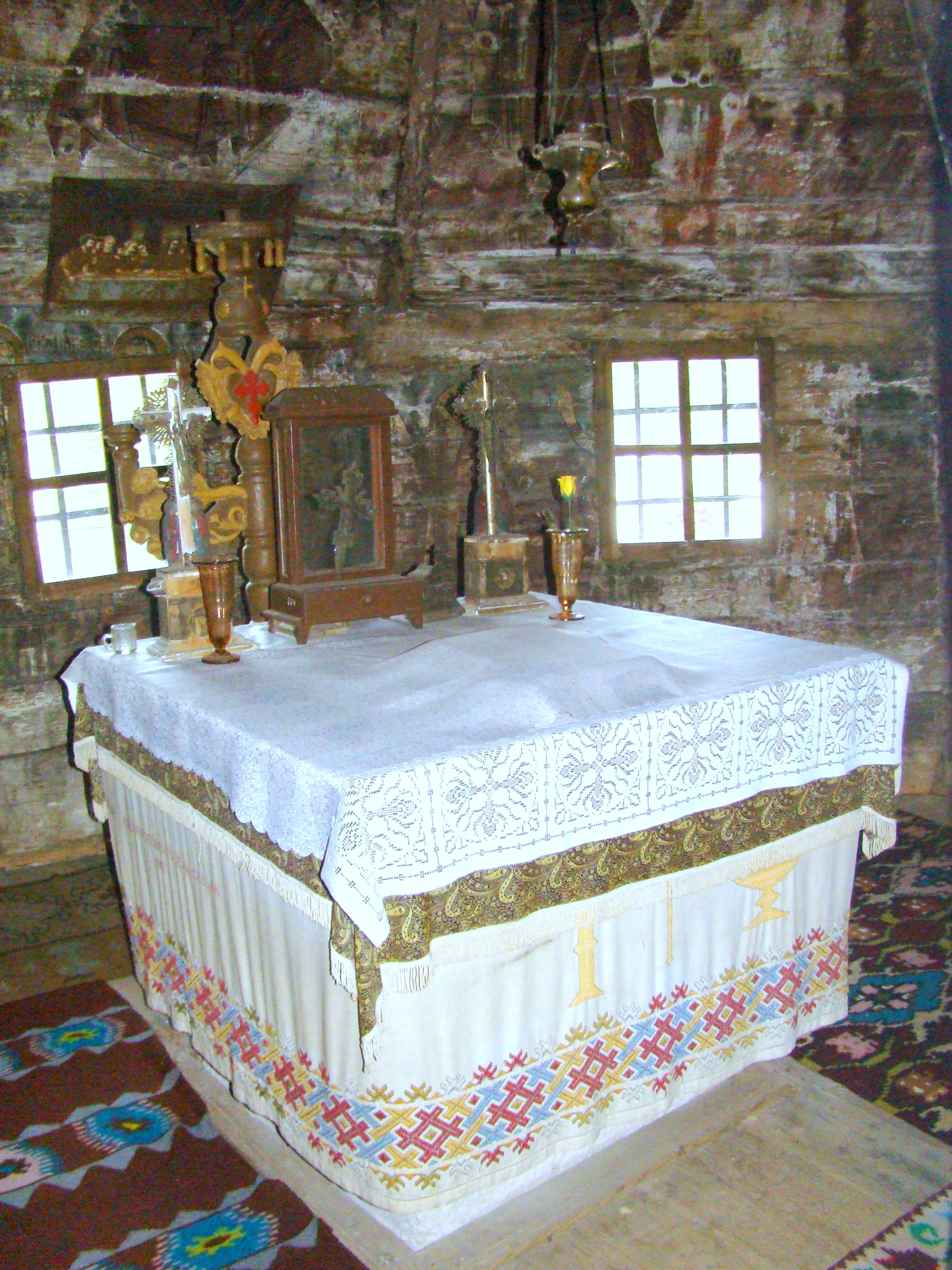
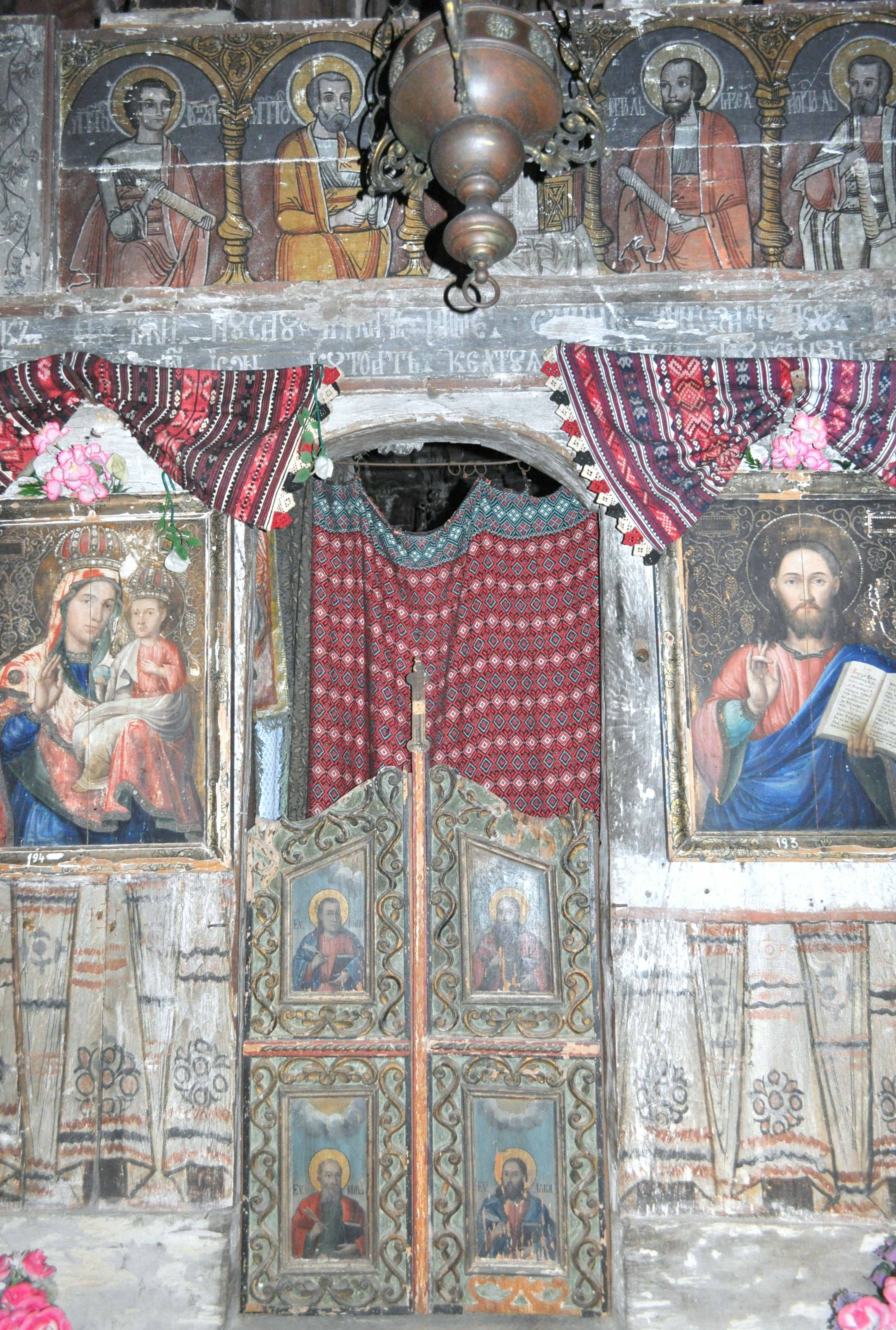
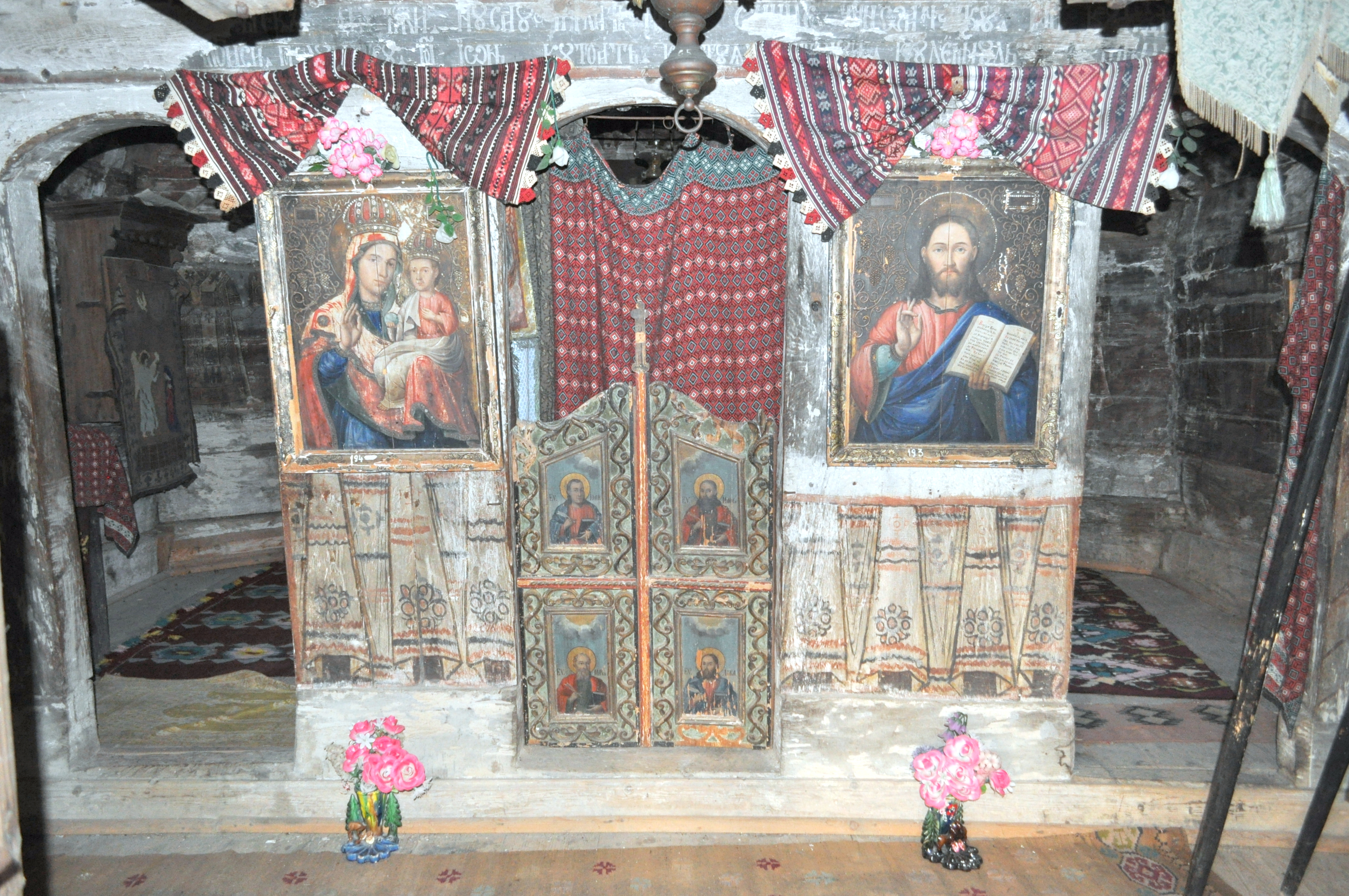
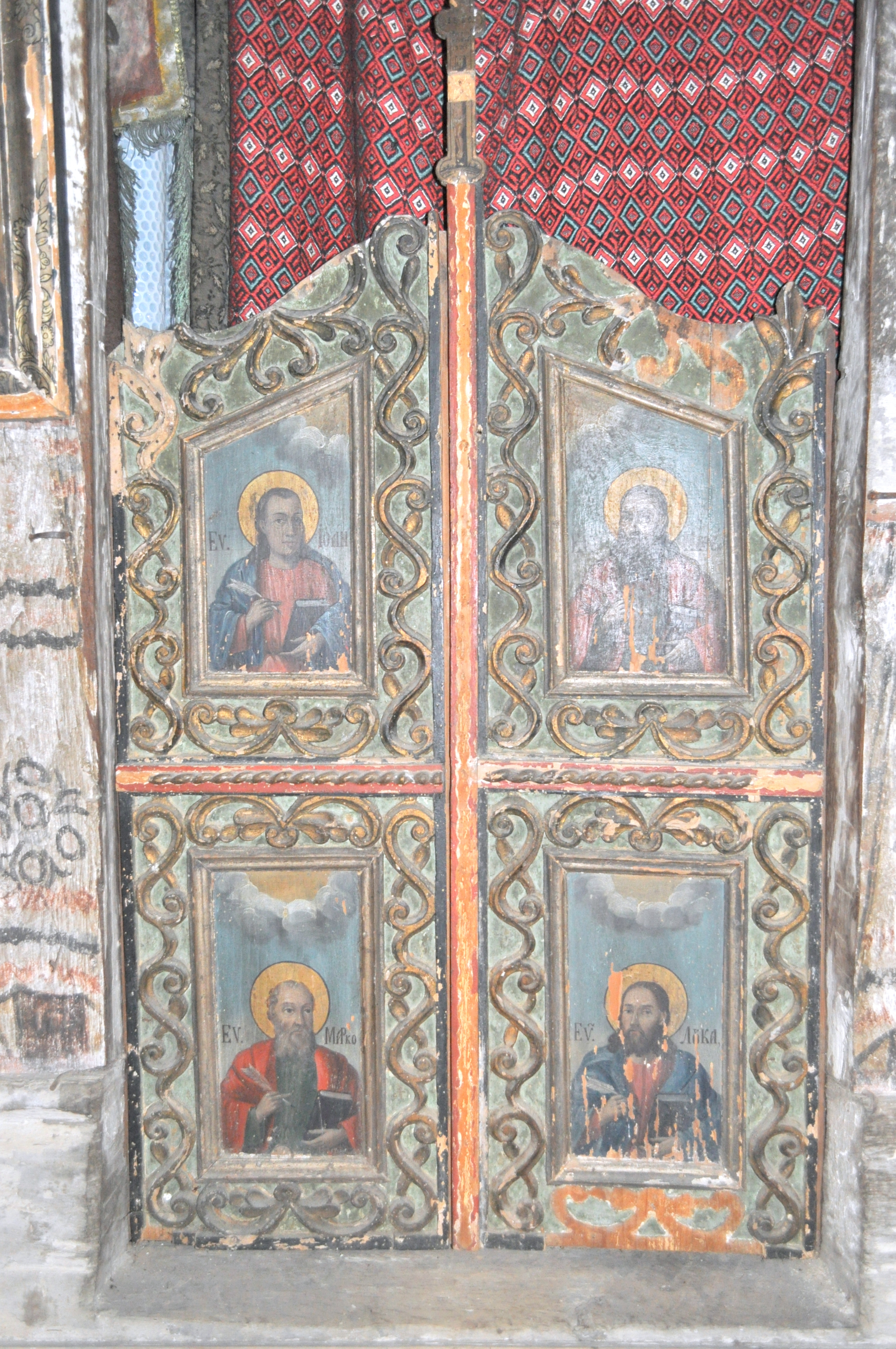
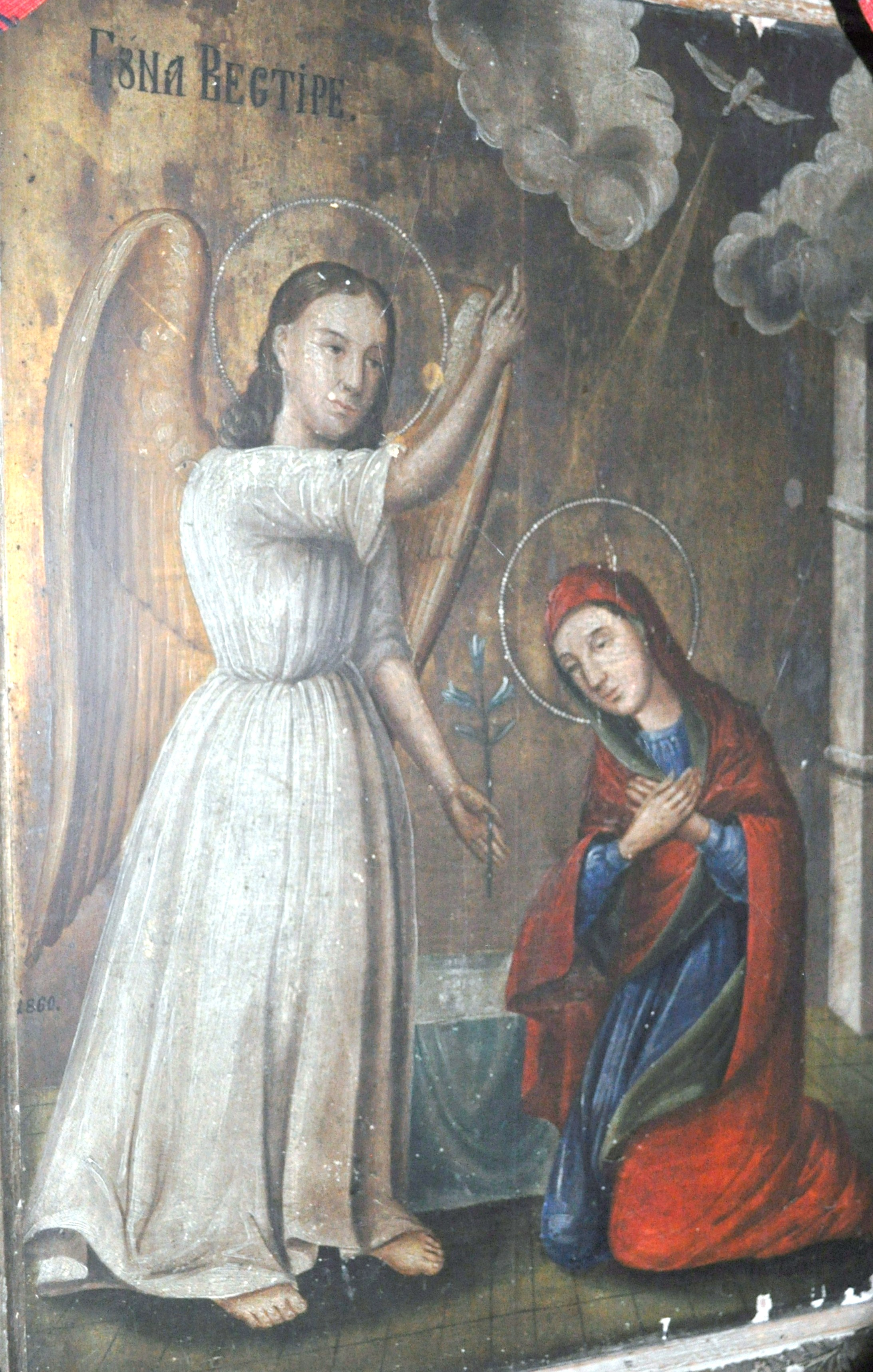
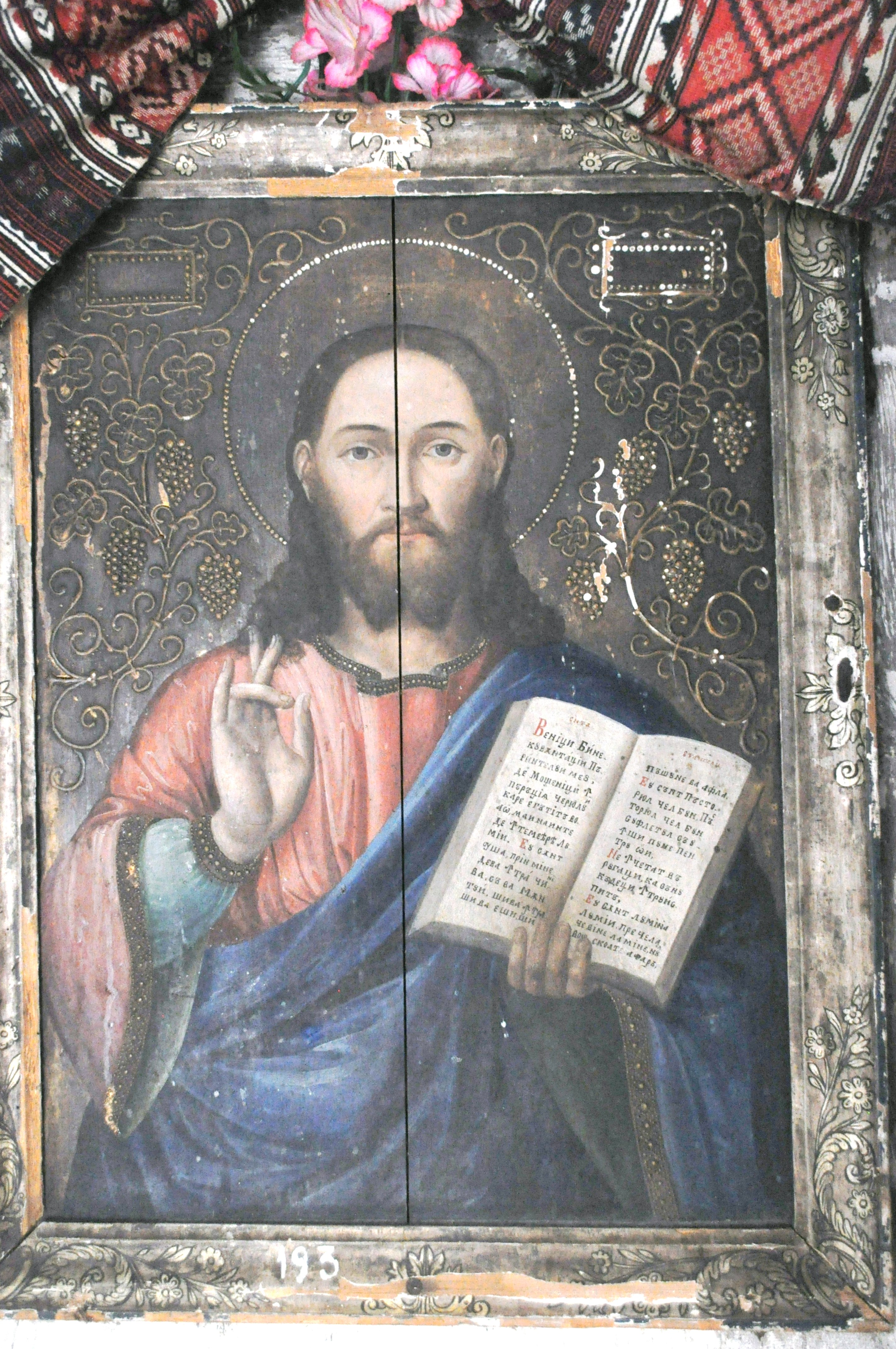
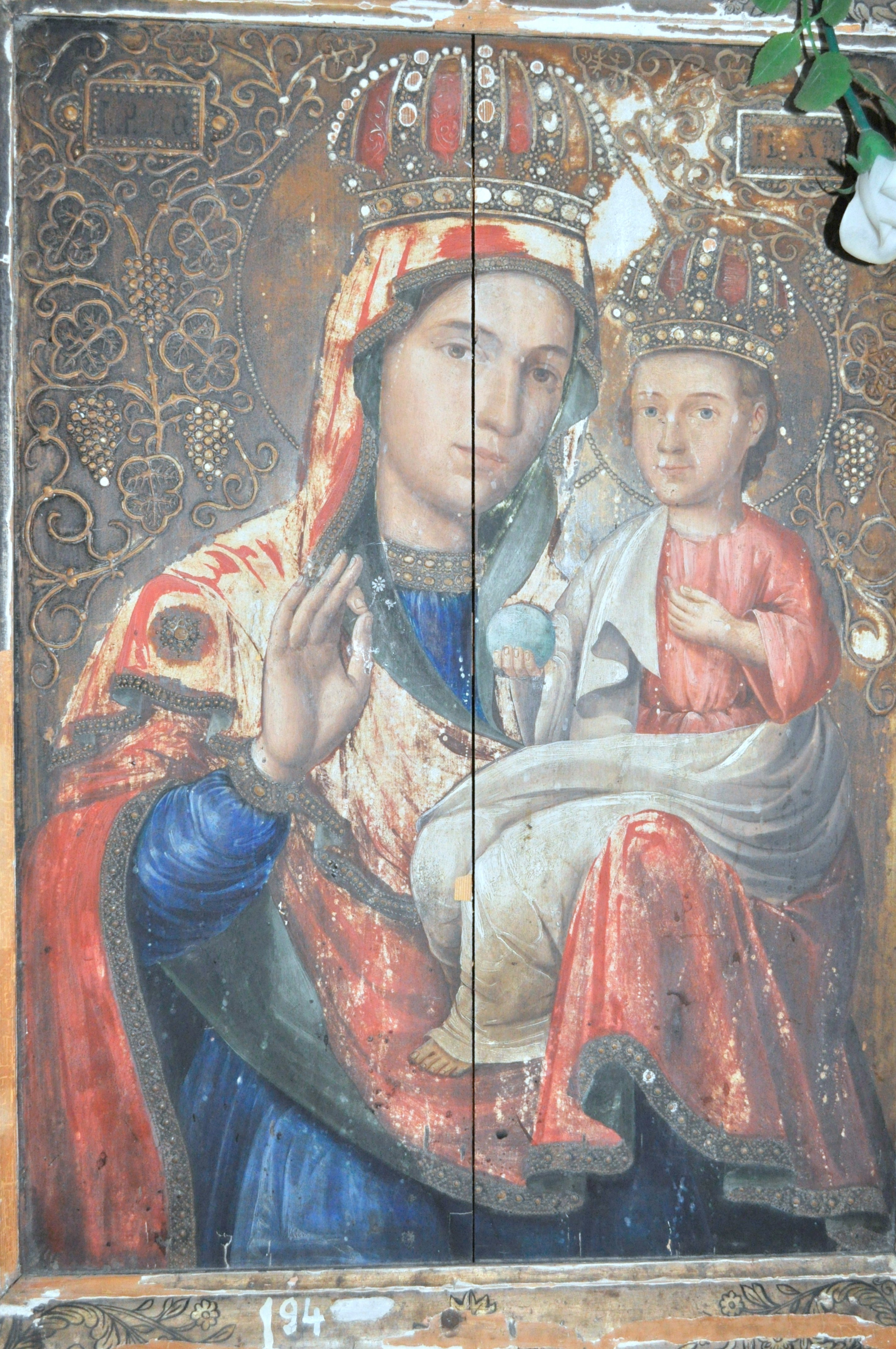
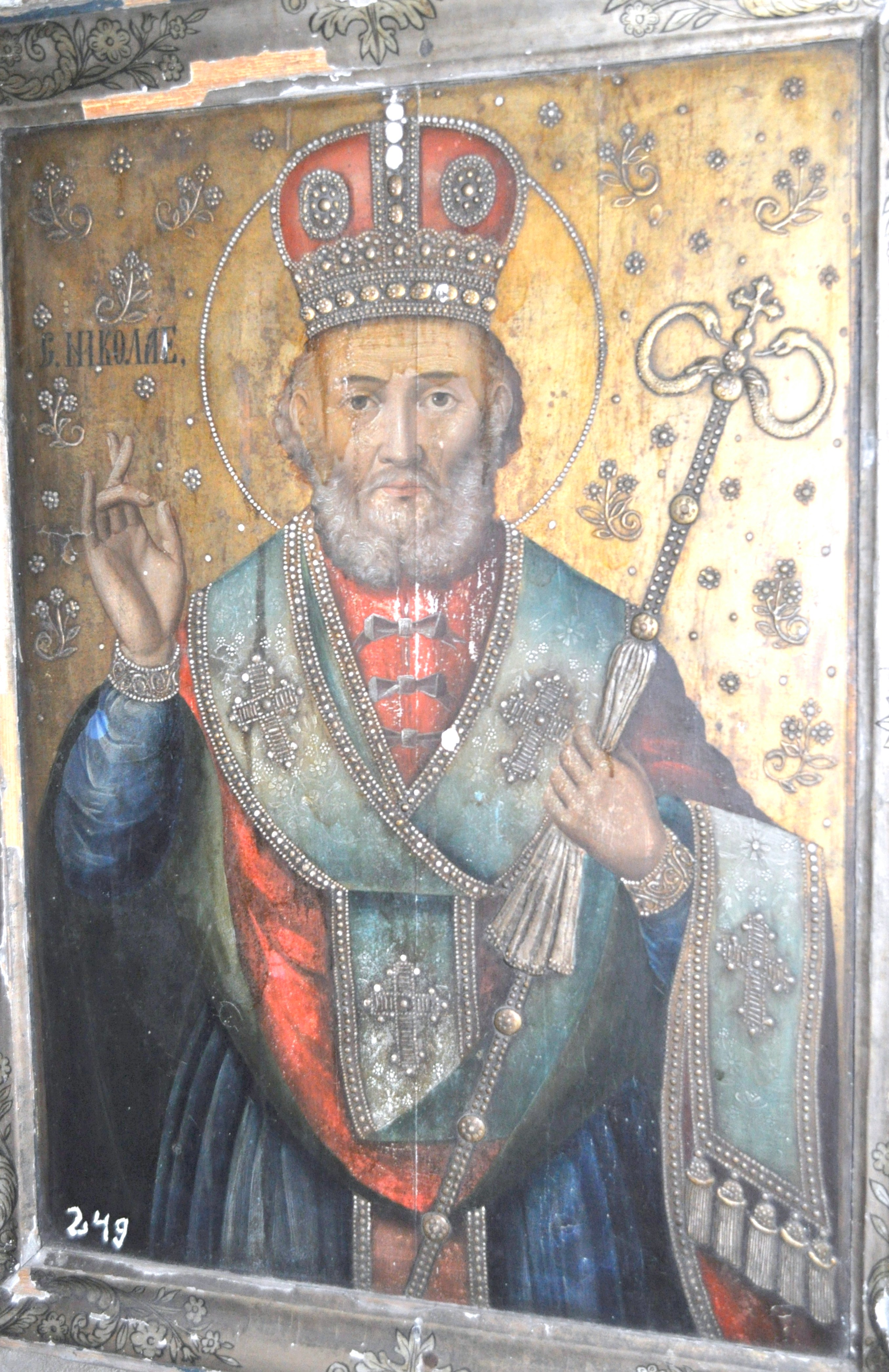
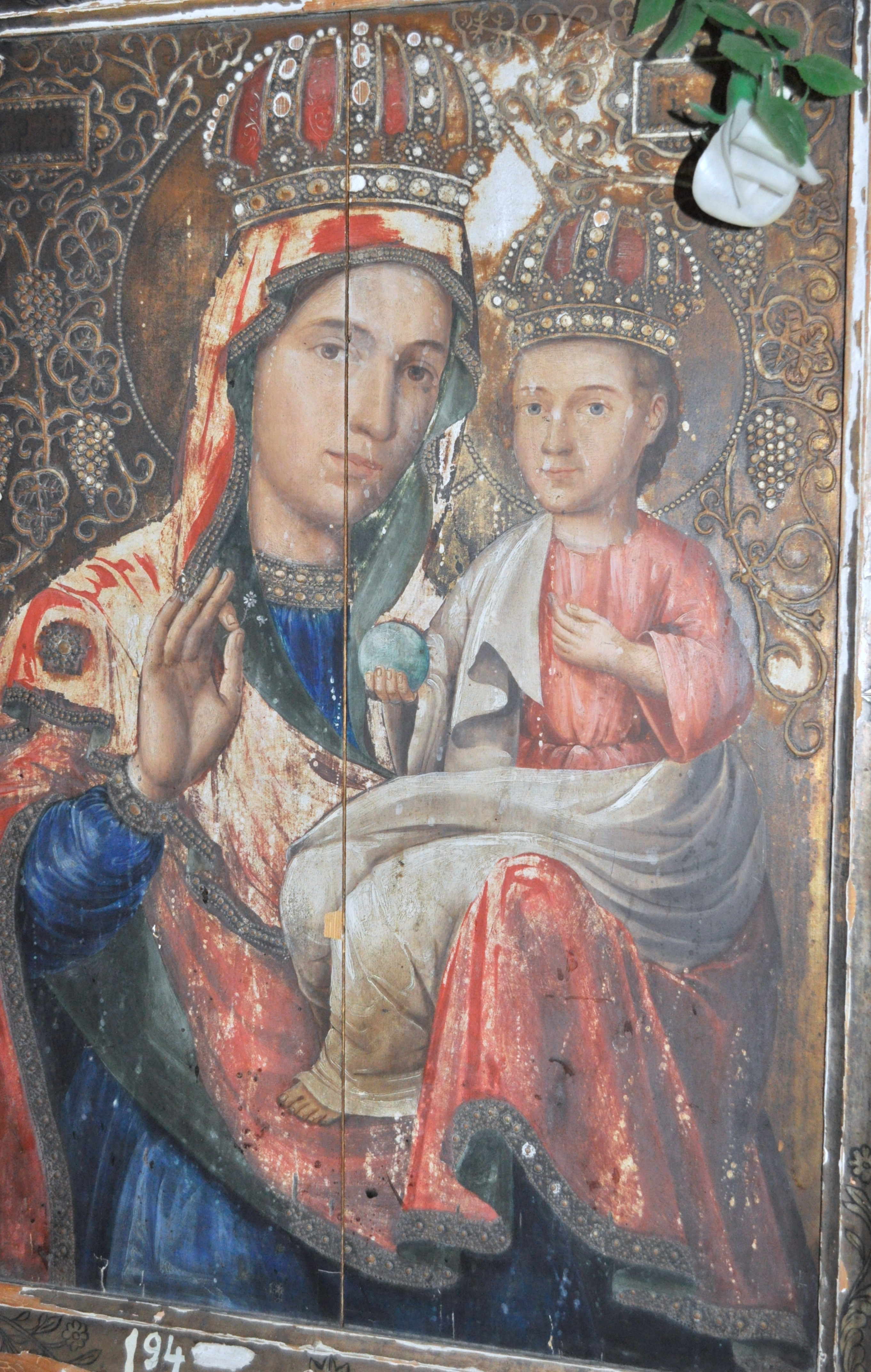
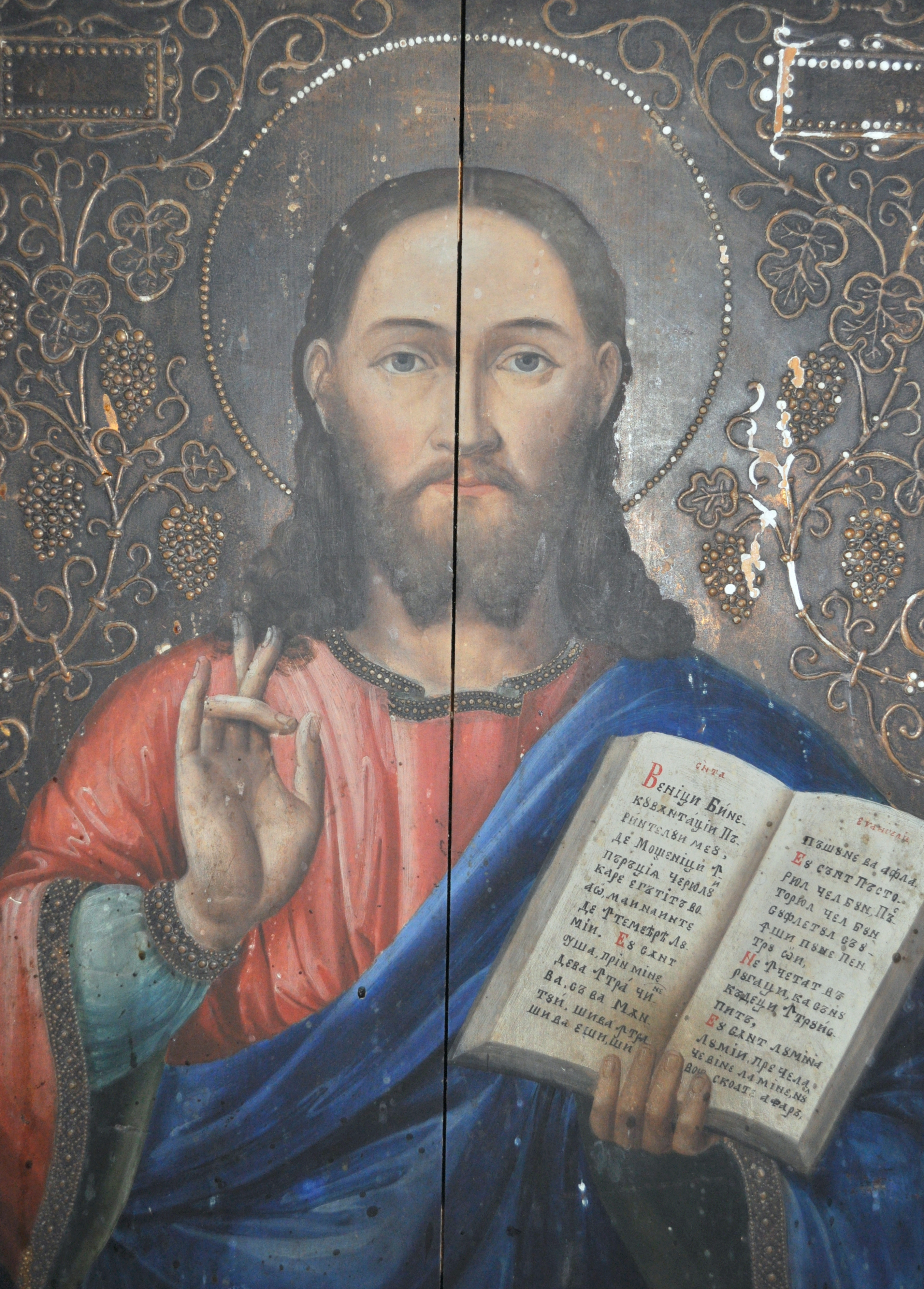
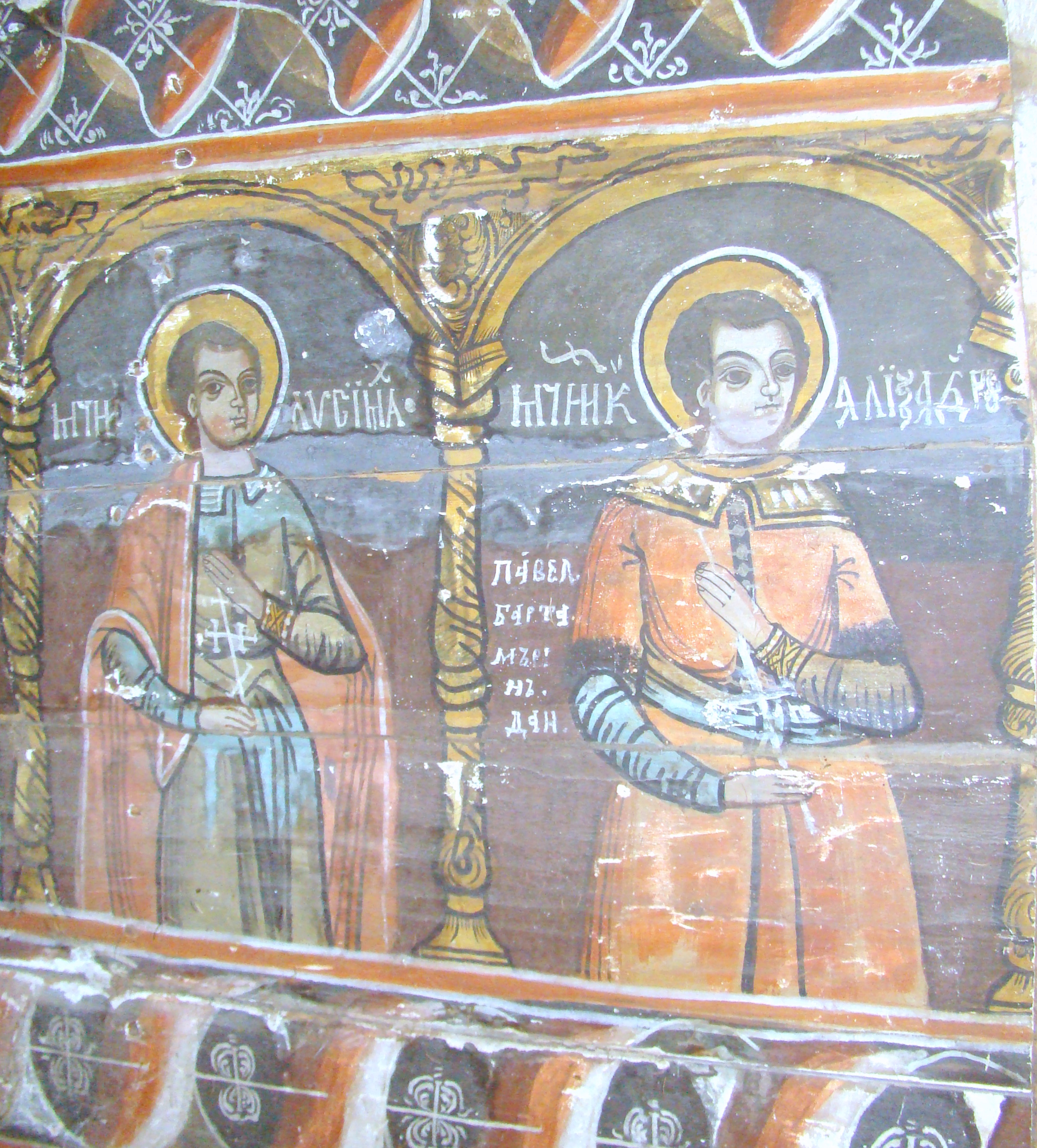
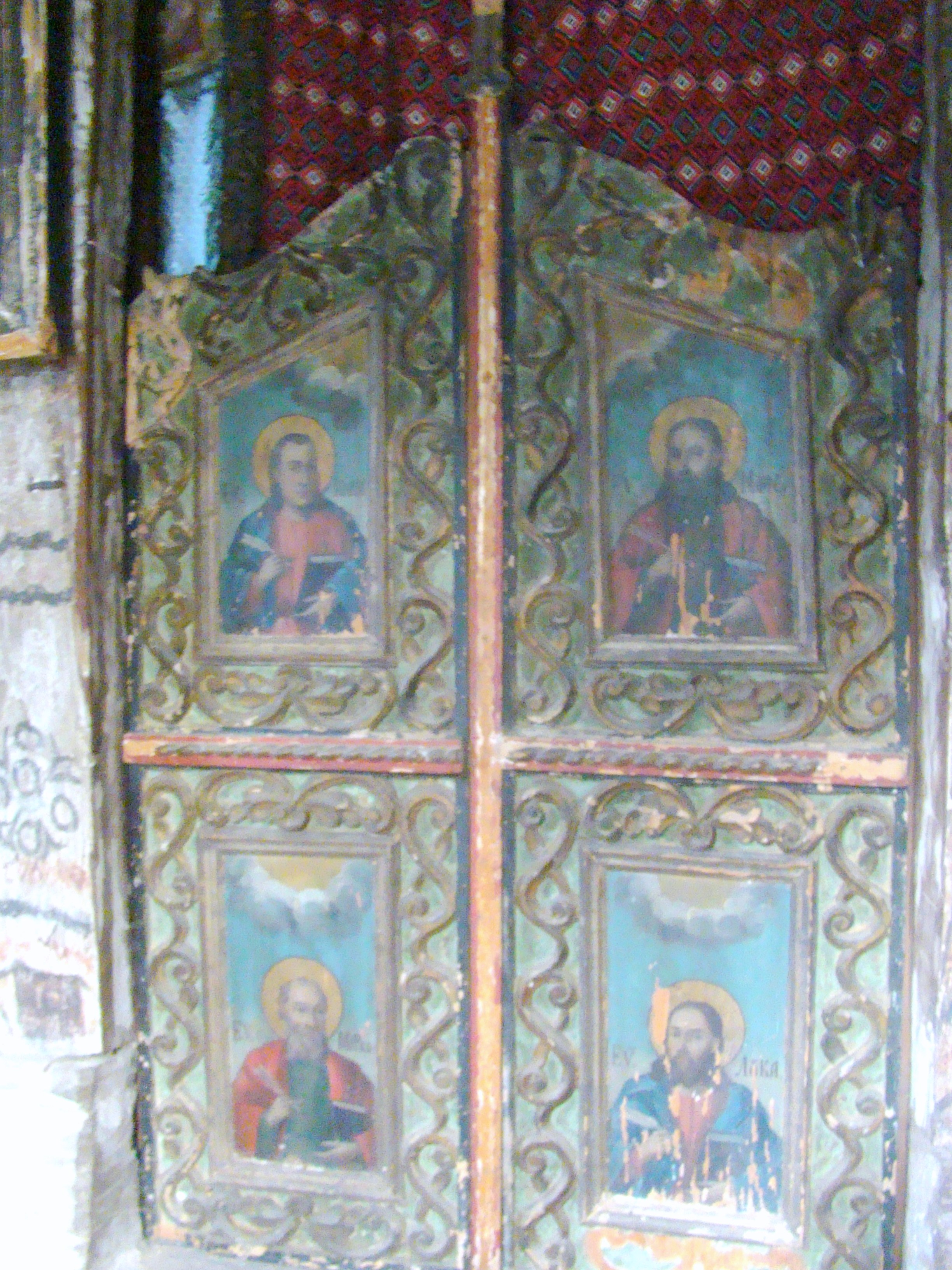
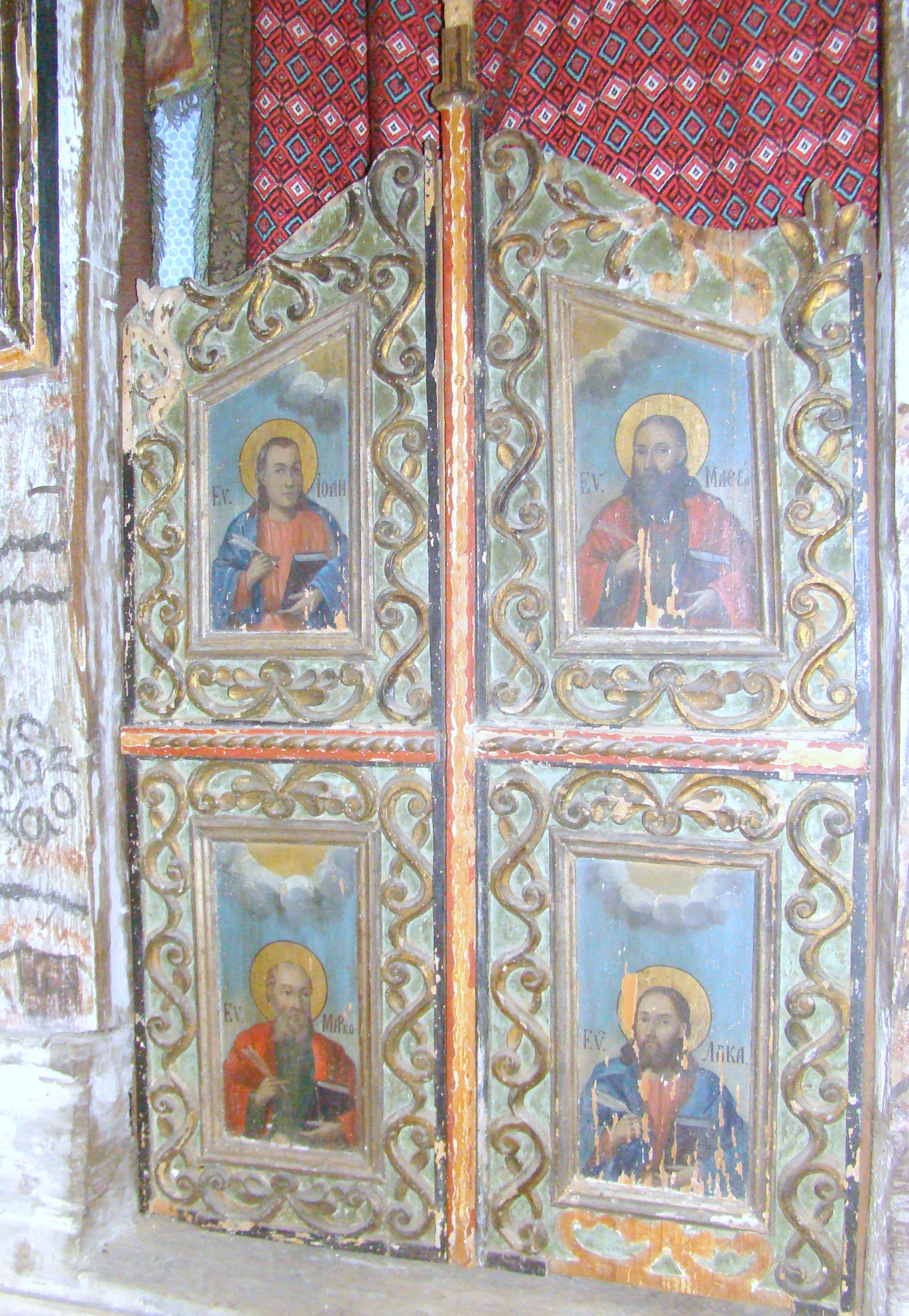
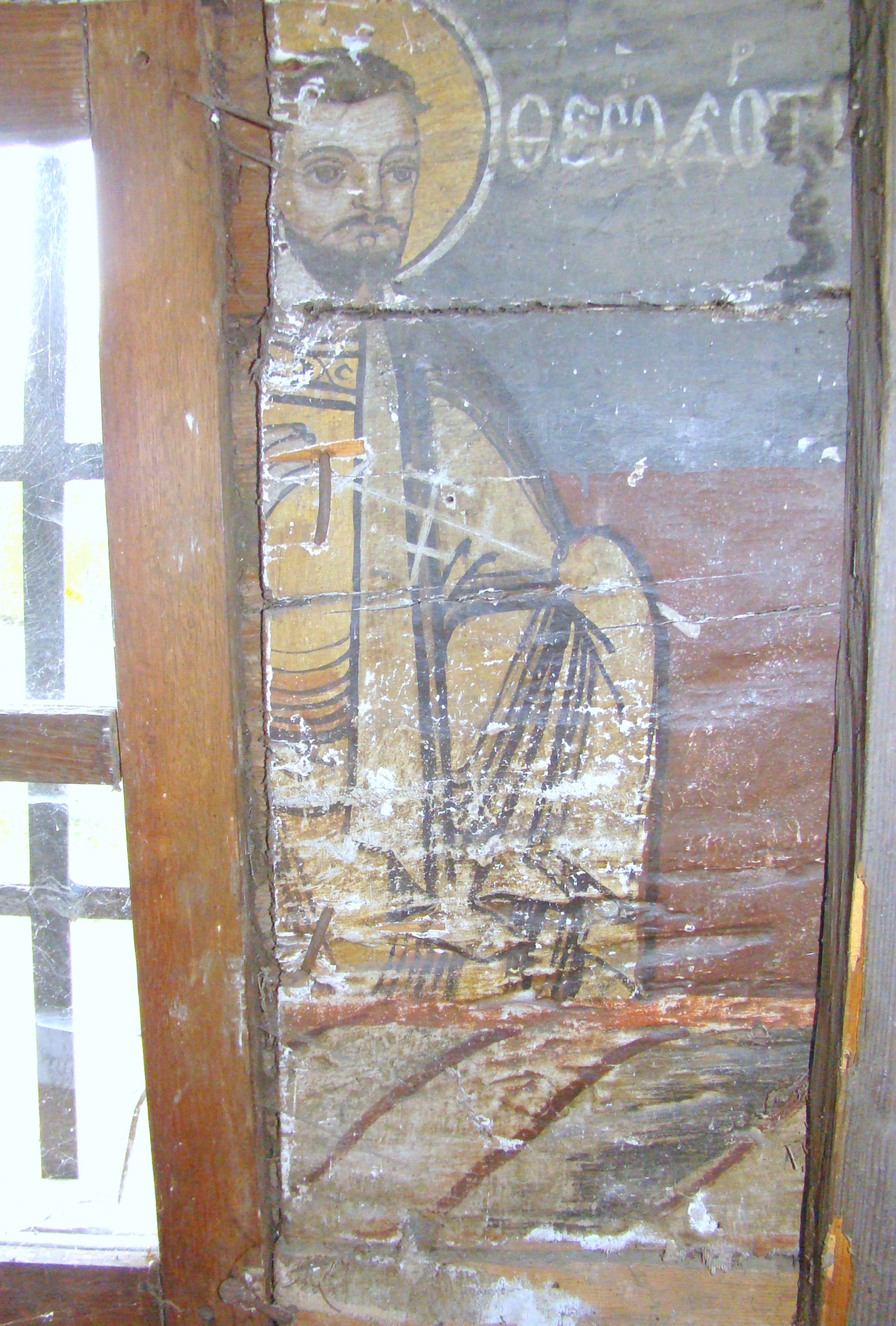
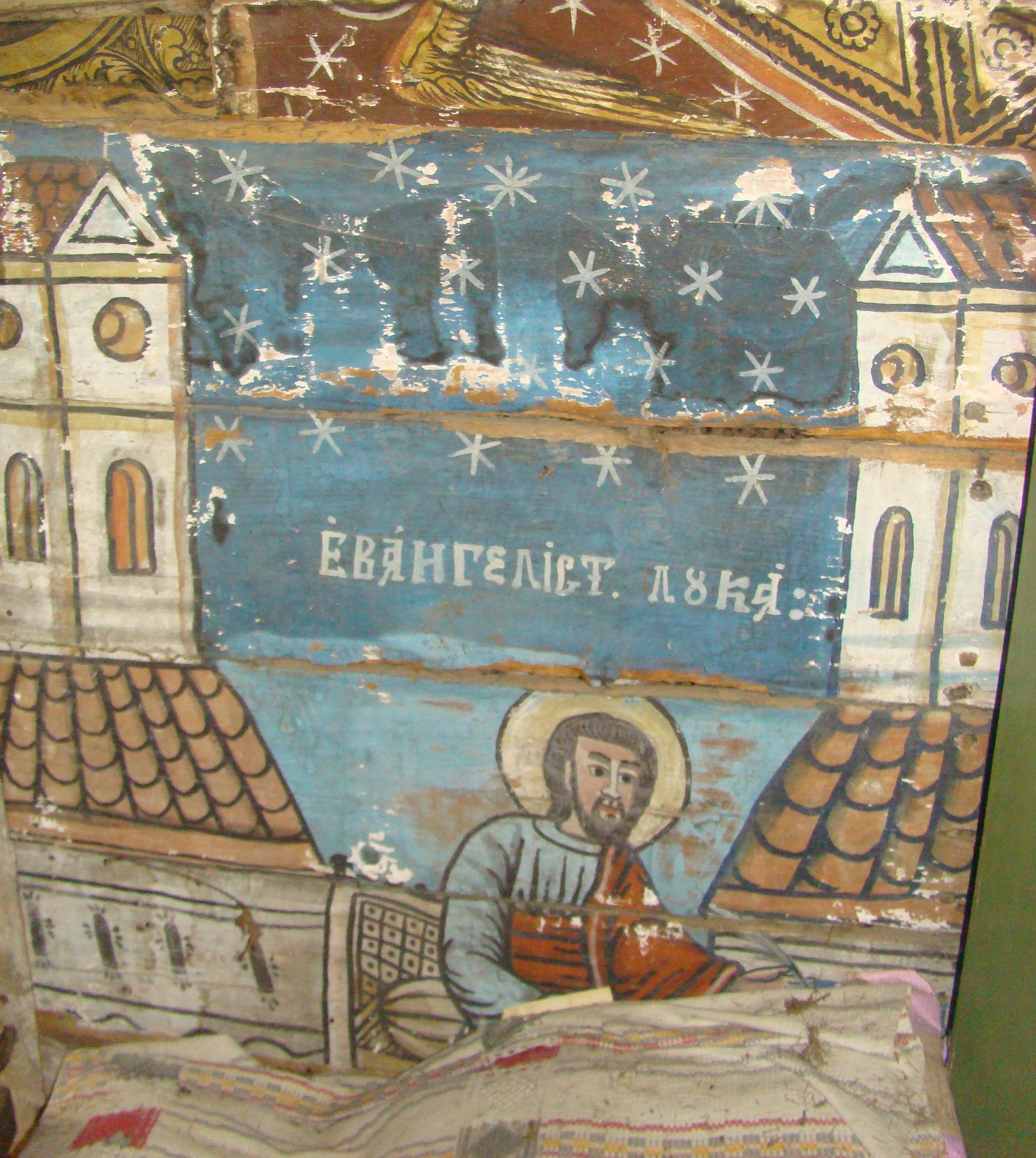
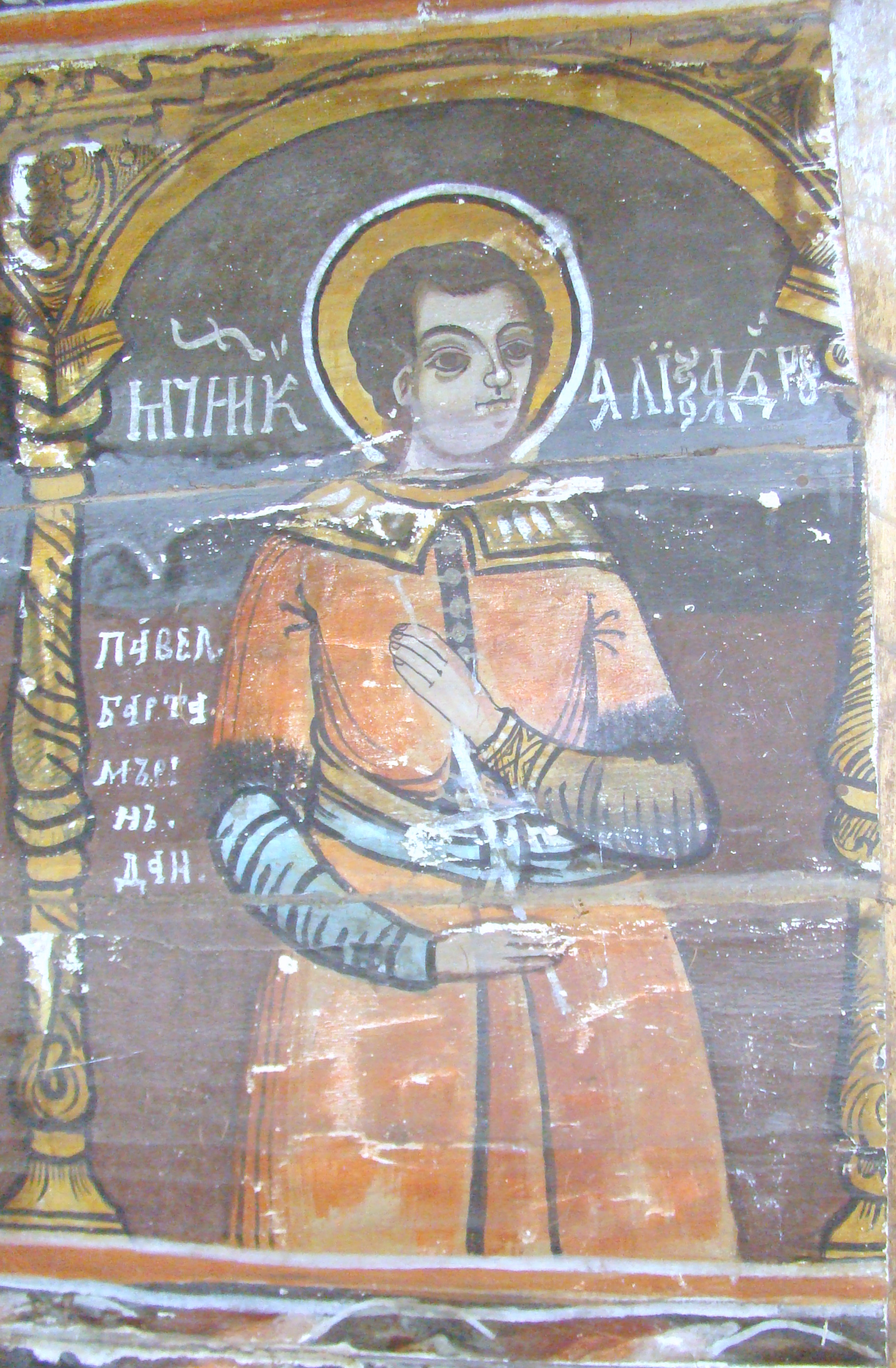
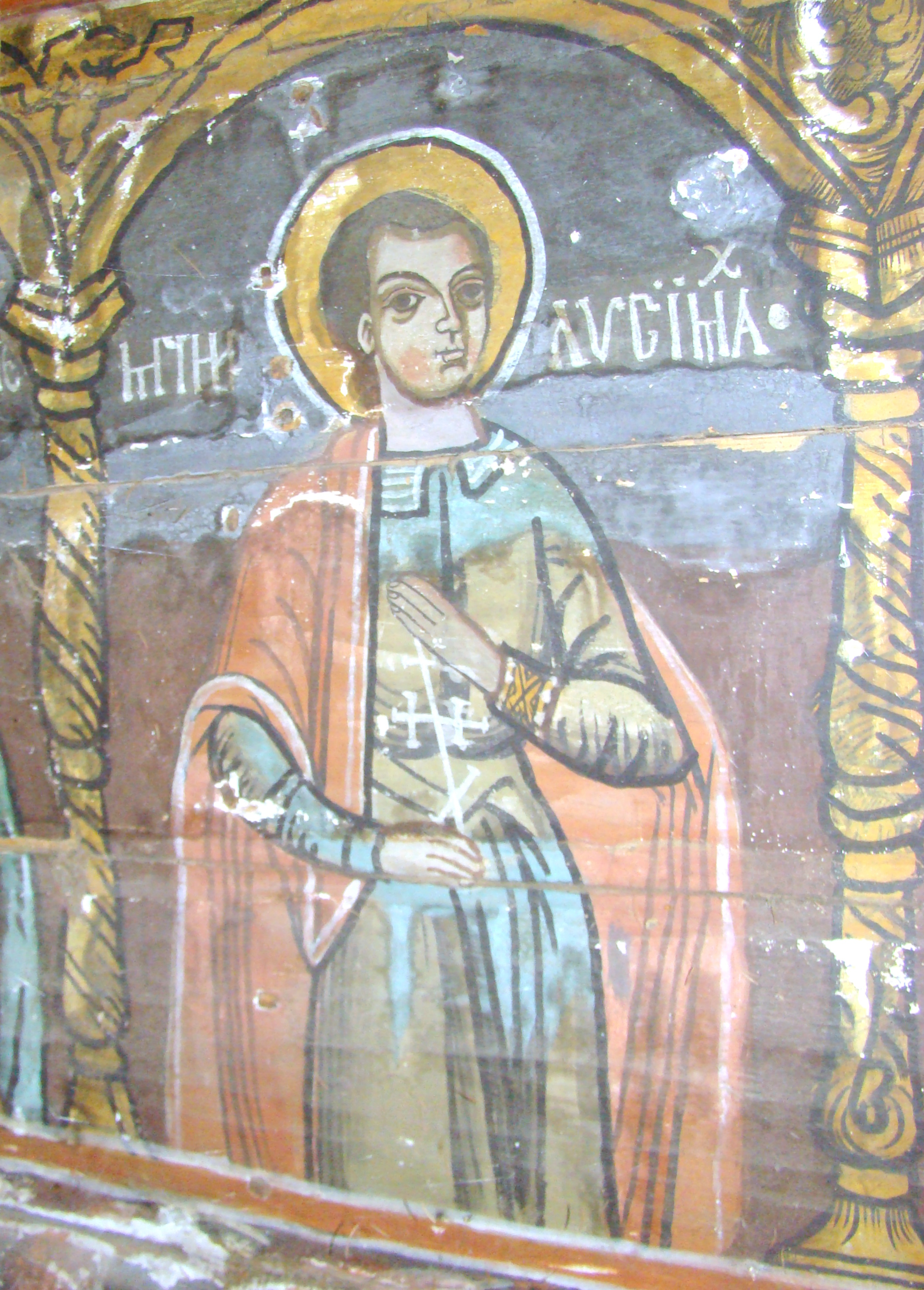
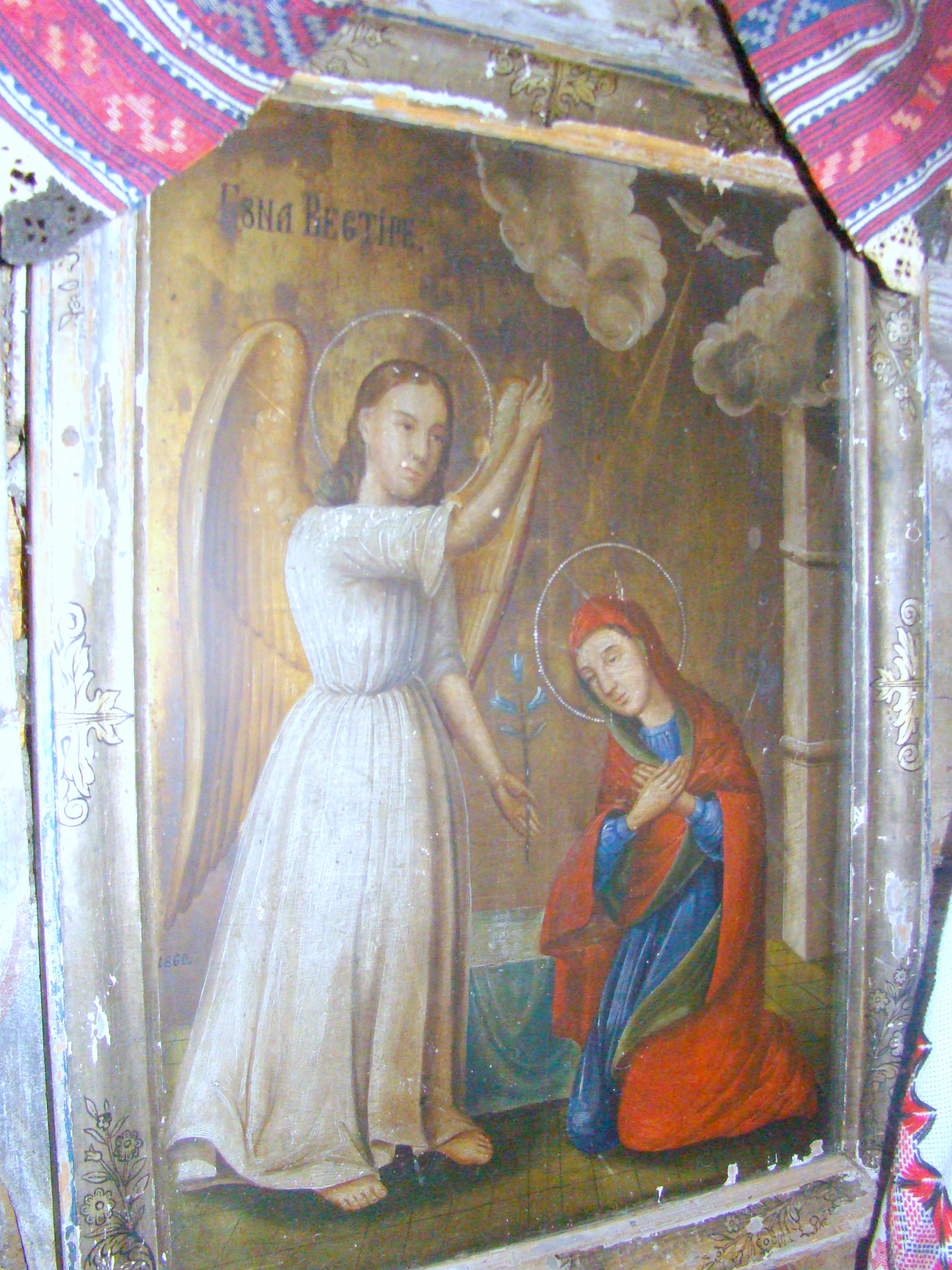
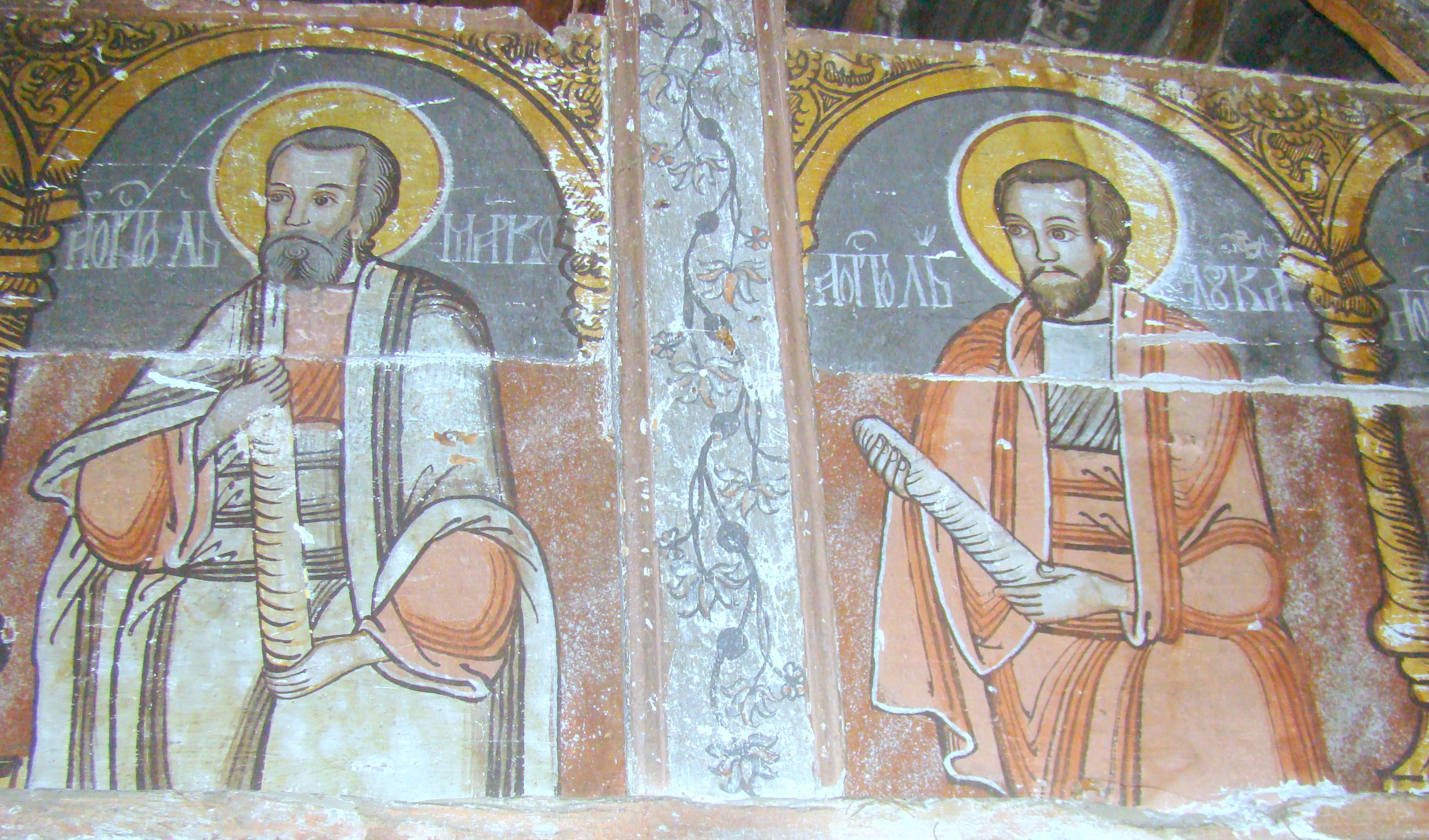
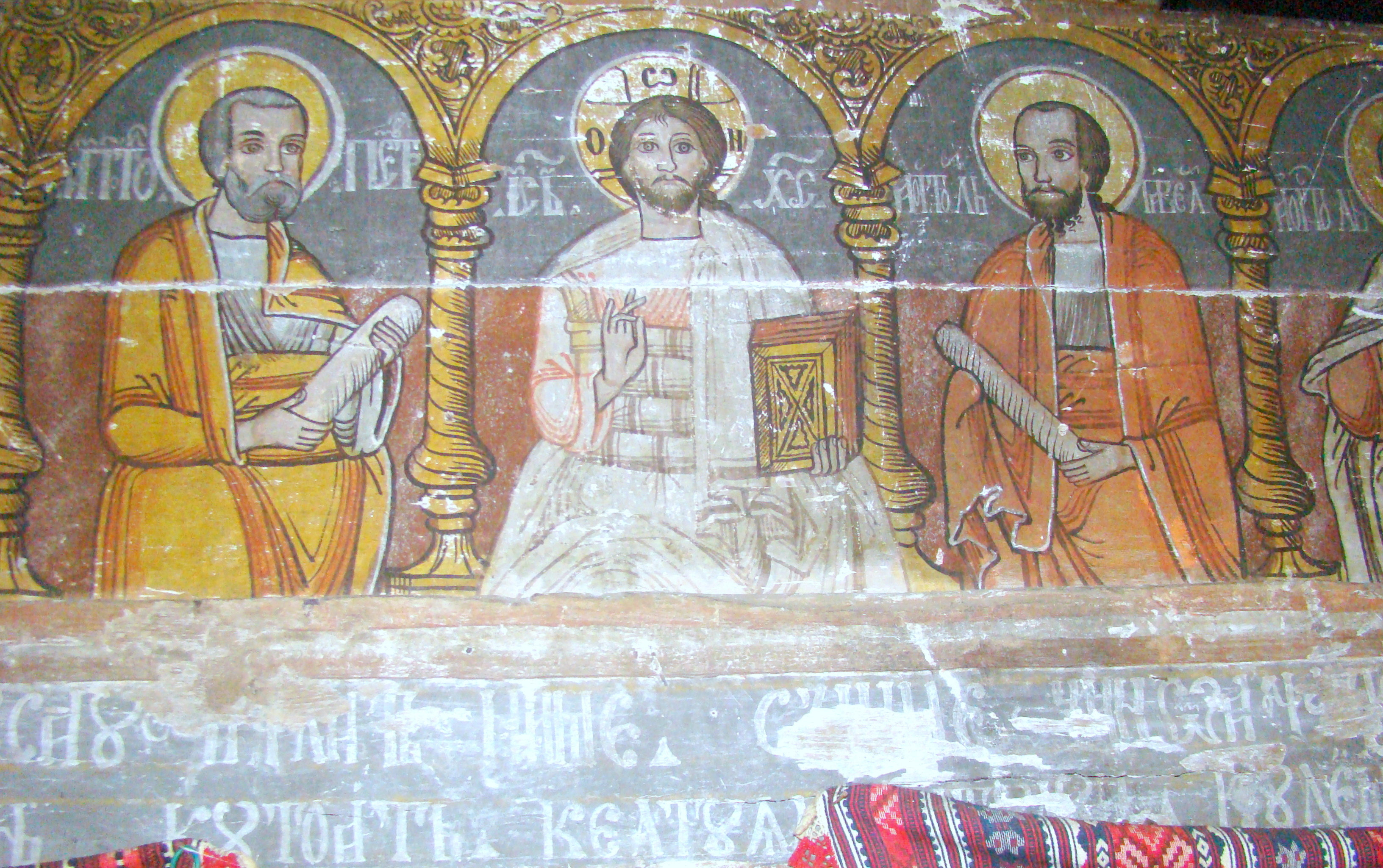
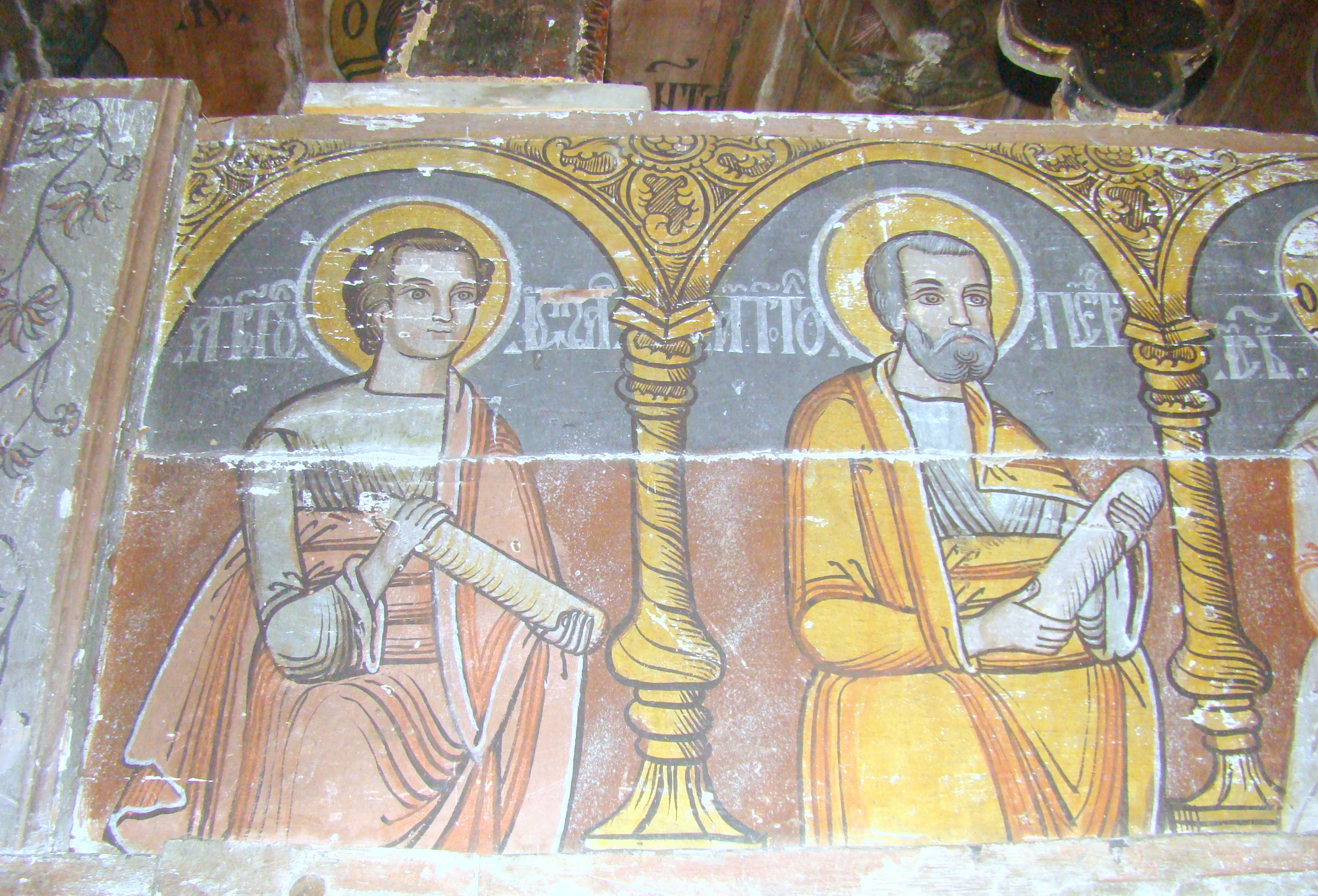
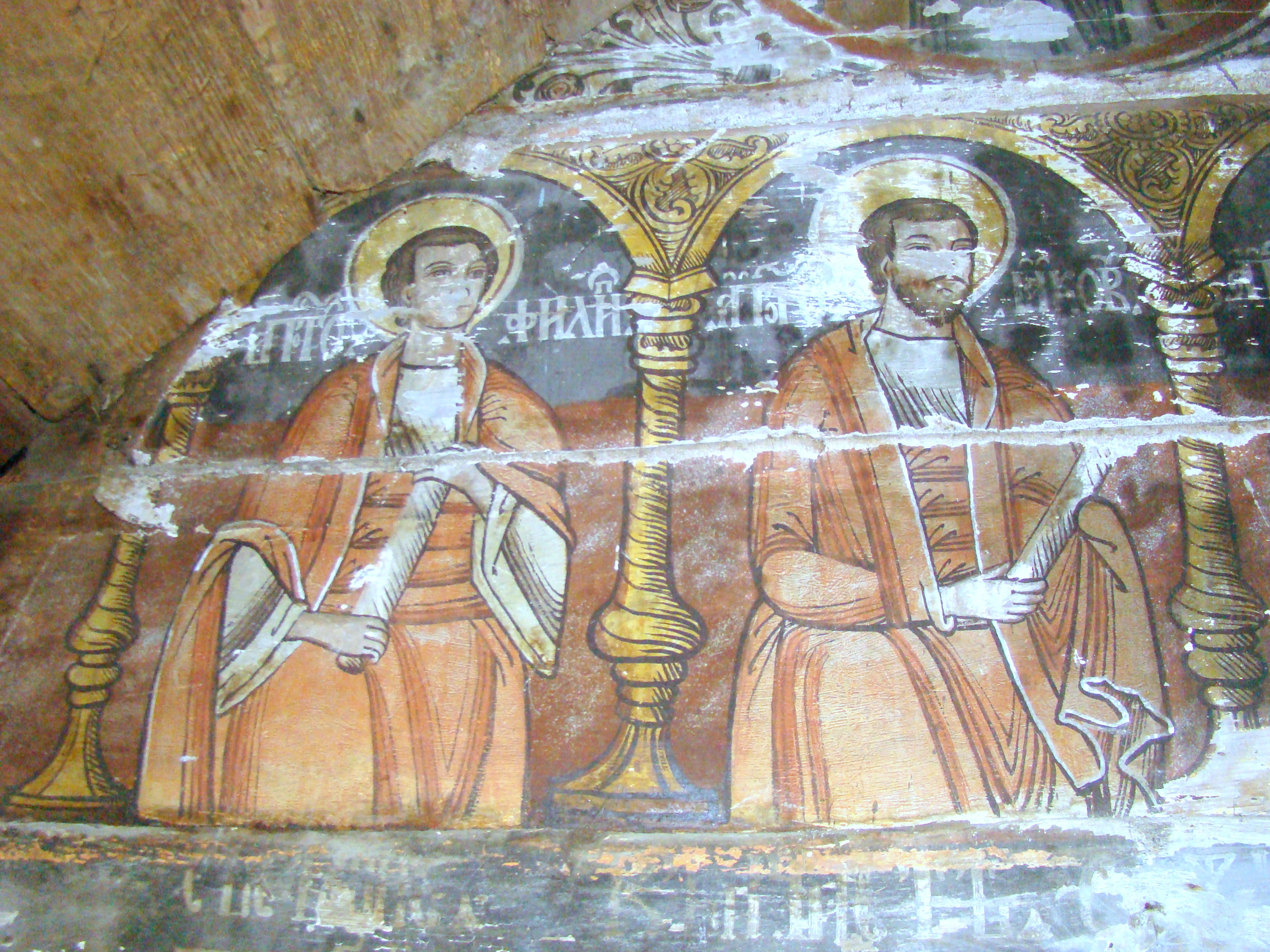
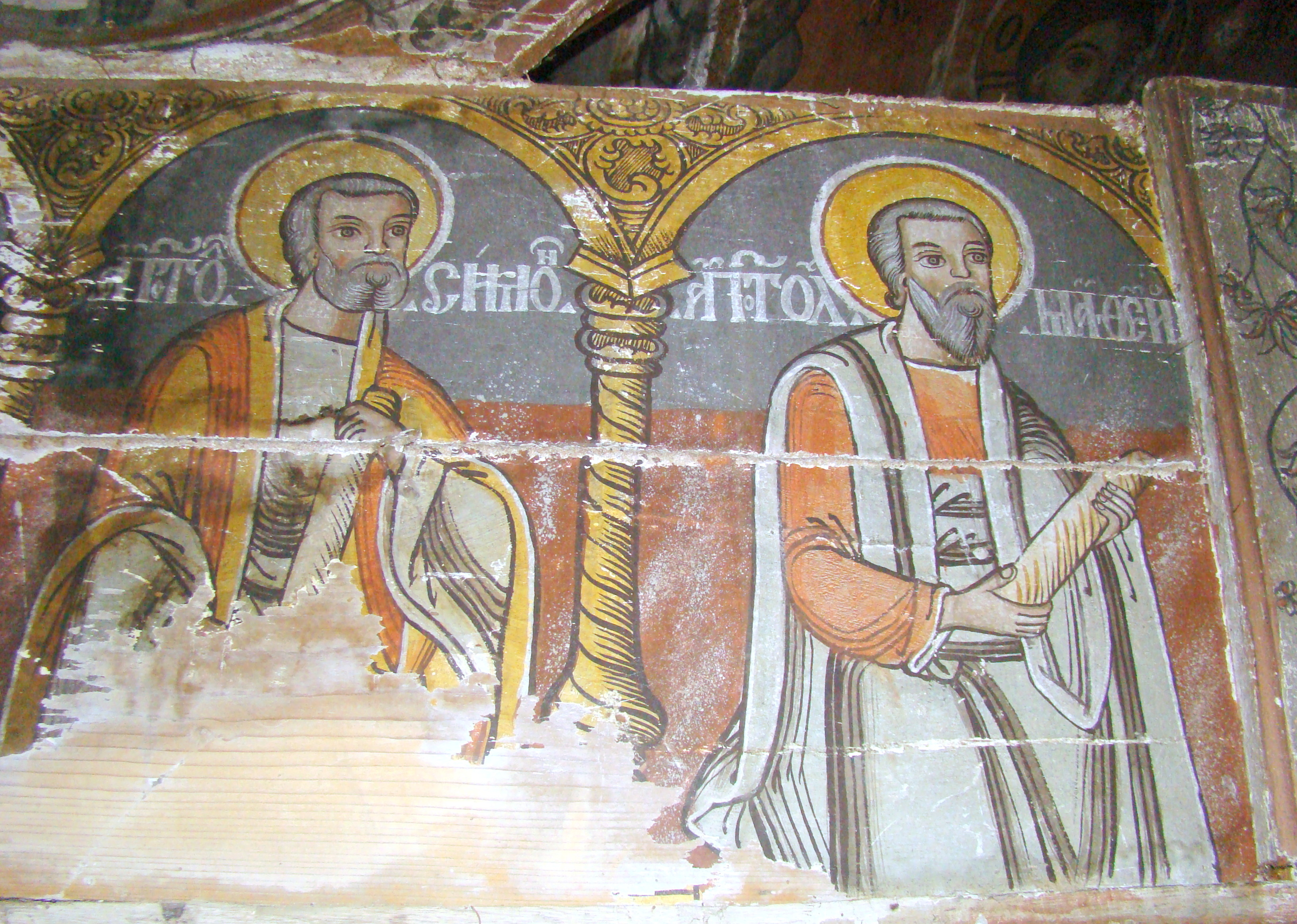
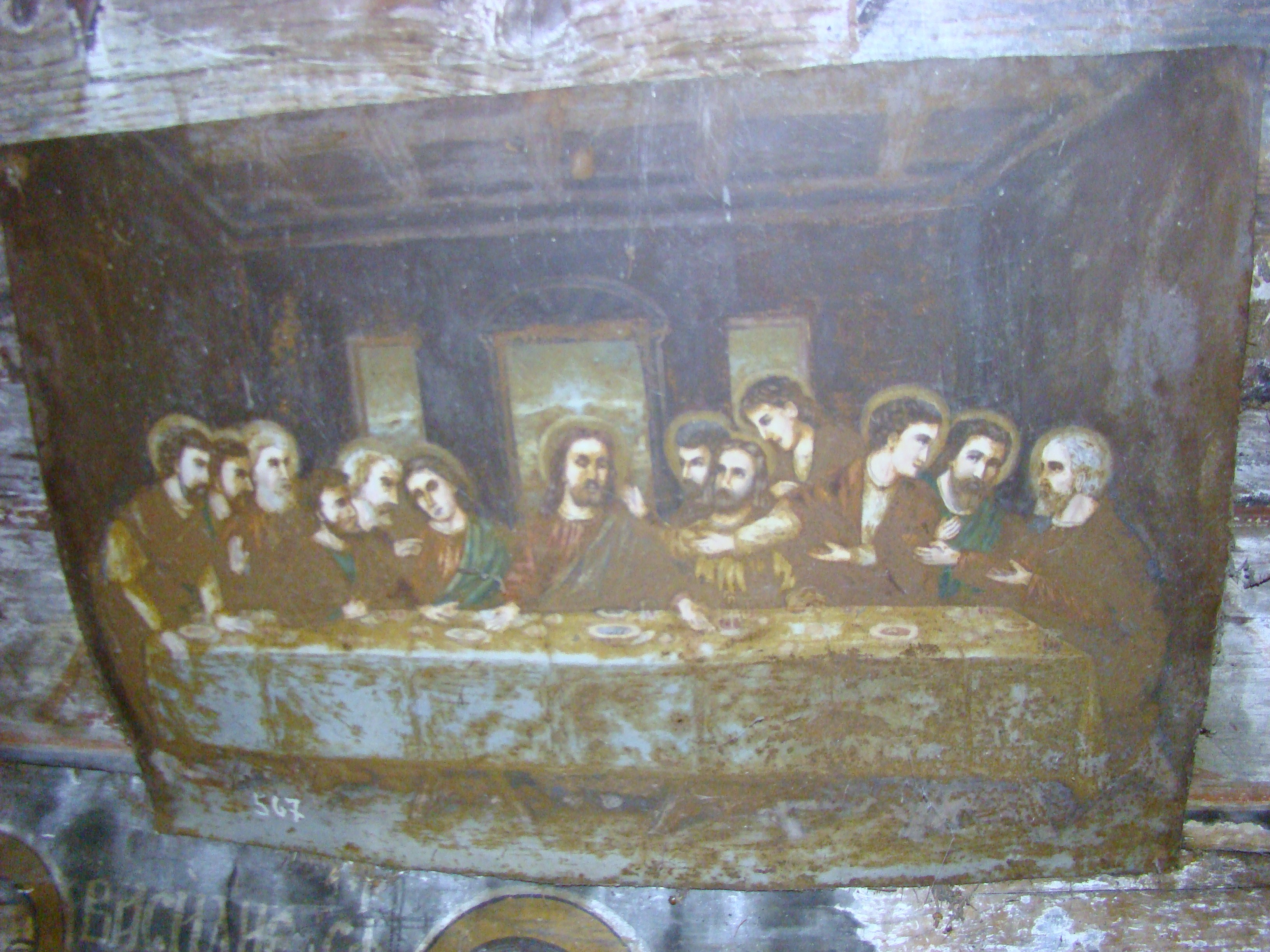
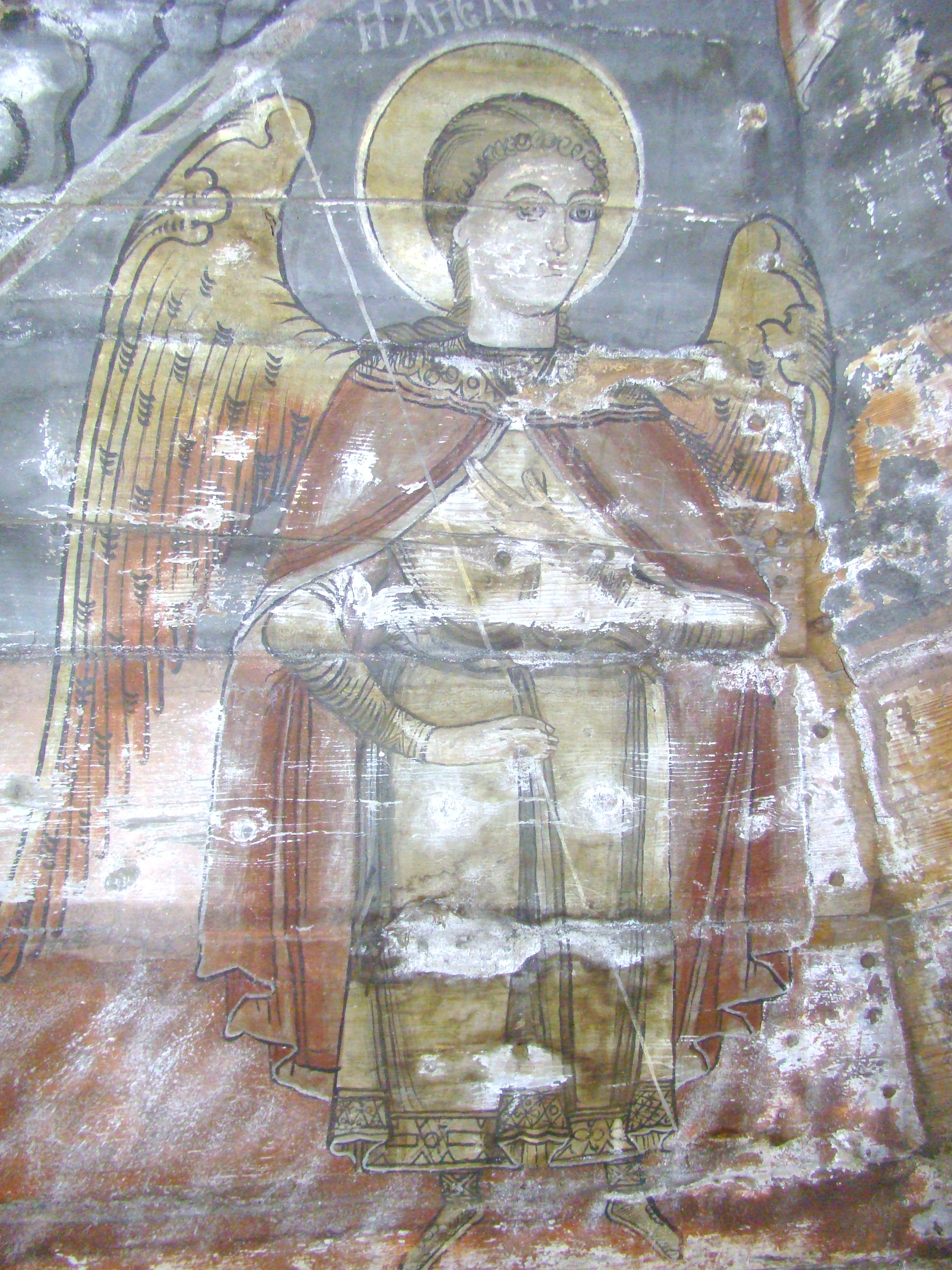
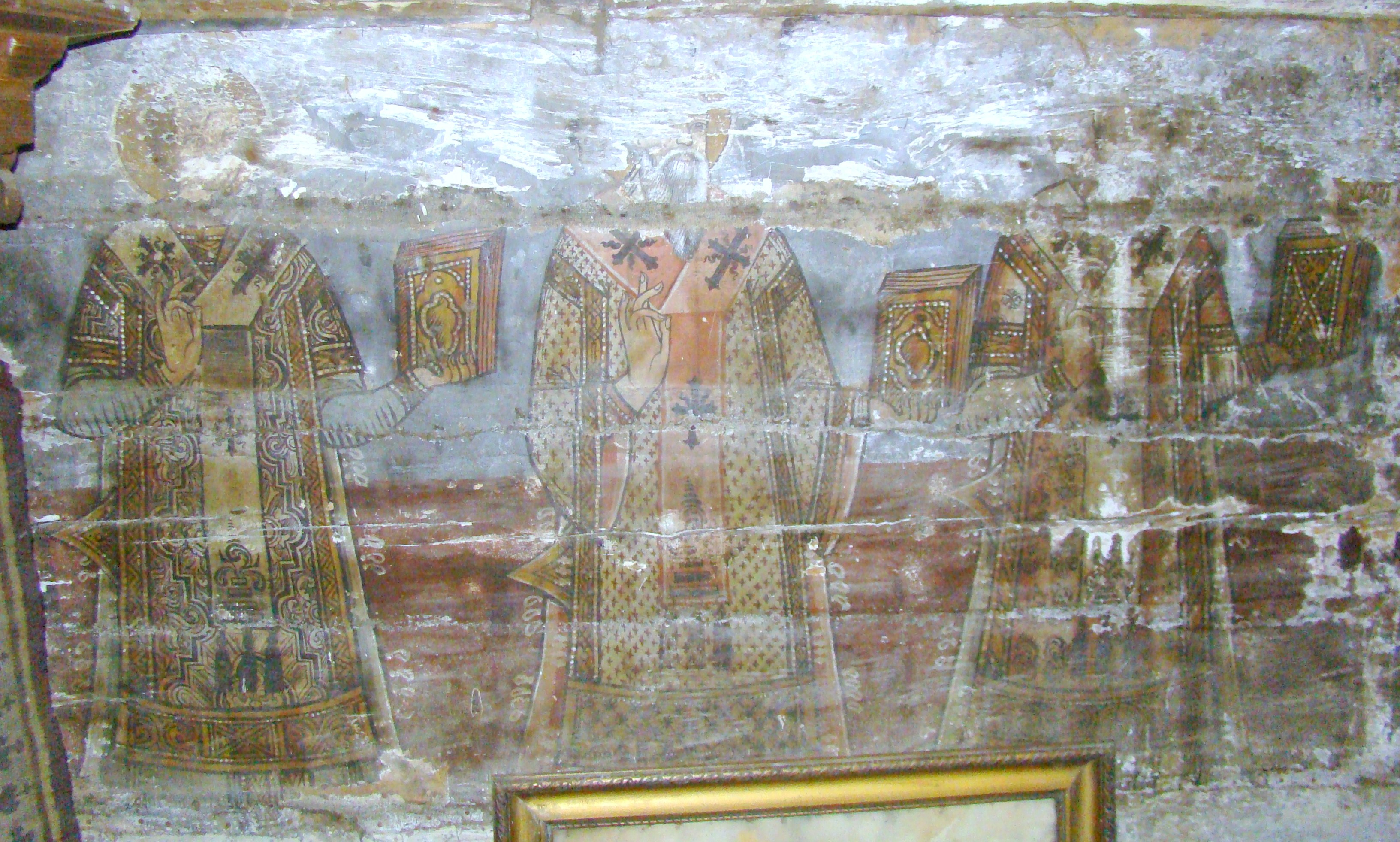
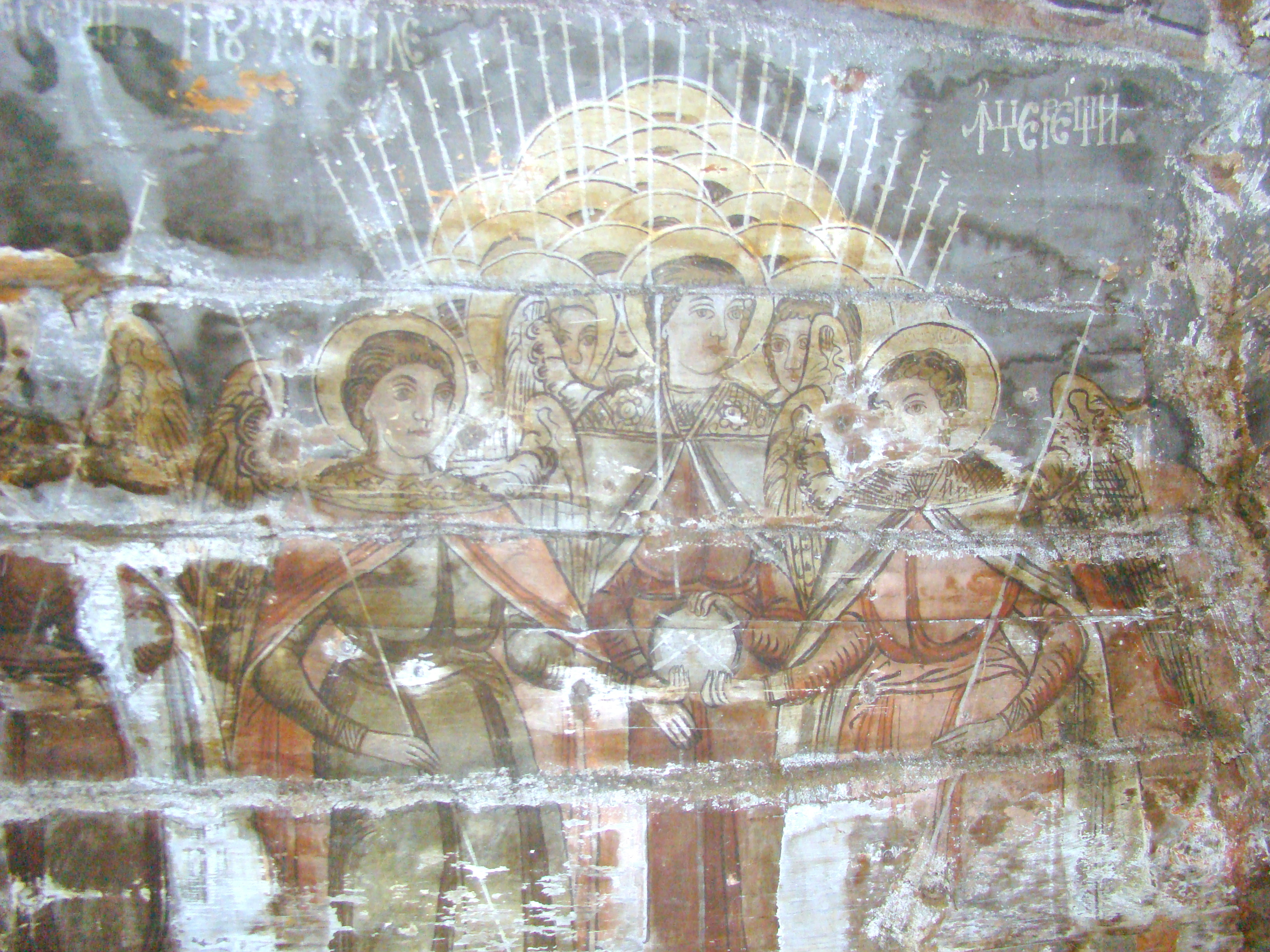
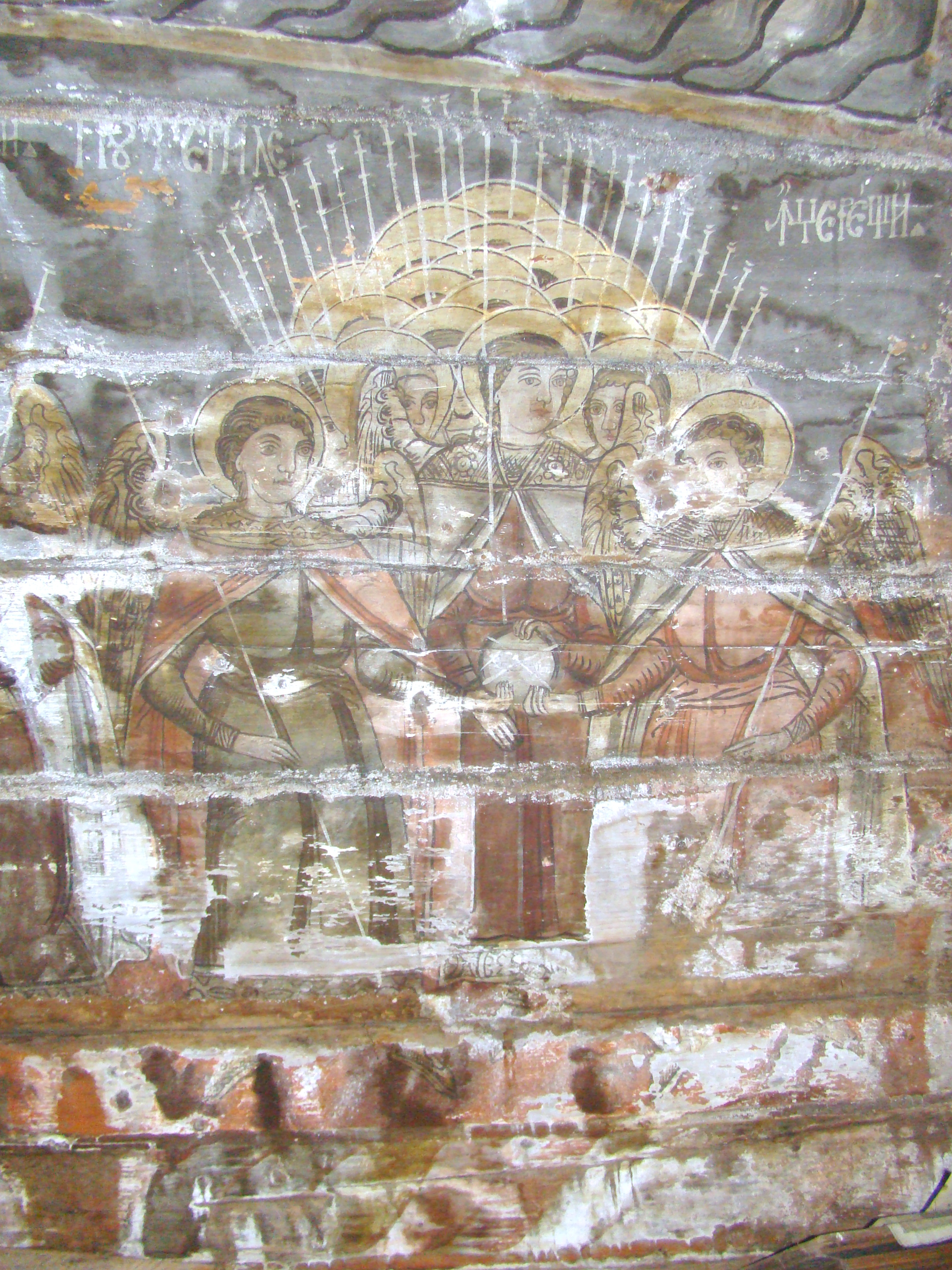
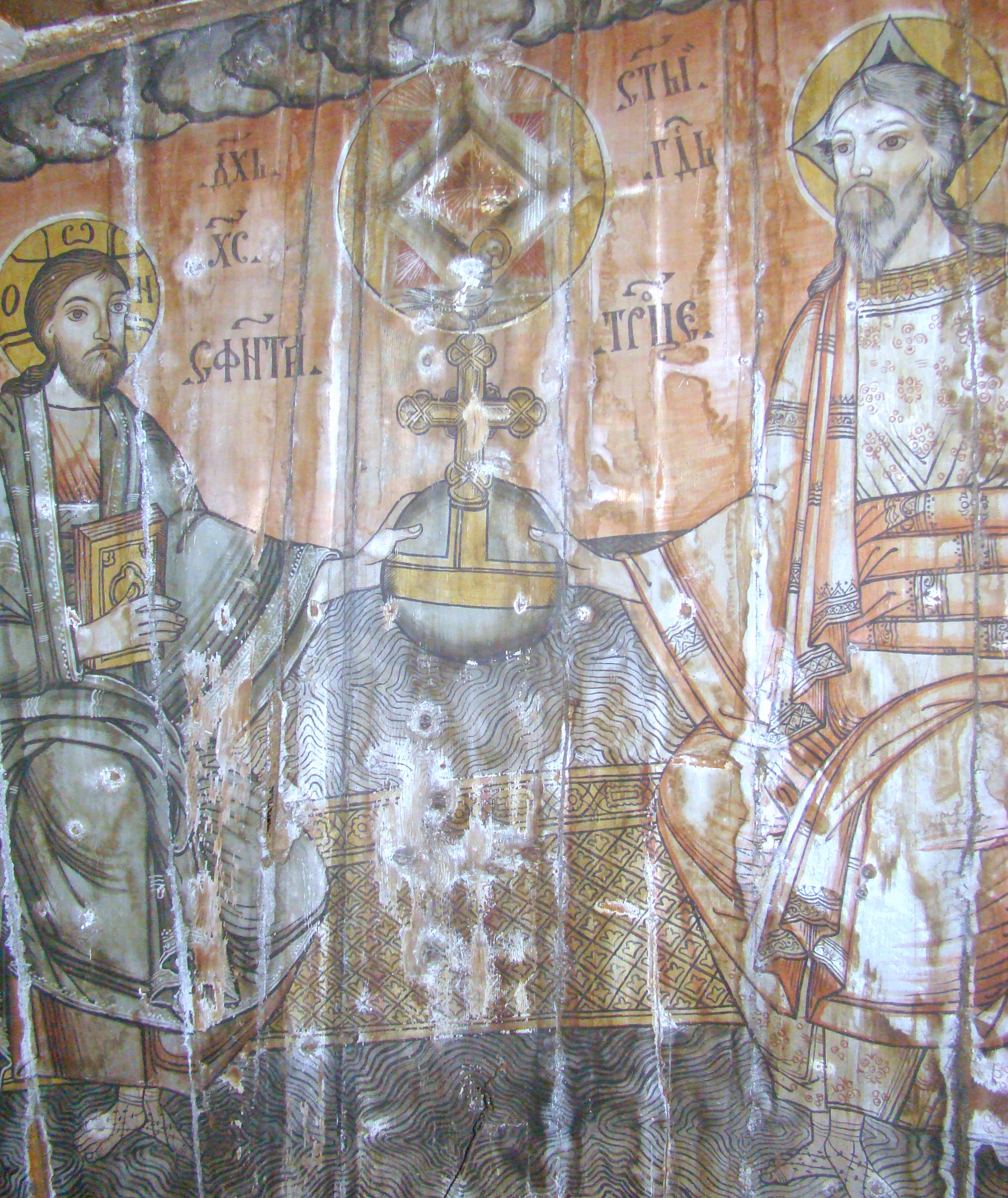
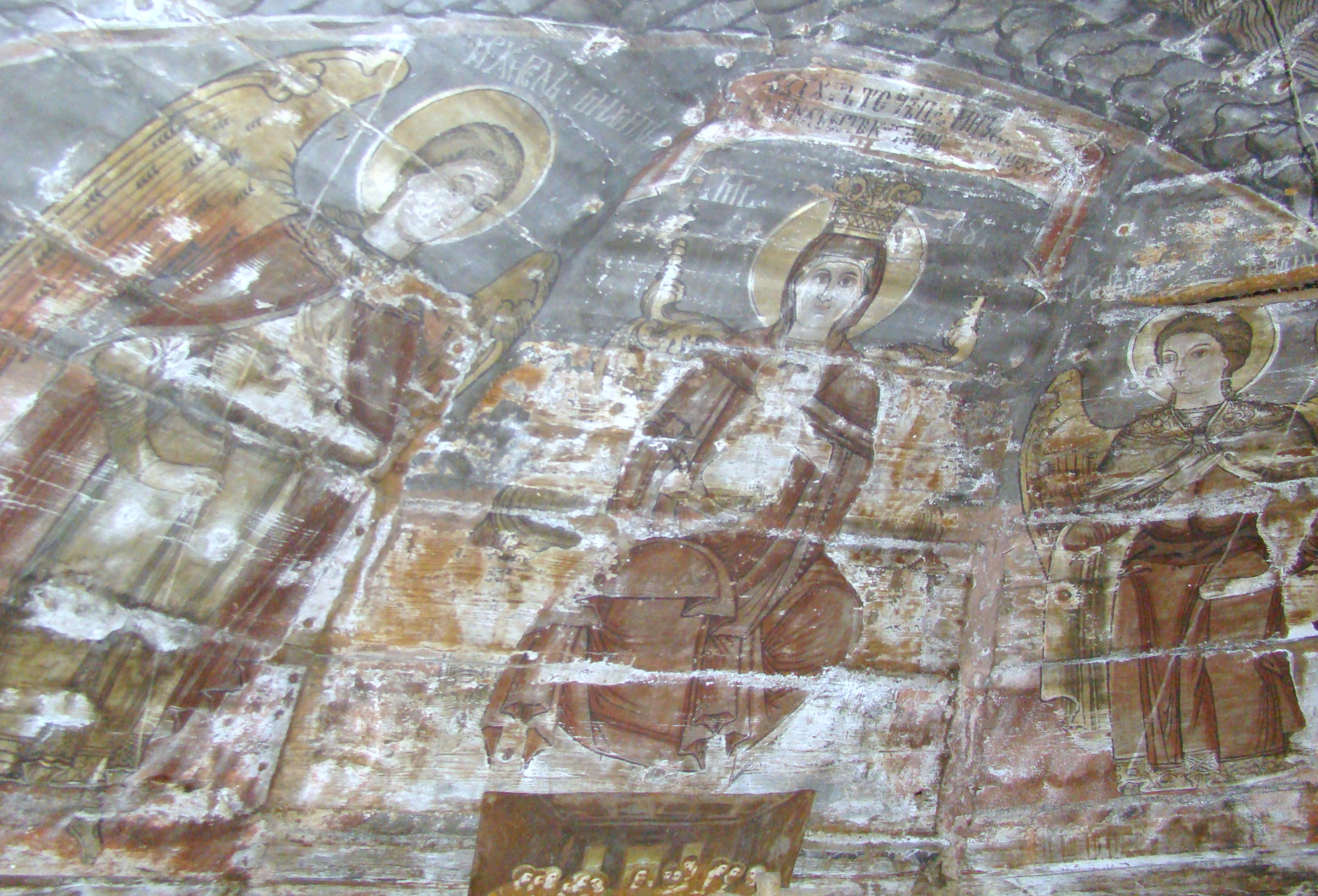
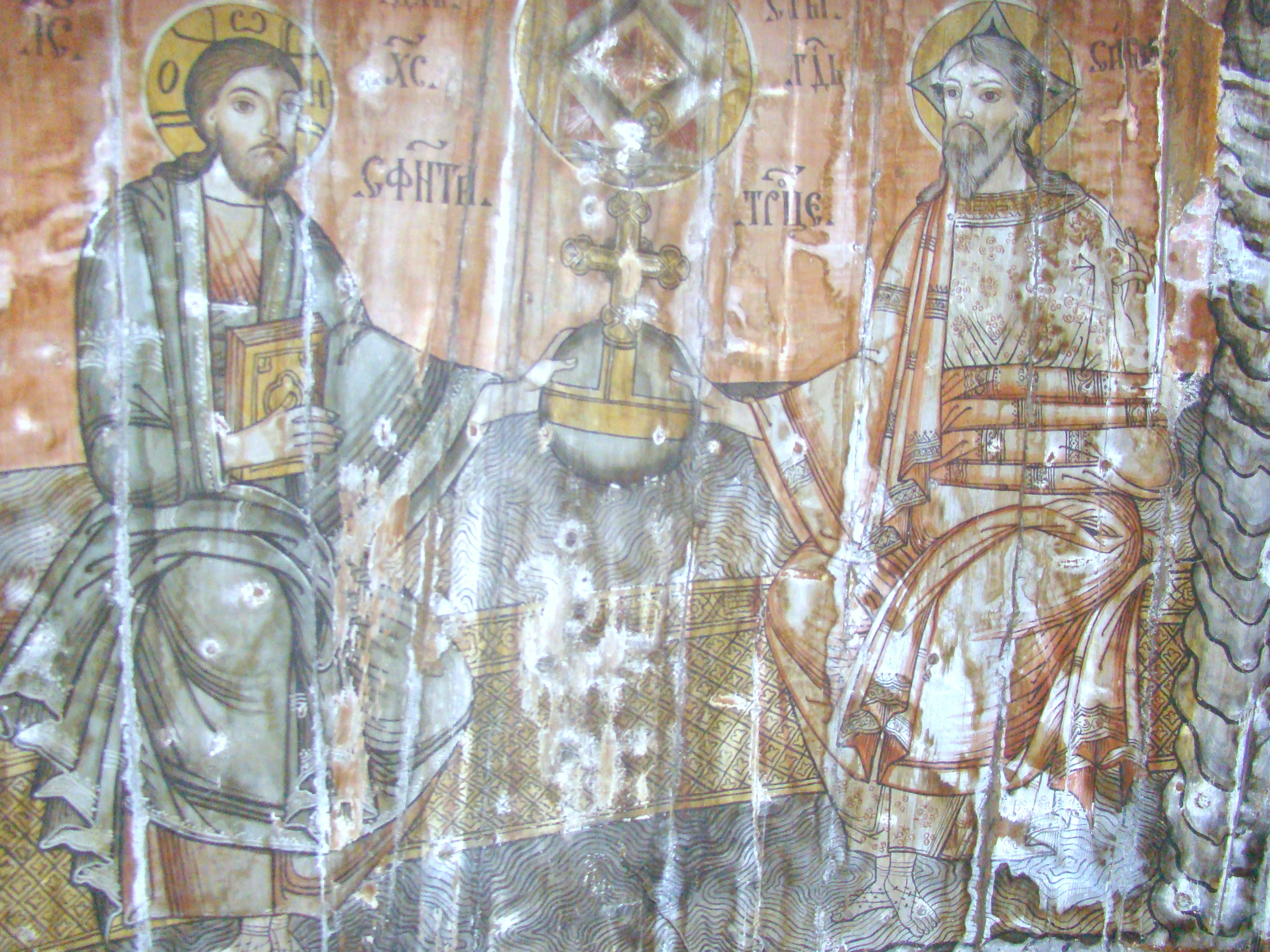
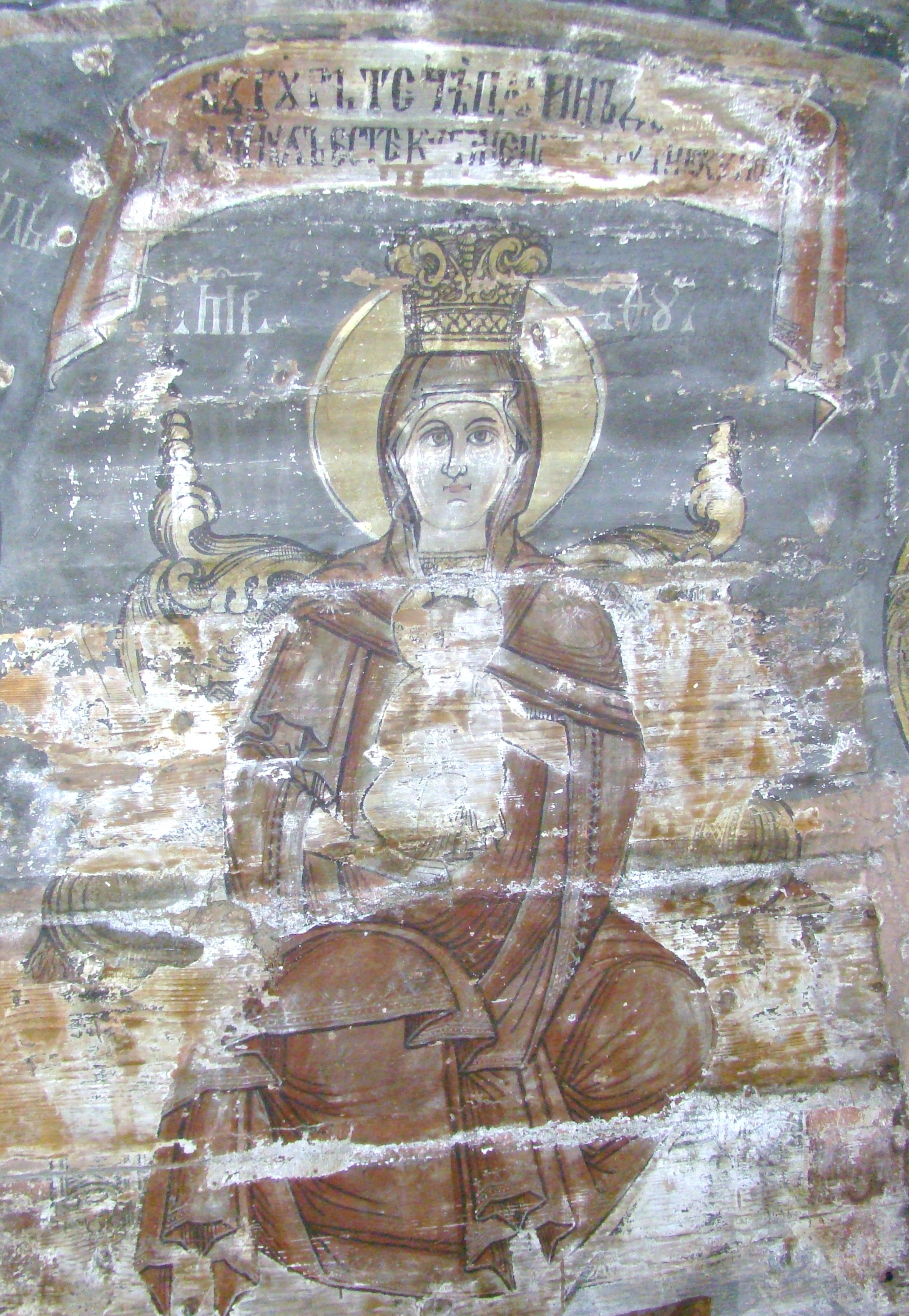